# Lối chơi Pokémon
Lối chơi của dòng game Pokémon chính liên quan đến việc thu phục và huấn luyện những sinh vật hư cấu được gọi là "Pokémon" và cho chúng chiến đấu với Pokémon của các trainer khác. Các thế hệ sau của game đều xây dựng dựa trên ý tưởng này cùng với nhiều Pokémon, vật phẩm (item), lối chơi mới. Một số ý tưởng được bắt nguồn từ nơi khác trước khi đặt chân lên game, như các trận đấu đôi xuất hiện trong phim hoạt hình từ rất lâu trước khi xuất hiện chính thức trong game.
Cho đến nay đã có tổng cộng 1010 loài Pokémon và sẽ còn tăng thêm khi Nintendo cho ra một phiên bản game Pokémon mới. Mỗi Pokémon mang một đặc điểm riêng biệt và có một hay nhiều khả năng sức mạnh khác nhau. Cứ qua mỗi trận đấu, Pokémon lại tích luỹ thêm một phần sức mạnh và tiến hóa thành một dạng khác (có nhiều loài tiến hóa một cách đặc biệt). Có một số loài không tiến hóa.

## Cấu tạo trò chơi
Trong dòng trò chơi Pokémon chính trên các thiết bị cầm tay của Nintendo, từ phiên bản đầu tiên Pokémon Red và Blue vào năm 1995 đến bản Pokemon Scarlet and Violet vào năm 2022, mọi thứ được bắt đầu trong một vùng đất hư cấu trong thế giới của Pokémon, và bắt đầu bằng việc người chơi nhận được Pokémon khởi đầu từ giáo sư Pokémon của vùng đó. Bằng việc đi khắp mọi nơi, thu phục và tiến hóa Pokémon, sức mạnh các pokémon của người chơi ngày càng được tăng lên. Mục đích khác của mỗi game là đánh bại các tổ chức tội phạm đang cố gắng lạm dụng Pokémon để thống trị thế giới như Đội Hỏa Tiễn (Team Rocket), Đội A-qua (Team Aqua), Đội Mắc-ma (Team Magma), Đội Galatic (Team Galatic), Đội Plasma (Team Plasma), Đội Flare (Team Flare), Đội Skull (Team Skull), Đội Yell (Team Yell), Đội Star(Team Star).
Nhiều công trình có thể tìm thấy thông qua thế giới Pokémon như Trung tâm Pokémon (Pokémon Center), Cửa hàng Poké (PokéMart), và các Nhà thi đấu (Gym). Trung tâm Pokémon sẽ chữa trị cho Pokémon của người chơi miễn phí, và trong mỗi Trung tâm sẽ có một PC nơi người chơi có thể sắp xếp bộ sưu tập Pokémon của mình, lưu trữ và lấy vật phẩm (item). Tại đây, người chơi cũng có thể kết nối với các phiên bản Pokémon khác để chiến đấu hoặc trao đổi (kể từ Gold/Silver, tầng hai đã được thêm vào trong tất cả các Pokémon Center cho mục đích này, tuy nhiên tầng hai bị loại bỏ trong X và Y vì đã có chức năng "Player Search"). Cửa hàng Poké là nơi người chơi có thể mua vật phẩm với số tiền thắng được trong chiến đấu; mỗi thành phố có thể có cửa hàng khác biệt. Nhiều thị trấn chứa Nhà thi đấu (Gym), dẫn đầu bởi những nhà huấn luyện mạnh gọi là Gym Leader. Chiến thắng anh ấy/cô ấy giúp người chơi nhận được một huy chương (Gym Badge) và tiếp tục hành trình. Sau khi thu thập được 8 Gym Badge, người chơi có thể khiêu chiến Tứ Thiên Vương và quán quân của vùng; đánh bại quán quân sẽ hoàn thành cốt truyện chính.
Hoàn thành cốt truyện chính mở ra các lựa chọn khác; chủ yếu là cho phép người chơi đi tới những nơi chưa thể tới được nếu chưa hoàn thành. Sau đó, trò chơi giữ nguyên kết thúc mở, với mục tiêu lớn là hoàn thành Pokédex. Trừ trò chơi của Thế hệ I và II, một khi đã bắt được tất cả các Pokémon trong vùng, người chơi có thể nâng cấp Pokédex của mình lên thành National Pokédex, với mục tiêu mới là bắt tất cả Pokémon từ dòng trò chơi trước (từ Bulbasaur với Pokémon cuối cùng của Pokédex thế hệ đó, trừ một số Pokémon chỉ có thể có được nhờ sự kiện như Jirachi và Hoopa). Số lượng Pokémon tăng lên với mỗi thế hệ game, bắt đầu từ 151 ở bản đầu tiên tới 1010 ở bản Scarlet và Violet.

### Pokémon khởi đầu / Pokémon khởi hành
| Phiên bản Pokémon                               | Pokémon khởi đầu (Tên Tiếng Anh) | Pokémon khởi đầu (Tên Tiếng Anh) | Pokémon khởi đầu (Tên Tiếng Anh) |
| ----------------------------------------------- | -------------------------------- | -------------------------------- | -------------------------------- |
| Red/Green/Blue/FireRed/LeafGreen                | Bulbasaur                        | Charmander                       | Squirtle                         |
| Yellow                                          | Pikachu                          | Pikachu                          | Pikachu                          |
| Gold/Silver/Crystal/HeartGold/SoulSilver        | Chikorita                        | Cyndaquil                        | Totodile                         |
| Ruby/Sapphire/Emerald/Omega Ruby/Alpha Sapphire | Treecko                          | Torchic                          | Mudkip                           |
| Diamond/Pearl/Platinum                          | Turtwig                          | Chimchar                         | Piplup                           |
| Black/White/Black 2/White 2                     | Snivy                            | Tepig                            | Oshawott                         |
| X/Y                                             | Chespin                          | Fennekin                         | Froakie                          |
| Sun/Moon/Ultra Sun/Ultra Moon                   | Rowlet                           | Litten                           | Poppilo                          |
| Let's go Pikachu/Let's go Eevee                 | Pikachu/Eevee                    | Pikachu/Eevee                    | Pikachu/Eevee                    |
| Sword/Shield                                    | Grookey                          | Scorbunny                        | Sobble                           |
| Scarlet/Violet                                  | Sprigatito                       | Fuecoco                          | Quaxly                           |

Mỗi khi mới bắt đầu chuyến phiêu lưu trong bất kì phiên bản Pokémon chính thức nào, người chơi sẽ được lựa chọn một trong ba Pokémon thuộc ba hệ khác nhau (hệ Cỏ, hệ Lửa và hệ Nước) để làm người bạn đầu tiên của mình trong cuộc hành trình. Mỗi vùng khác nhau trong trò chơi đều có những Pokémon khởi đầu khác nhau của riêng vùng đó. Người chơi không thể bắt gặp và sỡ hữu các Pokémon khởi đầu trong trò chơi ngoài tự nhiên trừ khi trao đổi với phiên bản game khác.
Pokémon Yellow là một phiên bản ngoại lệ khi mà người chơi chỉ được chọn duy nhất Pokémon khởi đầu là Pikachu thuộc hệ Điện, giống như trong phim hoạt hình. Ngoài ra người chơi cũng có thể nhận được tất cả các Pokémon khởi đầu trong bản Red & Blue từ NPC trong quá trình chơi.

### Nhà thi đấu Pokémon
Nhà thi đấu Pokémon (Pokémon Gyms ポケモンジム, Pokemon Jimu) là những công trình đặt ở khắp nơi trên thế giới Pokémon, nơi người chơi có thể luyện tập với các Pokémon mạnh để lấy quyền tham dự liên đoàn Pokémon. Hầu hết các Gym đều tập trung vào một hệ của Pokémon, và dẫn đầu bởi Gym Leader (ジムリーダー Jimu Rīdā), nhà huấn luyện mạnh nhất. Pokémon Gyms có thể được tìm thấy ở hầu hết các thành phố và thị trấn trong thế giới Pokémon.
Sau khi Gym Leader chính thức bị đánh bại, người thách đấu được nhận một Huy hiệu (Badge バッジ, Bajji), giống như một bằng chứng cho kĩ năng của nhà huấn luyện và là yếu tố quan trọng của cốt truyện. Sau khi người chơi đánh bại 8 Gym Leader, anh ấy/cô ấy có thể đi tới nơi tổ chức liên đoàn Pokémon của game và Tứ Thiên Vương (Elite Four 四天王, Shitennō) và nhà vô địch liên đoàn Pokémon của vùng, chiến thắng trò chơi.

### Island Trials
Trong Sun, Moon, Ultra Sun, và Ultra Moon, không hề có nhà thi đấu hay Thủ lĩnh nhà thi đấu. Thay vào đó, người chơi phải hoàn thành nhiều "thử thách" khác nhau được đua ra bởi các nhân vật được gọi là Đảo Vương. Một thử thách thường đưa ra cho người chơi một nhiệm vụ mà họ phải hoàn thành để triệu hồi Pokémon Totem, phiên bản mạnh hơn của một loài Pokémon nhất định. Khi người chơi đã triệu tập và đánh bại Pokémon Totem, họ sẽ nhận được Viên đá Z, một vật phẩm cho phép Pokémon sử dụng các chiêu thức mạnh mẽ được gọi là "Z-Moves". Hoàn thành tất cả các thử thách trên một hòn đảo cho phép người chơi thách thức "kahuna" (Đảo Vương) của hòn đảo đó trong một trận chiến Pokémon tiêu chuẩn. Người chơi có thể thách đấu Pokémon sau khi họ đã hoàn thành cả bốn Thử thách lớn. Sau khi đánh bại Elite Four, người chơi có thể bảo vệ danh hiệu của mình với tư cách là Nhà vô địch bằng cách đánh bại một kẻ thách thức.

## Trận đấu Pokémon
Trận đấu hay trận chiến Pokémon (ポケモンバトル Pokémon battle) là một hình thức so tài giữa các Pokémon. Mục đích của các trận đấu là Pokémon của Nhà huấn luyện Pokémon này phải đánh bại Pokémon của Nhà huấn luyện Pokémon khác.

Pokémon Bulbasaur cấp độ 5 của ngươi chơi (trái dưới) chiến đấu với Charmander cấp độ 5 của đối thủ (phải trên).

Menu tổng hợp có bốn lựa chọn: Đánh(Fight), Mở túi(Bag), Pokémon, và Bỏ Chạy(Run). Tuỳ vào lựa chọn của người chơi mà các menu khác sẽ xuất hiện, hay trận đấu sẽ kết thúc. Bốn tùy chọn tương tự này sẽ xuất hiện bất kể người chơi tham gia vào loại trận đấu nào, có thể là Pokémon hoang dã, NPC hoặc người chơi khác thông qua trận đấu liên kết (link battle). Các trận đấu Pokémon sử dụng hệ thống đánh theo lượt. Pokémon ra đòn trước được xác định bởi độ ưu tiên chiêu thức của chúng, sau đó là Tốc độ của Pokémon.
Trong các bản trò chơi gốc, ngoại trừ Pokémon: Let's Go, Pikachu! / Let's Go, Eevee!, thông thường khi người chơi bắt gặp một Pokémon hoang dã, họ sẽ chiến đấu với Pokémon đó. (Trong Let's Go, Pikachu! Và Let's Go, Eevee!, Cũng như trong Safari Zone và Pal Park trong các bản trò chơi gốc khác, người chơi có cơ hội bắt Pokémon hoang dã nhưng không thể chiến đấu với nó.) Trận đấu giữa các Nhà huấn luyện bắt đầu khi họ nhìn thấy nhau, điều mà người chơi có thể làm bằng cách tương tác với Nhà huấn luyện khác.
Khi Pokémon ngất xỉu (faint) trong trận đấu, nó có thể khiến đối phương của nó có được kinh nghiệm và điểm nỗ lực (EVs). Sau khi tất cả các Pokémon Pokémon khác đã bị đánh bại, trận đấu sẽ kết thúc và người thua cuộc phải trả một số tiền cho người chiến thắng, được xác định dựa trên cấp độ của Pokémon và loại Nhà huấn luyện bị đánh bại. Trong các bản trò chơi cốt gốc, nếu tất cả các Pokémon của người chơi bị đánh bại, người chơi được dịch chuyển trở lại Trung tâm Pokémon mà người chơi đã ghé qua lần trước hoặc đến nhà của họ nếu người chơi chưa ghé qua Trung tâm Pokémon.
Trong một số trận chiến, đáng chú ý nhất là trận đấu liên kết hoặc trận đấu trong một số cơ sở chiến đấu nhất định, sẽ không nhận được kinh nghiệm, EVs hoặc độ trung thành của Pokémon tham gia. Kết quả của trận đấu sẽ không khiến tiền các huấn luyện viên tham gia được cộng thêm hoặc trừ đi. Pokémon được nhìn thấy trong những trận chiến này sẽ không được đăng ký trong Pokédex. Thông thường, các vật phẩm trong túi không được phép sử dụng trong các trận chiến này và tất cả các vật phẩm mà Pokémon đang giữ sẽ được phục hồi sau trận đấu.

## Hệ của Pokémon

Biểu đồ thể hiện sự tương tác giữa các hệ Pokémon.

Hệ Pokémon (タイプ taipu) là một cơ chế xác định điểm mạnh, yếu của từng Pokémon và chiêu thức của nó. Cho tới Thế hệ VI đã có 18 hệ Pokémon được liệt kê bên dưới, trong đó 15 hệ Pokémon đầu xuất hiện trong trò chơi Red, Green, Blue và Yellow. Các hệ Bóng Tối và Thép đã được thêm vào trong Yellow và Sliver, và hệ Tiên được giới thiệu trong X và Y. Một Pokémon có thể có một hoặc hai hệ. Ví dụ Charmander là hệ Lửa trong khi Bulbasaur là hệ Cỏ và Độc.
- Hệ Thường (Normal)
- Hệ Lửa (Fire)
- Hệ Nước (Water)
- Hệ Cỏ (Grass)
- Hệ Điện (Electric)
- Hệ Băng (Ice)
- Hệ Giác Đấu (Fighting)
- Hệ Độc (Poison)
- Hệ Đất (Ground)
- Hệ Bay (Flying)
- Hệ Tâm Linh (Psychic)
- Hệ Bọ (Bug)
- Hệ Đá (Rock)
- Hệ Ma (Ghost)
- Hệ Rồng (Dragon)
- Hệ Bóng Tối (Dark)
- Hệ Thép (Steel)
- Hệ Tiên (Fairy)

## Chỉ số của Pokémon
Các chỉ số (能力 ability) của Pokémon quyết định sức mạnh cụ thể của loài cũng như cá nhân Pokémon.

### Chỉ số cơ bản
- HP (ヒットポイント hit points): Sinh lực, là chỉ số đặc trưng cho sức khoẻ của Pokémon. Mọi Pokémon đều có giới hạn sức khoẻ nhất định. Khi bị tấn công đến mức điểm HP chỉ còn bằng 0 thì Pokémon bị cho là Faint (xỉu), và không thể tiếp tục tham gia trận đấu.[4]
- Attack (こうげき Kōgeki?): Tấn công, là chỉ số đặc trưng cho mức độ gây thương tích của Pokémon khi nó dùng một chiêu thức vật lý. Một chiêu thức vật lý có một Power (sức mạnh) nhất định. Nhưng khả năng gây thương tích thì còn phụ thuộc vào Attack của Pokémon ra chiêu và Defense của Pokémon chịu đòn. Chẳng hạn Focus Punch với Power 150, khi Lopunny (có Base Attack là 76) và Machamp (có Base Attack là 130) sử dụng để tấn công lên cùng mục tiêu thì chắc chắn Machamp sẽ gây thương tích nhiều hơn, vì Attack của Machamp lớn hơn.[4]
- Special Attack (とくこう Tokukō?): Tấn công đặc biệt, là chỉ số đặc trưng cho khả năng gây thương tích của Pokémon khi nó sử dụng một chiêu thức đặc biệt. Nó có ý nghĩa tương tự Attack.[4]
- Defense (ぼうぎょ Bōgyo?): Phòng thủ, là chỉ số đặc trưng cho khả năng chịu đựng chiêu thức vật lý của Pokémon. Pokémon có Defense cao hơn sẽ dễ dàng chống chọi với cùng một chiêu thức so với Pokémon có Defense thấp hơn. Lưu ý rằng Defense chỉ có nghĩa khi Pokémon phải chịu một chiêu vật lý.[4]
- Special Defense (とくぼう Tokubō?): Phòng thủ đặc biệt, là chỉ số đặc trưng cho khả năng chịu đựng chiêu thức đặc biệt của Pokémon. Nó có ý nghĩa tương tự Defense, nhưng dùng cho trường hợp các chiêu thức là các chiêu đặc biệt.[4]
- Speed (すばやさ Subayasa?): Tốc độ, là đặc trưng cho sự nhanh nhẹn của Pokémon. Chỉ số này quyết định Pokémon nào sẽ ra chiêu trước.[4]

### Chỉ số trong trận đấu
Ngoài các chỉ số cơ bản còn có hai chỉ số khác:
- Accuracy (命中率 Meichūritsu?): Độ chính xác, là chỉ số quyết định khả năng đánh trúng Pokémon khác của một Pokémon. Accuracy khi bắt đầu trận đấu của mọi Pokémon là 100%, trừ khi bị ảnh hưởng bởi những điều kiện khác.[4]
- Evasiveness (回避率 Kaihiritsu?) hay Evasion rate là chỉ số quyết định khả năng né chiêu thức của một Pokémon. Evasion rate khi bắt đầu trận đấu của mọi Pokémon là 100%. Nếu Evasion rate bị giảm dưới 100% bởi các điều kiện khác như chiêu thức Sweet Scent, Pokémon sẽ khó né các chiêu thức hơn và ngược lại nếu tăng hơn 100% như khi dùng chiêu thức Double Team, Pokémon sẽ dễ né các chiêu thức hơn.[4]

### Những yếu tố quyết định chỉ số

#### Chỉ số gốc (Base stats)
Chỉ số gốc là thứ ảnh hưởng lớn nhất đến sức mạnh của Pokémon ở bất kỳ cấp độ nào. Nếu không kể đến các yếu tố khác như Chỉ số cá thể, Chỉ số nỗ lực và Bản tính, một Pokémon có cấp độ 100 sẽ có Attack, Defense, Speed, Special Attack, và Special Defense chính xác bằng gấp đôi cộng thêm 5 chỉ số gốc, trong khi HP sẽ bằng gấp đôi cộng thêm 110 chỉ số gốc (trừ loài Shedinja có HP luôn luôn là 1).

#### Cấp độ (Level)
Khi một Pokémon lên cấp độ, những chỉ số cơ bản của nó sẽ tăng theo. Mỗi cấp độ tăng thêm (không tính Bản tính), những chỉ số cơ bản sẽ tăng thêm 1/50 chỉ số gốc, và 1/100 tổng Chỉ số cá thể và Chỉ số nỗ lực. Điều này có nghĩa là một chỉ số của Pokémon gần như không thể bị giảm đi khi lên cấp, trừ khi Pokémon đó tiến hoá thành loài khác có chỉ số gốc thấp hơn hay dùng quả mọng giảm Chỉ số nỗ lực (EV-reducing berry).

#### Bản tính (Nature)
Bản tính của Pokémon được giới thiệu lần đầu ở Pokémon Ruby và Sapphire cũng là một thứ góp phần làm nên các chỉ số của Pokémon. Mỗi Pokémon sẽ có một loại bản tính, được ấn định một cách ngẫu nhiên khi nó được sinh ra, thứ không thể bị thay đổi. Bản tính sẽ giúp tăng một hoặc giảm một chỉ nhất định đi 10%.
| Danh sách bản tính | Danh sách bản tính | Danh sách bản tính | Danh sách bản tính |
| Tên tiếng Anh      | Tên tiếng Việt     | Chỉ số được tăng   | Chỉ số được giảm   |
| ------------------ | ------------------ | ------------------ | ------------------ |
| Hardy              | Cứng rắn           | -                  | -                  |
| Serious            | Nghiêm nghị        | -                  | -                  |
| Docile             | Ngoan ngoãn        | -                  | -                  |
| Bashful            | Rụt rè             | -                  | -                  |
| Quirky             | Kỳ quặc            | -                  | -                  |
| Lonely             | Cô độc             | Attack             | Defense            |
| Brave              | Dũng cảm           | Attack             | Speed              |
| Adamant            | Kiên quyết         | Attack             | Special Attack     |
| Naughty            | Nghịch ngợm        | Attack             | Special Defense    |
| Bold               | Can đảm            | Defense            | Attack             |
| Relaxed            | Thoải mái          | Defense            | Speed              |
| Impish             | Tinh quái          | Defense            | Special Attack     |
| Lax                | Lơi lỏng           | Defense            | Special Defense    |
| Timid              | Nhút nhát          | Speed              | Attack             |
| Hasty              | Nóng vội           | Speed              | Defense            |
| Jolly              | Vui vẻ             | Speed              | Special Attack     |
| Naive              | Ngây thơ           | Speed              | Special Defense    |
| Modest             | Khiêm tốn          | Special Attack     | Attack             |
| Mild               | Ôn hoà             | Special Attack     | Defense            |
| Quiet              | Tĩnh lặng          | Special Attack     | Speed              |
| Rash               | Liều lĩnh          | Special Attack     | Special Defense    |
| Calm               | Điềm tĩnh          | Special Defense    | Attack             |
| Gentle             | Hoà nhã            | Special Defense    | Defense            |
| Sassy              | Thô bạo            | Special Defense    | Speed              |
| Careful            | Cẩn thận           | Special Defense    | Special Attack     |

#### Chỉ số cá thể
Individual values (個体値 kotaichi, IVs) là những chỉ số gia tăng sức mạnh cho mỗi chỉ số gốc, quyết định khả năng tối đa của một Pokémon. Những chỉ số này được tạo ra ngẫu nhiên với mỗi Pokémon khi chạm trán hoặc khi được sinh ra và không thay đổi suốt phần còn lại của trò chơi. Những chỉ số ẩn này là lý do khiến những Pokémon gần như giống nhau và có cùng IV vẫn có khả năng có chỉ số khác biệt. IV nằm khoảng từ 0 tới 31, và ở thế hệ I và II khoảng từ 0 tới 15.

#### Chỉ số nỗ lực
Effort values (努力値 doryokuchi, EVs) là những chỉ số ẩn tác động đến sức mạnh của Pokémon trong vài chỉ số nhất định. Sau khi đánh thắng 1 Pokémon thì Pokémon địch sẽ cho bạn điểm EV. Mỗi loại Pokémon sẽ cho điểm EV nhất định của một chỉ số nhất định. Khi Pokémon có 4 EV point chỉ số nào thì sẽ cộng 1 điểm vào chỉ số tương ứng.

## Chiêu thức của Pokémon
Chiêu thức (わざ move) hay còn được gọi là đòn đánh (こうげきわざ attack technique), là kỹ năng mà Pokémon chủ yếu sử dụng trong trận đấu. Mỗi Pokémon sẽ sử dụng một chiêu thức mỗi lượt. Một số chiêu thức (bao gồm những chiêu thức được học bởi Hidden Machine) cũng có thể được sử dụng bên ngoài trận đấu, thường dùng để loại bỏ chướng ngại vật và khám phá khu vực mới. Tính đến thế hệ IX, có tất cả 915 chiêu thức khác nhau được giới thiệu trong loạt trò chơi chính, trong đó có 35 Tuyệt Kỹ Z (Z-moves), 18 Tuyệt Kỹ Daimax (Dynamax Moves) và 33 Tuyệt Kỹ Kyodaimax (G-Max Moves).

### Hệ của chiêu thức
Một chiêu thức có một hệ xác định. Pokémon nhận sát thương gấp đôi từ các chiêu thức của hệ khắc với chúng và chỉ nhận một nửa sát thương từ các chiêu thức mà chúng kháng lại. Một số loại Pokémon cho phép miễn nhiễm hoàn toàn với các loại tấn công nhất định; chẳng hạn, hệ Ma không nhận sát thương từ các chiêu thức hệ Thường hoặc hệ Giác Đấu. Một số Đặc tính của Pokémon có thể thay đổi các tương tác này, chẳng hạn như Đặc Tính Levitate làm cho Pokémon miễn nhiễm với các chiêu thức hệ Đất.

### Đặc điểm của chiêu thức
Một Pokémon chỉ có thể biết từ một đến bốn chiêu thức cùng một lúc. Tuy nhiên, không một Pokémon nào có thể học mọi chiêu thức; mỗi Pokémon đều có một bộ chiêu thức được xác định trước (trong tiếng Anh được gọi là movelist, movepool hoặc learnset) mà chúng có thể học được liên quan đến loại và khái niệm của loài. Số lượng chiêu thức của bộ chiêu thức rất khác nhau giữa các Pokémon khác nhau; một số Pokémon, chẳng hạn như Ditto và Unown, chỉ có thể học một chiêu thức, trong khi Mew có thể học 250 chiêu thức trong Thế hệ VII, và Smeargle có thể sở hữu hầu hết mọi chiêu thức do chiêu thức Sketch. Pokémon sau khi tiến hóa thường có số lượng chiêu thức trong bộ chiêu thức lớn hơn so với các dạng tiến hóa trước của chúng nhưng chúng sẽ học chiêu thức với tốc độ chậm hơn hoặc thậm chí ngừng học chiêu thức hoàn toàn bằng cách tăng cấp. Điều này có thể cung cấp động lực để trì hoãn sự tiến hóa của Pokémon. Hầu hết các Bộ ba Huyền Thoại và Bộ đôi Huyền Thoại có bộ chiêu thức tương tự nhau.

### Power Point
Chiêu thức của Pokémon trong trận đấu được giới hạn số lần sử dụng bởi điểm Power Points (PP) của chiêu thức đó. Sau mỗi lần sử dụng thì chiêu thức đó sẽ bị trừ đi 1 PP (nếu đối đầu với Pokémon có Đặc tính là Pressure thì bị trừ đi 2 PP). Do đó, PP còn lại của chiêu thức về cơ bản là tương đương với số lần chiêu thức có thể được sử dụng. Mỗi chiêu thức được gán một giá trị Power Point cơ bản là 1 hoặc bội số của 5, tối đa là 40. Nói chung, các chiêu thức yếu hơn được học ở cấp thấp hơn sẽ có PP cao hơn, trong khi các chiêu thức mạnh hơn hoặc chiêu thức được học ở cấp cao hơn sẽ có PP thấp hơn.
PP có thể được phục hồi hoàn toàn bằng cách chữa lành Pokémon tại Trung tâm Pokémon hoặc 1 phần bằng các vật phẩm như Elixir và hoạt động hiệu quả như một phương pháp để khuyến khích người chơi sử dụng chúng ngay cả khi họ chịu ít hoặc không gây sát thương.
PP có thể được gia tăng (đến 1 giá trị giới hạn) bằng cách sử dụng các vật phẩm PP Max (tăng 60% điểm PP gốc) hoặc PP Up (tăng 20% điểm PP gốc).
Khi một pokemon hết toàn bộ PP của cả 4 chiêu thức, việc ra lệnh cho chúng tấn công sẽ khiến chúng sử dụng một chiêu thức là Struggle. Chiêu thức này sẽ gây rất nhiều sát thương cho Pokémon sử dụng đồng thời gây ra rất ít sát thương lên đối thủ.

### Loại chiêu thức

#### Cơ bản
Có 2 loại chiêu thức cơ bản trong Pokemon là chiêu thức trạng thái và chiêu thức tấn công. Các chiêu thức không gây sát thương trực tiếp được gọi là các chiêu thức trạng thái. Các chiêu thức tấn công được chia thành chiêu thức vật lý (sát thương được tính theo Attack của Pokémon tung chiêu và Defense của Pokémon chịu đòn) và chiêu thức đặc biệt (được tính theo Special Attack của Pokémon tung chiêu và Special Defense của Pokémon chịu đòn) tùy thuộc vào đặc điểm của mỗi chiêu thức.

#### Z-Moves
Trong một trận đấu, nếu Pokémon giữ một viên đá Z (Z-Crystal), một vật thể mạnh mẽ mà bạn có được khi hoàn thành các thử thách trên đảo, nó có thể sử dụng phiên bản nâng cấp của một chiêu thức, được gọi là Z-Move (Tiếng Việt gọi là Chiêu Z, còn gọi là Tuyệt Kỹ Z). Tuyệt Kỹ Z có sức mạnh cao hơn, đồng thời có thêm hiệu ứng nếu chiêu thức được sử dụng là chiêu thức trạng thái. Các tuyệt kĩ Z rất mạnh mẽ và chỉ sử dụng được một lần trong mỗi trận, trừ khi Tuyệt Kỹ Z-Rotom Power được sử dụng.
Tuyệt Kỹ Z có 3 loại: Tuyệt Kỹ Z tấn công có thể sử dụng bởi bất kì Pokémon nào (18 Tuyệt Kỹ Z cho 18 Hệ); Tuyệt Kỹ Z tấn công chỉ có thể được sử dụng bởi những Pokémon cụ thể khi dùng chiêu cụ thể; và Tuyệt Kỹ Z được sử dụng bởi các chiêu thức trạng thái.
| Tuyệt Kỹ Z             | Hệ        | Z-Crystal    |
| ---------------------- | --------- | ------------ |
| Breakneck Blitz        | Thường    | Normalium Z  |
| All-Out Pummeling      | Giác Đấu  | Fightinium Z |
| Supersonic Skystrike   | Bay       | Flynium Z    |
| Acid Downpour          | Độc       | Posonium Z   |
| Tectonic Rage          | Đất       | Groundium Z  |
| Continental Crush      | Đá        | Rockium Z    |
| Savage Spin-Out        | Bọ        | Buginium Z   |
| Never-Ending Nightmare | Ma        | Ghostium Z   |
| Corkscrew Crash        | Thép      | Steelium Z   |
| Inferno Overdrive      | Lửa       | Firium Z     |
| Hydro Vortex           | Nước      | Waterium Z   |
| Bloom Doom             | Cỏ        | Grassium Z   |
| Gigavolt Havoc         | Điện      | Electrium Z  |
| Shattered Psyche       | Siêu Linh | Psychium Z   |
| Subzero Slammer        | Băng      | Icium Z      |
| Devastating Drake      | Rồng      | Dragonium Z  |
| Black Hole Eclipse     | Bóng Tối  | Darkinium Z  |
| Twinkle Tackle         | Tiên      | Fairium Z    |

| Tuyệt Kỹ Z                  | Pokémon                     | Chiêu thức cụ thể | Hệ        | Loại chiêu thức | Sức mạnh | Hiệu ứng | Z-Crystal    |
| --------------------------- | --------------------------- | ----------------- | --------- | --------------- | -------- | --- | ------------ |
| Catastropika                | Pikachu                     | Volt Tackle       | Điện      | Vật Lý          | 210      | — | Normalium Z  |
| 10,000,000 Volt Thunderbolt | Pikachu in a cap            | Thunderbolt       | Điện      | Đặc Biệt        | 195      | Chiêu thức được +2 bậc tăng tỷ lệ chí mạng.                                                                                    | Fightinium Z |
| Stoked Sparksurfer          | Alolan Raichu               | Thunderbolt       | Điện      | Đặc Biệt        | 175      | Chiêu thức sẽ PAR đối phương.                                                                                                  | Flynium Z    |
| Extreme Evoboost            | Eevee                       | Last Resort       | Thường    | Trạng Thái      | —        | Tăng Attack, Defense, Special Attack, Special Defense và Speed lên 2 bậc.                                                      | Posonium Z   |
| Pulverizing Pancake         | Snorlax                     | Giga Impact       | Thường    | Vật Lý          | 210      | — | Groundium Z  |
| Genesis Supernova           | Mew                         | Psychic           | Siêu Linh | Đặc Biệt        | 185      | Tạo hiệu ứng của chiêu thức Psychic Terrain trong 5 lượt trên sân đấu.                                                         | Rockium Z    |
| Sinister Arrow Raid         | Decidueye                   | Spirit Shackle    | Ma        | Vật Lý          | 180      | — | Buginium Z   |
| Malicious Moonsault         | Incineroar                  | Darkest Lariat    | Bóng Tối  | Vật Lý          | 180      | Nếu mục tiêu đã sử dụng Minimize, chiêu thức này sẽ gây sát thương gấp đôi.                                                    | Ghostium Z   |
| Oceanic Operetta            | Primarina                   | Sparkling Aria    | Nước      | Đặc Biệt        | 195      | — | Steelium Z   |
| Splintered Stormshards      | Lycanroc                    | Stone Edge        | Đá        | Vật Lý          | 190      | Xoá bỏ môi trường trên sân đấu.                                                                                                | Firium Z     |
| Let's Snuggle Forever       | Mimikyu                     | Play Rough        | Tiên      | Vật Lý          | 190      | — | Waterium Z   |
| Clangorous Soulblaze        | Kommo-o                     | Clanging Scales   | Rồng      | Đặc Biệt        | 185      | Gây sát thương lên toàn bộ Pokémon đối phương và tăng Attack, Defense, Special Attack, Special Defense và Speed lên 1 bậc.     | Grassium Z   |
| Guardian of Alola           | Các vệ thần Alola           | Nature's Madness  | Tiên      | Đặc Biệt        | —        | Gây sát thương bằng với 75% HP của mục tiêu.                                                                                   | Electrium Z  |
| Searing Sunraze Smash       | Solgaleo Dusk Mane Necrozma | Sunsteel Strike   | Thép      | Vật Lý          | 200      | Bỏ qua mọi Đặc Tính của mục tiêu.                                                                                              | Psychium Z   |
| Menacing Moonraze Malestrom | Lunala Dawn Wings Necrozma  | Moongeist Beam    | Ma        | Đặc Biệt        | 200      | Bỏ qua mọi Đặc Tính của mục tiêu.                                                                                              | Icium Z      |
| Light That Burns the Sky    | Ultra Necrozma              | Photon Geyser     | Siêu Linh | Đặc Biệt        | 200      | Gây sát thương dựa trên Attack và Special Attack của bản thân (tính theo chỉ số cao nhất) và bỏ qua mọi Đặc Tính của mục tiêu. | Dragonium Z  |
| Soul-Stealing 7-Star Strike | Marshadow                   | Spectral Thief    | Ma        | Vật Lý          | 195      | — | Darkinium Z  |

### Sát thương của chiêu thức
Sát thương (ダメージ damage) là lượng điểm HP bị mất khi Pokémon phải chịu một chiêu thức vật lý hay chiêu thức đặc biệt của Pokémon khác.

#### Công thức tính sát thương
{\displaystyle Damage={\Biggl (}{\frac {{\bigl (}{\frac {2\times Level}{5}}+2{\bigr )}\times Power\times A/D}{50}}+2{\Biggr )}\times Modifier}
trong đó:
- Damage (Thương tích): điểm HP bị trừ đi của đối phương.
- Level: Cấp độ của Pokémon tấn công.
- A - Attack và i - Defense được tính dựa theo chỉ số Attack của Pokémon tấn công và Defense của Pokémon chịu đòn. Nếu chiêu thức là Chiêu thức Đặc Biệt, chỉ số Special Attack và Special Defense sẽ được dùng thay thế. Có những chiêu thức như Psystrike dùng chỉ số khác so với chỉ số được đề cập ở trên (ở đây Psystrike dùng Special Attack và Defense). Nếu đòn đánh là đòn chí mạng (critical hit), mọi sự giảm chỉ số Attack của Pokémon tấn công và tăng chỉ số Defense của Pokémon chịu đòn sẽ tạm thời được bỏ qua.
- Power: là sức mạnh của chiêu thức. Ví dụ Tackle có Power là 40.
- Modifier: là các yếu tố khác được tính theo công thức sau:

{\displaystyle Modifier=Targets\times PB\times Weather\times GlaveRush\times Critical\times random\times STAB\times Type\times Burn\times ZMove\times TeraShield\times other}
trong đó:
- Targets (Số mục tiêu): là 0.75 (0.5 trong các trận đấu Battle Royal[10]) nếu chiêu thức ảnh hưởng nhiều hơn một mục tiêu (chỉ trong đấu đôi hay đấu ba), và 1 nếu ngược lại.
- PB (Parental Bond): là 0.25 nếu chiêu thức là đòn đánh thứ hai của Đặc tính Parental Bond, và là 1 nếu ngược lại.
- Weather (Thời tiết): là 1.5 nếu chiêu thức hệ Nước được sử dụng khi trời mưa hoặc chiêu thức hệ Lửa được sử dụng khi trời nắng gắt, và là 0.5 nếu chiêu thức hệ Nước khác Hydro Steam được sử dụng khi trời nắng gắt hoặc chiêu thức hệ Lửa được sử dụng khi trời mưa. Nếu không có những điều kiện trên hoặc có Pokémon trên sân có Đặc tính là Air Lock hay Cloud Nine, Weather sẽ luôn là 1.
- GlaiveRush: là 2 nếu mục tiêu đã dùng chiêu thức Glaive Rush ở lượt trước, là 1 nếu ngược lại.
- Critical (chí mạng): chí mạng được áp dụng từ Thế Hệ II. Nó là 1.5 (2 trong Thế hệ V) cho đòn chí mạng, và là 1 nếu ngược lại. Nó luôn luôn là 1 nếu mục tiêu có Đặc Tính là Battle Armor hay Shield Armor; hoặc đang dưới tác dụng của vật phẩm Lucky Chant. Nếu đòn đánh là đòn chí mạng, mọi sự giảm chỉ số Attack của Pokémon tấn công và tăng chỉ số Defense của Pokémon chịu đòn sẽ tạm thời được bỏ qua.
- random (ngẫu nhiên): dao động giữa 0.85 và 1.00.
- STAB[gt 1]: Nó là 1.5 nếu chiêu thức có cùng hệ với Pokémon ra chiêu, là 2 nếu Pokémon ra chiêu có thêm Đặc tính là Adaptability, và là 1 trong những trường hợp khác. Nếu Pokémon ra chiêu được Tera, STAB sẽ thay đổi tuỳ theo hệ của chiêu thức:

| Hệ của chiêu thức giống với hệ gốc của Pokémon không? | Hệ của chiêu thức giống với hệ Tera của Pokémon không? | Hệ Tera có trùng với hệ gốc không? | Pokémon có Đặc tính Adaptability không? | STAB |
| ----------------------------------------------------- | ------------------------------------------------------ | ---------------------------------- | --------------------------------------- | ---- |
| Có                                                    | Không                                                  | Không                              | Không                                   | 1.5  |
| Không                                                 | Có                                                     | Không                              | Không                                   | 1.5  |
| Có                                                    | Không                                                  | Không                              | Có                                      | 2    |
| Không                                                 | Có                                                     | Không                              | Có                                      | 2    |
| Không quan trọng                                      | Có                                                     | Có                                 | Không                                   | 2    |
| Không quan trọng                                      | Có                                                     | Có                                 | Có                                      | 2.25 |

- Type (khắc hệ): Type có thể là 0 (không ảnh hưởng); 0.125, 0.25, 0.5 (ít hiệu quả); 1 (hiệu quả bình thường); 2, 4 hoặc 8 (siêu hiệu quả), tuỳ thuộc vào hệ của chiêu thức được tung ra và hệ của Pokémon nhận đòn. Giá trị 0.125 hay 8 xảy ra khi Pokémon chịu đòn đang bị ảnh hưởng bởi các chiêu thức Forest's Curse hay Trick-or-Treat. Khi chiêu thức Struggle được sử dụng, Type luôn là 1.
- Burn (BRN) (bị bỏng): Burn sẽ là 0.5 nếu Pokémon ra chiêu bị BRN, Đặc tính của nó không phải là Guts, và chiêu thức được sử dụng là Chiêu thức Vật Lý (không kể chiêu thức Facade từ Thế Hệ VI trở đi), và là 1 nếu ngược lại.
- ZMove: là 0.25 nếu chiêu thức được tung ra là Tuyệt Kỹ Z, Tuyệt Kỹ Daimax hay Tuyệt Kỹ Kyodaimax và Pokémon chịu đòn đang được bảo vệ (bởi Protect, Detect, King's Shield, Spiky Shield, Mat Block, Baneful Bunker, hay Obstruct, hay có thể là Wide Guard nếu điều kiện kích hoạt Wide Guard được thoả mãn); và là 1 nếu ngược lại.
- TeraShield: được áp dụng trong các trận đấu Tera Raid[11]  khi khiên của Pokémon Raid đang kích hoạt, và là 0.2 nếu Pokémon của người chơi không Tera, là 0.35 nếu hệ chiêu thước được dùng không giống với hệ Tera, và là 0.75 nếu chiêu thức giống với hệ Tera.
- other (yếu tố khác): hầu hết trong các trường hợp, other có giá trị 1, và nó sẽ có giá trị đặc biệt trong những trường hợp cụ thể.

Công thức trên cho thấy đòn tấn công có thể hoàn toàn không gây sát thương lên đối phương (sát thương bằng 0).

## Đặc tính
Đặc tính (特性 ability) là cơ chế của trò chơi được giới thiệu trong Thế hệ III. Đặc tính cung cấp những hiệu ứng đặc biệt trong trận đấu cũng như ngoài trận. Mỗi cá thể Pokémon chỉ có một Đặc tính. Kể từ trước Thế hệ IV, Đặc tính không thể đổi được khi nhận Pokémon trừ khi tiến hoá. Không phải tất cả các Đặc tính đều có lợi, có một vài Đặc tính sẽ có hiệu ứng bất lợi cho Pokémon mang nó.
Một vài loài Pokémon sẽ có nhiều Đặc tính khác nhau. Số lượng Đặc tính nhiều nhất của cùng một loài hay hình thái là ba: hai Đặc tính thường và một Đặc tính Ẩn (Hidden Ability). Được giới thiệu trong Thế hệ V, Đặc tính Ẩn thường hiếm và yêu cầu nhiều cách để có được.

### Vô hiệu hoá Đặc tính
Đặc tính của Pokémon có thể bị vô hiệu hoá nếu Pokémon bị trúng bởi các chiêu thức sau:
| Tên tiếng Anh | Tên tiếng Việt | Hệ   | Loại chiêu thức | Sức mạnh | Độ chính xác | Hiệu ứng |
| ------------- | -------------- | ---- | --------------- | -------- | ------------ | --- |
| Core Enforcer |                | Rồng | Đặc biệt        | 100      | 100%         | Nếu mục tiêu đã ra một chiêu thức hay đã dùng vật phẩm trong cùng lượt, Đặc tính của nó sẽ bị vô hiệu hoá khi đang ở trong trận đấu. |
| Gastro Acid   |                | Độc  | Trạng thái      | —        | 100%         | Vô hiệu hoá Đặc tính của mục tiêu khi nó đang ở trong trận đấu.                                                                      |

### Thay đổi Đặc tính
Đặc tính của Pokémon có thể bị thay đổi nếu Pokémon bị trúng bởi các chiêu thức sau:
| Tên tiếng Anh | Tên tiếng Việt | Hệ        | Loại chiêu thức | Sức mạnh | Độ chính xác | Hiệu ứng                                           |
| ------------- | -------------- | --------- | --------------- | -------- | ------------ | -------------------------------------------------- |
| Entrainment   |                | Thường    | Trạng thái      | —        | 100%         | Thay đổi Đặc tính của mục tiêu giống với bản thân. |
| Role Play     |                | Siêu Linh | Trạng thái      | —        | —%           | Thay đổi Đặc tính của bản thân giống với mục tiêu. |
| Simple Beam   |                | Thường    | Trạng thái      | —        | 100%         | Thay đổi Đặc tính của mục tiêu thành Simple.       |
| Skill Swap    |                | Siêu Linh | Trạng thái      | —        | —%           | Tráo đổi Đặc tính của bản thân với mục tiêu.       |
| Transform     |                | Thường    | Trạng thái      | —        | —%           | Sao chép Đặc tính của mục tiêu.                    |
| Worry Seed    |                | Cỏ        | Trạng thái      | —        | 100%         | Thay đổi Đặc tính của mục tiêu thành Insomnia.     |

### Bỏ qua Đặc tính
Đặc tính của Pokémon có thể bị bỏ qua (ignored) khi bị tấn công bởi các chiêu thức sau:
| Tên tiếng Anh               | Tên tiếng Việt | Hệ        | Loại chiêu thức | Sức mạnh | Độ chính xác | Ghi chú |
| --------------------------- | -------------- | --------- | --------------- | -------- | ------------ | --- |
| G-Max Drum Solo             |                | Cỏ        | G-Max           | 160      | —%           | Chiêu thức G-Max độc quyền của Gigantamax Rillaboom. Tất cả chiêu thức hệ Cỏ mà Rillaboom học được sẽ trở thành G-Max Drum Solo với sức mạnh 160.  |
| G-Max Fireball              |                | Lửa       | G-Max           | 160      | —%           | Chiêu thức G-Max độc quyền của Gigantamax Cinderace. Tất cả chiêu thức hệ Lửa mà Cinderace học được sẽ trở thành G-Max Fireball với sực mạnh 160.  |
| G-Max Hydrosnipe            |                | Nước      | G-Max           | 160      | —%           | Chiêu thức G-Max độc quyền của Gigantamax Inteleon. Tẩt cả chiêu thức hệ Nước mà Inteleon học được sẽ trở thành G-Max Hydrosnipe với sức mạnh 160. |
| Light That Burns the Sky    |                | Siêu Linh | Đặc biệt        | 200      | —%           | Tuyệt kỹ Z độc quyền của Ultra Necrozma. |
| Menacing Moonraze Maelstrom |                | Ma        | Đặc biệt        | 200      | —%           | Tuyệt kỹ Z độc quyền của Lunala và Dawn Wings Necrozma.                                                                                            |
| Moongeist Beam              |                | Ma        | Đặc biệt        | 100      | 100%         | |
| Photon Geyser               |                | Siêu Linh | Đặc biệt        | 100      | 100%         | |
| Searing Sunraze Smash       |                | Thép      | Vật lý          | 200      | —%           | Tuyệt kỹ Z độc quyền của Solgaleo và Dusk Mane Necrozma.                                                                                           |
| Sunsteel Strike             |                | Thép      | Vật lý          | 100      | 100%         | |

### Danh sách Đặc tính
| #   | Tên Tiếng Anh    | Tên Tiếng Việt         | Hiệu ứng | Thế hệ | Pokémon đặc trưng                                             |
| --- | ---------------- | ---------------------- | --- | ------ | ------------------------------------------------------------- |
| 1   | Stench           | Mùi Thối               | Các chiêu thức gây sát thương của Pokémon có Đặc Tính này nhận 10% làm mục tiêu chùn bước. Hiệu ứng này không cộng dồn với King's Rock hay Razor Fang, cũng như với các chiêu thức có xác suất làm mục tiêu chùn bước. Nếu Pokémon có Đặc Tính này ở đầu đội hình, tỉ lệ gặp Pokémon hoang dã giảm 50%, giống với các Đặc Tính Quick Feet, White Smoke và Infiltrator. | III    | Grimer Muk                                                    |
| 2   | Drizzle          | Mưa Phùn               | Nếu Pokémon có Đặc Tính này vào trận, nó sẽ gây ra hiệu ứng của chiêu thức Rain Dance trong 5 lượt, hay 8 lượt nếu đang giữ Damp Rock. Nếu mưa to, nắng gắt hoặc gió mạnh đang có hiệu lực, Drizzle sẽ không kích hoạt. | III    | Kyogre                                                        |
| 3   | Speed Boost      | Tăng Tốc               | Khi Pokémon có Đặc Tính này vào trận, Speed của nó sẽ tăng 1 bậc sau mỗi lượt (tối đa 6 bậc). | III    |                                                               |
| 4   | Battle Armor     | Giáp Chiến Đấu         | Pokémon có Đặc Tính này ngăn chặn đối phương tung ra đòn chí mạng lên nó, ngay cả khi đối phương dùng các chiêu thức luôn là đòn chí mạng như Frost Breath, Storm Throw, Wicked Blow, Surging Strikes hay Đặc tính Merciless (nếu bản thân bị nhiễm độc). | III    |                                                               |
| 5   | Sturdy           | Cứng Cỏi               | Các chiêu one-hit KO như Fissure, Guillotine, Horn Drill và Sheer Cold không thể tấn công Pokémon có Đặc Tính này. Đồng thời, nếu nó sẽ bị một chiêu thức hạ gục trong khi đang có đầy HP, nó sẽ không bị hạ gục và giữ lại 1 điểm HP. Sturdy không có tác dụng với các chiêu thức Destiny Bond và Perish Song. | III    |                                                               |
| 6   | Damp             | Ẩm Ướt                 | Khi Pokémon có Đặc Tính này vào trận, không Pokémon nào trên sân sẽ có thể sử dụng chiêu thức nổ tung như Seftdestruct, Explosion và Mind Blown. Đặc Tính Aftermath sẽ không kích hoạt nếu như có Đặc Tính Damp trên sân. | III    |                                                               |
| 7   | Limber           | Linh Hoạt              | Pokémon có Đặc Tính này không thể bị nhiễm điện. Đặc Tính này sẽ chữa nhiễm điện cho Pokémon nhận được nó. | III    |                                                               |
| 8   | Sand Veil        | Cát Ẩn Thân            | Khi có bão cát, độ chính xác của các chiêu thức tấn công vào Pokémon có Đặc Tính này sẽ bị giảm 20%. Pokémon có Đặc Tính này cũng không nhận sát thương phụ từ bão cát. Từ Pokémon Emerald trở đi, nếu có Pokémon có Đặc Tính này ở đầu đội hình thì tỉ lệ gặp Pokémon hoang dã khi đi qua khu vực có bão cát sẽ giảm 50%. | III    |                                                               |
| 9   | Static           | Tĩnh Điện              | Nếu Pokémon có Đặc Tính này bị tấn công bằng chiêu thức tiếp xúc thì có xác suất 30% Pokémon tấn công sẽ bị nhiễm điện. Hiệu ứng này vẫn áp dụng với Pokémon hệ Đất. Nếu Pokémon có Đặc Tính này ở đầu đội hình, tỉ lệ gặp Pokémon hoang dã hệ Điện tăng 50%, giống với Đặc Tính Lightning Rod. | III    |                                                               |
| 10  | Volt Absorb      | Trữ Điện               | Khi Pokémon có Đặc Tính này bị đánh trúng bởi một chiêu thức hệ Điện, đòn tấn công đó sẽ bị vô hiệu hoá và Pokémon này sẽ hồi lại 1/4 tổng HP. | III    |                                                               |
| 11  | Water Absorb     | Trữ Nước               | Khi Pokémon có Đặc Tính này bị đánh trúng bởi một chiêu thức hệ Nước, đòn tấn công đó sẽ bị vô hiệu hoá và Pokémon này sẽ hồi lại 1/4 tổng HP. | III    |                                                               |
| 12  | Oblivious        | Ngờ Nghệch             | Pokémon có Đặc Tính này không thể bị quyến rũ, đồng thời không bị ảnh hưởng bởi các chiêu thức Captivate, Taunt và Đặc Tính Intimidate. | III    |                                                               |
| 13  | Cloud Nine       | Vô Hiệu Thời Tiết      | Khi Pokémon có Đặc Tính này vào trận, mọi hiệu ứng của thời tiết sẽ bị vô hiệu hóa (nhưng thời tiết không biến mất). | III    | Psyduck Golduck                                               |
| 14  | Compound Eyes    | Mắt Kép                | Accuracy của tất cả chiêu thức của Pokémon có Đặc Tính này tăng thêm 1.3 lần. Ví dụ chiêu thức Thunder có độ chính xác là 70% thì sẽ thành 91%. Hiệu ứng này không áp dụng cho các chiêu thức OHKO. Nếu Pokémon có Đặc Tính này ở đầu đội hình, tỷ lệ gặp Pokémon hoang dã cầm vật phẩm tăng từ 50%/5% lên thành 60%/20%, giống với Đặc Tính Super Luck. | III    |                                                               |
| 15  | Insomnia         | Mất Ngủ                | Pokémon có Đặc Tính này không thể ngủ (kể cả Yawn). Chiêu thức Rest sẽ thất bại khi được dùng bởi Pokémon có Đặc Tính này. Pokémon đang ngủ sẽ thức dậy nếu nó nhận được Đặc Tính này. | III    |                                                               |
| 16  | Color Change     | Đổi Màu                | Nếu Pokémon có Đặc Tính này bị tấn công bằng 1 chiêu thức gây sát thương (trừ Struggle), nó sẽ lập tức chuyển sang hệ của chiêu thức đó. | III    | Kecleon                                                       |
| 17  | Immunity         | Miễn Dịch              | Pokémon có Đặc Tính này không thể bị nhiễm độc. Đặc tính này sẽ chữa nhiễm độc cho Pokémon nhận được nó. | III    | Zangoose                                                      |
| 18  | Flash Fire       | Tiếp Lửa               | Khi Pokémon có Đặc Tính này bị đánh trúng bởi một chiêu thức hệ Lửa, chiêu thức đó sẽ bị vô hiệu hóa và cho đến cuối trận, các chiêu thức hệ Lửa của Pokémon này được tăng 50% sức mạnh. Trong phiên bản Sword & Shield và Brilliant Diamond & Shining Pearl, nếu Pokémon có đặc tính này ở đầu đội hình, sẽ có 50% xác suất trò chơi sẽ cho chúng ta gặp một Pokémon hoang dã hệ Lửa nếu được. | III    |                                                               |
| 19  | Shield Dust      | Vảy Phấn               | Nếu đối phương sử dụng chiêu thức có hiệu ứng phụ để gây sát thương lên Pokémonn này thì hiệu ứng phụ của chiêu thức đó sẽ không được kích hoạt. Shield Dust không có tác dụng với các chiêu thức trạng thái. | III    |                                                               |
| 20  | Own Tempo        | Nhịp Điệu Riêng        | Pokémon có Đặc Tính này không thể bị rối trí, kể cả bởi bản thân (sử dụng chiêu thức như Thrash hay quả mọng Iapapa Berry), đồng thời không bị ảnh hưởng bởi Đặc Tính Intimidate. Đặc Tính này sẽ chữa rối trí cho Pokémon nhận được nó. | III    |                                                               |
| 21  | Suction Cups     | Giác Hút               | Pokémon có Đặc Tính này không bị ảnh hưởng bởi những chiêu thức ép rút lui (v.d. Roar, Circle Throw,...) và vật phẩm tương tự (Red Card). Đặc Tính này chỉ có tác dụng lên bản thân Pokémon chứ không cấm việc các Pokémon khác tự đổi. Nếu có Pokémon có Đặc Tính này dẫn đầu đội hình, Pokémon sẽ cắn câu nhiều hơn khi câu cá, tương tự như Sticky Hold. | III    |                                                               |
| 22  | Intimidate       | Hăm Doạ                | Khi Pokémon có Đặc Tính này vào trận, chỉ số Attack của tất cả Pokémon đối phương trên sân bị giảm 1 bậc. Pokémon hoang dã khi đối đầu với Pokémon có Intimidate sẽ có thiên hướng gọi sự trợ giúp nhiều hơn, giống với Pressure và Unnerve. Từ Pokémon Emerald trở đi, nếu Pokémon có Đặc Tính này ở đầu đội hình thì có 50% xác suất sẽ ngăn chặn sự xuất hiện của Pokémon hoang dã thấp hơn 5 cấp độ của Pokémon có Đặc Tính này, giống với Keen Eye. | III    |                                                               |
| 23  | Shadow Tag       | Giẫm Bóng              | Khi Pokémon có Đặc Tính này vào trận, đối phương sẽ không thể đổi hoặc trốn thoát (bao gồm cả Teleport). Pokémon vẫn được đổi nếu dùng các chiêu thức rút lui như Baton Pass, U-turn, Volt Switch, Flip Turn hay Parting Shot. Shadow Tag không ảnh hưởng đến đồng đội. Pokémon hệ Ma hay có Đặc Tính Shadow Tag sẽ miễn nhiễm với Shadow Tag. | III    | Wynaut Wobbuffet                                              |
| 24  | Rough Skin       | Da Xù Xì               | Pokémon dùng chiêu thức tiếp xúc lên Pokémon có Đặc Tính này sẽ bị mất 1/8 tổng HP. Nếu Pokémon này bị tấn công bởi chiêu thức đánh nhiều lần trong lượt, Đặc Tính này sẽ kích hoạt ứng với từng lần đánh. | III    | Carvanha Sharpedo Gible Gabite Garchomp                       |
| 25  | Wonder Guard     | Phòng Ngự Thần Kì      | Pokémon có Đặc Tính này chỉ nhận sát thương từ các chiêu thức được cho là siêu hiệu quả đối với nó. Pokémon có Đặc Tính này vẫn nhận sát thương rối trí, vẫn bị dính chiêu thức trạng thái, chiêu thức Struggle; vẫn nhận sát thương từ bỏng / nhiễm độc (kể cả Toxic), thời tiết, sát thương dội lại, và bẫy. Wonder Guard vẫn có thể bị bỏ qua bởi các Đặc Tính (như Mold Breaker) hay chiêu thức (như Sunsteel Strike). Vì Đặc Tính này là bản chất của Shedinja nên không thể bị thay đổi, sao chép hay vô hiệu hoá. | III    | Shedinja                                                      |
| 26  | Levitate         | Lơ Lửng                | Pokémon có Đặc Tính này miễn nhiễm với các chiêu thức gây sát thương hệ Đất (trừ Thousand Arrows), đồng thời miễn nhiễm với Spikes, Toxic Spikes, Sticky Web, Rototiller, các hiệu ứng Electric / Misty / Psychic / Grassy Terrain và Đặc tính Arena Trap. Sự miễn nhiễm sẽ bị mất khi Pokémon bị ảnh hưởng bởi chiêu thức Gravity hoặc giữ Iron Ball, chịu tác dụng của Ingrain, hay bị trúng chiêu thức Smack Down hay Thousand Arrows. | III    |                                                               |
| 27  | Effect Spore     | Bào Tử                 | Đối phương tấn công bằng chiêu thức tiếp xúc lên Pokémon có Đặc Tính này sẽ có 9% bị nhiễm độc, 10% nhiễm điện và 11% bị ngủ. Effect Spore không ảnh hưởng Pokémon hệ Cỏ, Pokémon có Overcoat và Pokémon đang giữ Safety Goggles. | III    |                                                               |
| 28  | Synchronize      | Đồng Bộ                | Nếu đối phương làm Pokémon có Đặc Tính này bị bỏng / nhiễm độc / nhiễm điện, nó sẽ khiến đối phương nhiễm trạng thái bất lợi theo giống với nó. Synchronize không có tác dụng với rối trí, ngủ hay đón băng. Nếu Pokémon có Đặc Tính này ở đầu đội hình, Pokémon hoang dã hoặc Pokémon được tặng mà thuộc Nhóm Trứng Không xác định sẽ luôn luôn có Bản tính giống với Pokémon có Đặc Tính này. | III    |                                                               |
| 29  | Clear Body       | Cơ Thể Trong Suốt      | Ngăn chặn chỉ số của bản thân bị giảm bởi chiêu thức hay Đặc tính của Pokémon khác (như Scary Face và Intimidate), bao gồm cả Sticky Web. Clear Body không ngăn chặn Pokémon tự giảm chỉ số của bản thân từ việc sử dụng chiêu thức như Superpower hay Shell Smash; từ các yếu tố ảnh hưởng trực tiếp chỉ số như vật phẩm Iron Ball, những trạng thái như bỏng / nhiễm điện, chiêu thức Guard Split, Power Split, Heart Swap, Guard Swap, Power Swap, Baton Pass, và Topsy-Turvy. Đặc Tính này vẫn có thể bị bỏ qua bởi các Đặc Tính (như Mold Breaker) và chiêu thức. | III    |                                                               |
| 30  | Natural Cure     | Hồi Phục Tự Nhiên      | Khi Pokémon có Đặc Tính này được thu về, nó sẽ được chữa tất cả trạng thái bất lợi. | III    |                                                               |
| 31  | Lightning Rod    | Cột Thu Lôi            | Pokemon có Đặc Tính này làm cho bất kỳ chiêu thức hệ Điện một-mục-tiêu tấn công vào chính nó, bao gồm cả chiêu thức Hidden Power hệ Điện, Judment và Nature Gift. Đồng thời, nếu nó bị đánh trúng bởi một chiêu thức hệ Điện, chiêu thức đó sẽ bị vô hiệu hoá và chỉ số Special Attack của nó sẽ tăng lên 1 bậc. Trong Pokémon Emerald, nếu Pokémon có Đặc Tính này ở đầu đội hình, các Nhà huấn luyện đã được lưu trong PokéNav sẽ thường xuyên gọi cho người chơi hơn. Nếu Pokémon có Đặc Tính này ở đầu đội hình, tỉ lệ gặp Pokémon hoang dã hệ Điện tăng 50%, giống với Static. | III    |                                                               |
| 32  | Serene Grace     | Thiên Ân               | Tăng gấp đôi hiệu ứng phụ của chiêu thức của Pokémon có Đặc Tính này. Ví dụ, nếu Pokémon có Đặc Tính này dùng Ice Beam, nó sẽ có 20% xác suất làm mục tiêu bị đóng băng thay vì 10% như thường lệ. Đặc Tính này cũng tăng gấp đôi xác suất làm đối phương chùn bước khi Pokémon sở hữu đang giữ King's Rock hay Razor Fang ra chiêu. | III    |                                                               |
| 33  | Swift Swim       | Bơi Nhanh              | Chỉ số Speed của Pokémon có Đặc Tính này sẽ được nhân đôi trong lúc trời mưa. | III    |                                                               |
| 34  | Chrolophyll      | Diệp Lục               | Chỉ số Speed của Pokémon có Đặc Tính này sẽ được nhân đôi trong lúc trời nắng. | III    |                                                               |
| 35  | Illuminate       | Phát Quang             | Nếu Pokémon có Đặc Tính này ở đầu đội hình, tỷ lệ gặp Pokémon hoang dã sẽ nhân đôi, giống với Arena Trap và Swarm. | III    |                                                               |
| 36  | Trace            | Theo Dấu               | Khi Pokémon có Đặc Tính này được tung ra, nó sẽ sao chép Đặc tính của đối phương ngẫu nhiên. Trace vẫn có thể bị đổi bởi Skill Swap. Trace không thể sao chép các Đặc Tính bản chất và độc quyền. | III    | Ralts Kirlia Gardevoir                                        |
| 37  | Huge Power       | Đại Lực Sĩ             | Chỉ số Attack của Pokémon có Đặc Tính này được nhân đôi. | III    | Azurill Marill Azumarill                                      |
| 38  | Poison Point     | Gai Độc                | Đối phương tấn công bằng chiêu thức tiếp xúc lên Pokémon có Đặc Tính này sẽ có 30% xác suất bị nhiễm độc. Đặc tính này không hạ độc được Pokémon hệ Độc và Thép. | III    |                                                               |
| 39  | Inner Focus      | Sức Mạnh Ý Chí         | Pokémon có Đặc Tính này không thể bị chùn bước. Tuy nhiên nó vẫn sẽ chùn bước trước các chiêu thức có tác dụng của Mold Breaker, Teravolt và Turboblaze. Pokémon này không thể bị ảnh hưởng bởi Đặc Tính Intimidate. | III    |                                                               |
| 40  | Magma Armor      | Giáp Mắc Ma            | Pokémon có Đặc Tính này không thể bị đóng băng. Đặc Tính này sẽ rã đông cho Pokémon nhận được nó. Nếu mang theo Pokémon trong đội hình thì giảm một nửa thời gian nở trứng. Hiệu ứng này không cộng dồn với chính nó, Flame Body, hay Steam Engine; tuy nhiên, nó có thể cộng dồn với các Hatching Power như Pass Power, O-Power, hay Roto Hatch. | III    |                                                               |
| 41  | Water Veil       | Màn Nước               | Pokémon có Đặc Tính này không thể bị bỏng. Đặc Tính này sẽ chữa bỏng cho Pokémon nhận được nó. | III    |                                                               |
| 42  | Magnet Pul       | Từ Tính                | Khi Pokémon có Đặc Tính này vào trận, đối phương có hệ Thép sẽ không thể đổi hoặc trốn thoát (kể cả Teleport). Pokémon hệ Ma sẽ miễn nhiễm với Magnet Pull (cho dù có hệ Thép). Pokémon vẫn được đổi nếu dùng các chiêu thức rút lui như Baton Pass, U-turn, Volt Switch, Flip Turn hay Parting Shot. Nếu Pokémon hoang dã có Magnet Pull và Pokémon có hệ Thép của người chơi bị hạ gục, nếu người chơi định bỏ chạy thay vì cho Pokémon khác ra, họ sẽ không bị ảnh hưởng bởi Magnet Pull. Magnet Pull không ảnh hưởng đến đồng đội. Nếu Pokémon có Đặc Tính này ở đầu đội hình, tỉ lệ gặp Pokémon hoang dã hệ Thép tăng thành 50%, nếu có. | III    |                                                               |
| 43  | Soundproof       | Cách Âm                | Pokémon miễn nhiễm với các chiêu thức có nguồn gốc âm thanh. | III    |                                                               |
| 44  | Rain Dish        | Hứng Mưa               | Nếu trời mưa, Pokémon có Đặc Tính này sẽ hồi phục 1/16 tổng HP ở cuối lượt. | III    | Lotad Lombre Ludicolo                                         |
| 45  | Sand Stream      | Gọi Bão Cát            | Nếu Pokémon có Đặc Tính này vào trận, nó sẽ gây ra bão cát kéo dài 5 lượt, hay 8 lượt nếu đang giữ Smooth Rock. Nếu mưa to, nắng gắt hoặc gió mạnh đang có hiệu lực, Sand Stream sẽ không kích hoạt. | III    | Tyranitar                                                     |
| 46  | Pressure         | Tạo Áp Lực             | Mỗi lần đối phương tấn công Pokémon có Đặc Tính này sẽ mất 2 PP thay vì 1. Pokémon hoang dã khi đối đầu với Pokémon có Pressure sẽ có thiên hướng gọi sự trợ giúp nhiều hơn, giống Imtimidate và Unnerve. Từ Pokémon Emerald trở đi, nếu Pokémon có Đặc Tính này ở đầu đội hình, tỉ lệ gặp Pokémon hoang dã có cấp độ cao tăng 50% (ví dụ từ 25% sẽ thành 75%), giống Hustle và Vital Spirit. Pressure không bị ảnh hưởng bởi Mold Breaker, Teravolt và Turboblaze. | III    |                                                               |
| 47  | Thick Fat        | Mỡ Dày                 | Pokémon có Đặc Tính này chỉ nhận một nửa sát thương từ các chiêu thức hệ Băng hoặc Lửa. | III    |                                                               |
| 48  | Early Bird       | Dậy Sớm                | Pokémon có Đặc Tính này sẽ giảm thời gian ngủ còn một nửa, bao gồm cả do đối phương hay bản thân bởi Rest. | III    |                                                               |
| 49  | Flame Body       | Cơ Thể Bùng Cháy       | Pokémon tấn công bằng chiêu thức tiếp xúc lên Pokémon có Đặc Tính này sẽ có 30% bị bỏng. Nếu mang theo Pokémon trong đội hình thì giảm một nửa thời gian nở trứng. Hiệu ứng này không cộng dồn với chính nó, Magmar Armor, hay Steam Engine; tuy nhiên, nó có thể cộng dồn với các Hatching Power như Pass Power, O-Power, hay Roto Hatch. | III    |                                                               |
| 50  | Run Away         | Đào Tẩu                | Pokémon có Đặc Tính này sẽ chạy thoát hoặc Teleport mà không hề bị thất bại, mặc cho đối phương có sử dụng những chiêu thức bẫy (bao gồm Ingrain và những chiêu thức trói buộc) hoặc sở hữu những Đặc tính bẫy (Arena Trap, Magnet Pull và Shadow Tag). Đặc tính này không có tác dụng trong việc đổi Pokémon. | III    |                                                               |
| 51  | Keen Eye         | Tinh Mắt               | Đối phương không thể giảm Accuracy của Pokémon có Đặc Tính này. Hiệu ứng này không áp dụng cho các Đặc Tính ảnh hưởng trực tiếp tới Accuracy như Wonder Skin và Sand Veil. Pokémon có Đặc Tính này khi tấn công sẽ bỏ qua Evasiveness của đối phương. Từ Pokémon Emerald trở đi, nếu Pokémon có Đặc Tính này ở đầu đội hình thì có 50% xác suất sẽ ngăn chặn sự xuất hiện của Pokémon hoang dã thấp hơn 5 cấp độ của Pokémon có Đặc Tính này, giống với Intimidate. | III    |                                                               |
| 52  | Hyper Cutter     | Kềm Siêu Lực           | Đối phương không thể giảm chỉ số Attack của Pokémon có Đặc Tính này, tuy nhiên Pokémon vẫn bị giảm bởi các chiêu thức thay đổi chỉ số trực tiếp như Power Swap, Guard Swap và Power Split. Đặc tính này không hề ngăn Pokémon tự giảm chỉ số Attack. Đặc Tính này vẫn có thể bị bỏ qua bởi Đặc Tính và chiêu thức. | III    |                                                               |
| 53  | Pickup           | Thu Nhặt               | Khi một Pokémon khác dùng vật phẩm-dùng-một-lần (kể cả khi dùng Fling hoặc Natural Gift), ở cuối lượt Pokémon có Đặc Tính này sẽ thu nhặt vật phẩm đó. Nếu có Pokémon có Đặc Tính này trong đội hình thì sau khi thắng một trận đấu, Pokémon có Đặc Tính này khi đang không giữ vật phẩm gì sẽ có 10% xác suất tạo ra vật phẩm cho nó, kể cả khi nó không được sử dụng trong trận đấu. | III    |                                                               |
| 54  | Truant           | Lười Biếng             | Nếu Pokémon có Đặc Tính này đã sử dụng một chiêu thức ở lượt trước thì lượt tiếp theo nó sẽ lảng vảng xung quanh và không thể sử dụng chiêu thức. Việc thu về hay nhận được Truant sẽ khởi động lại bộ đếm này. Dùng vật phẩm ở một lượt sẽ không tính là dùng chiêu thức. Truant sẽ đặt lại khi bị Pokémon bị ngủ và Pokémon có Đặc Tính này sẽ luôn có thể tấn công trong lượt nó thức dậy. Những chiêu thức cần một lượt để sử dụng (v.d. Fly) sẽ luôn thất bại (trừ khi Pokémon có Đặc Tính này đang giữ Power Herb), vì ở lượt đáng lẽ chiêu thức được tung ra thì Pokémon có Đặc Tính này sẽ trở nên lảng vảng. Nếu Pokémon có Đặc Tính này sử dụng những chiêu thức mà cần phục hồi lại ở lượt sau (v.d. Hyper Beam) thì Pokémon có Đặc Tính này sẽ lảng vảng trong lượt nó cần sạc lại; tuy nhiên, Pokémon có Đặc Tính này vẫn tính là đang phục hồi, và vì thế không thể thu về hay dùng vật phẩm ở lượt đó. Truant không thể bị thay đổi bởi Simple Beam, Worry Seed, hay Entrainment, nhưng có thể bị thay đổi bởi Skill Swap, Doodle hay Role Play hay vô hiệu hoá bởi Gastro Acid. | III    | Slakoth Slaking                                               |
| 55  | Hustle           | Hăng Hái               | Chỉ số Attack của Pokémon có Đặc Tính này tăng 50% nhưng độ chính xác của các chiêu thức vật lý giảm 20%. Độ giảm chính xác không ảnh hưởng đến các chiêu thức không bao giờ trượt như Aerial Ace, các chiêu thức OHKO, chiêu thức đặc biệt cũng như trạng thái. Từ Pokémon Emerald trở đi, nếu Pokémon có Đặc Tính này ở đầu đội hình, tỉ lệ gặp Pokémon hoang dã có cấp độ cao tăng 50% (ví dụ từ 25% sẽ thành 75%), giống Pressure và Vital Spirit. | III    |                                                               |
| 56  | Cute Charm       | Bùa Mê Khả Ái          | Nếu Pokémon đối phương khác giới dùng chiêu thức tiếp xúc lên Pokémon có Đặc Tính này, đối phương sẽ có 30% bị quyến rũ bởi Pokémon này. Nếu Pokémon có Đặc Tính này ở đầu đội hình, tỉ lệ gặp Pokémon hoang dã khác giới sẽ tăng thành 66,7%. | III    |                                                               |
| 57  | Plus             | Cực Dương              | Chỉ số Special Attack của Pokémon có Đặc Tính này tăng 50% trong Double Battle khi đồng đội có Đặc tính là Plus hoặc Minus. | III    | Plusle                                                        |
| 58  | Minus            | Cực Âm                 | Chỉ số Special Attack của Pokémon có Đặc Tính này tăng 50% trong Double Battle khi đồng đội có Đặc tính là Plus hoặc Minus. | III    | Minun                                                         |
| 59  | Forecast         | Dự Báo Thời Tiết       | Castform sẽ chuyển dạng và hệ tuỳ vào điều kiện thời tiết: sang hệ Lửa trong trời nắng/nắng gắt, hệ Nước trong trời mưa/mưa to, Ice trong bão tuyết và chuyển về hệ Thường nếu có bão cát, sương mù, gió mạnh hoặc không có thời tiết. Nếu có Pokémon trên sân có Air Lock hay Cloud Nine, Castform cũng sẽ chuyển về hệ Thường. Vì Đặc Tính này là bản chất của Castform nên không thể bị thay đổi, sao chép hay vô hiệu hoá. | III    | Castform                                                      |
| 60  | Sticky Hold      | Bám Dính               | Đặc tính này ngăn chặn việc vật phẩm của Pokémon bị lấy trộm bởi Covet, Thief, Pickpocket, hay Magician; bị ăn bởi Bug Bite hay Pluck; bị phá huỷ bởi Incinerate; hoặc bị loại bỏ bởi Knock Off. Nó cũng ngăn Pokémon có Đặc Tính này bị ảnh hưởng bởi chiêu thức Trick hay Switcheroo của Pokémon khác.Sticky Hold không ngăn chặn Sticky Bard bị dính vào Pokémon khác. Sticky Hold có thể bị bỏ qua bởi Mold Breaker, Turboblaze và Teravolt. Nếu Pokémon có Đặc Tính này bị hạ gục bởi một chiêu thức, Sticky Hold sẽ không bảo vệ vật phẩm nó đang giữ. Nếu có Pokémon có Đặc Tính này dẫn đầu đội hình, Pokémon sẽ cắn câu nhiều hơn khi câu cá, tương tự như Suction Cups. | III    |                                                               |
| 61  | Shed Skin        | Lột Da                 | Sau mỗi lượt, Pokémon có Đặc Tính này có 33% xác suất tự chữa trị trạng thái bất lợi và sẽ chữa trước khi nhận sát thương từ bỏng / nhiễm độc. | III    |                                                               |
| 62  | Guts             | Ngoan Cường            | Khi Pokémon có Đặc Tính này dính trạng thái bất lợi thì chỉ số Attack của nó tăng 50%, đồng thời bỏ qua sự giảm Attack do bỏng. | III    |                                                               |
| 63  | Marvel Scale     | Vảy Thần Kì            | Khi Pokémon có Đặc Tính này dính trạng thái bất lợi thì chỉ số Defense của nó tăng 50%. | III    |                                                               |
| 64  | Liquid Ooze      | Dịch Nhầy Độc          | Nếu Pokémon khác dùng chiêu thức dạng hút HP lên Pokémon có Đặc Tính này, Pokémon dùng chiêu sẽ nhận sát thương tương ứng với số điểm HP đáng lẽ được hồi phục. Pokémon có Đặc Tính này vẫn nhận sát thương từ chiêu thức như thường lệ. | III    | Gulpin Swalot                                                 |
| 65  | Overgrow         | Xanh Tươi              | Khi Pokémon có Đặc Tính này còn đúng hay dưới 1/3 tổng HP, các chiêu thức hệ Cỏ của nó được tăng 50% sức mạnh. | III    | Các Pokémon khởi đầu hệ Cỏ                                    |
| 66  | Blaze            | Rực Lửa                | Khi Pokémon có Đặc Tính này còn đúng hay dưới 1/3 tổng HP, các chiêu thức hệ Lửa của nó được tăng 50% sức mạnh. | III    | Các Pokémon khởi đầu hệ Lửa                                   |
| 67  | Torrent          | Nước Xiết              | Khi Pokémon có Đặc Tính này còn đúng hay dưới 1/3 tổng HP, các chiêu thức hệ Nước của nó được tăng 50% sức mạnh. | III    | Các Pokémon khởi đầu hệ Nước                                  |
| 68  | Swarm            | Bọ Cảnh Báo            | Khi Pokémon có Đặc Tính này còn đúng hay dưới 1/3 tổng HP, các chiêu thức hệ Bọ của nó được tăng 50% sức mạnh. Trong Pokémon Emerald, Đặc tính này còn tăng thêm tần suất tiếng kêu của Pokémon trên khắp bản đồ. | III    |                                                               |
| 69  | Rock Head        | Đầu Đá                 | Pokémon có Đặc Tính này sẽ không nhận sát thương phản lại trừ khi nó dùng Struggle; sát thương hụt chiêu khi dùng Jump Kick hay Hi Jump Kick hoặc sát thương từ Life Orb, Jaboca Berry hay Rowap Berry. | III    |                                                               |
| 70  | Drought          | Hạn Hán                | Nếu Pokémon có Đặc Tính này vào trận, nó sẽ gây ra nắng 5 lượt, hay 8 lượt nếu đang giữ Heat Rock. Nếu mưa to, nắng gắt hoặc gió mạnh đang có hiệu lực, Drought sẽ không kích hoạt. | III    | Groudon                                                       |
| 71  | Arena Trap       | Bẫy Trận Địa           | Khi Pokémon có Đặc Tính này vào trận, đối phương ở dưới đất sẽ không thể đổi hoặc trốn thoát (bao gồm cả Teleport). Pokémon nếu không ở dưới đất thì miễn nhiễm với Arena Trap, bao gồm Pokémon có hệ Bay hoặc Ghost, có Đặc tính là Levitate, đang giữ Air Baloon, và Pokémon đang bị ảnh hưởng bởi Magnet Rise hay Telekinesis. Nếu Pokémon sở hữu Levitate bị vô hiệu hoá hoặc bị đổi (như là Gastro Acid hay Simple Beam), Pokémon hệ Bay hoặc Ghost bị xoá hệ Bay hoặc Ghost đi (như Soak, Conversion, Camouflage hay Color Change) cũng sẽ không thể trốn thoát. Pokémon vẫn được đổi nếu dùng các chiêu thức rút lui như Baton Pass, U-turn, Volt Switch hay Parting Shot. Nếu Pokémon hoang dã có Arena Trap và Pokémon của người chơi bị hạ gục, nếu người chơi định bỏ chạy thay vì cho Pokémon khác ra, họ sẽ không bị ảnh hưởng bởi Arena Trap. Arena Trap không ảnh hưởng đến đồng đội. Nếu Pokémon sở hữu ở đầu đội hình, tỷ lệ gặp Pokémon hoang dã sẽ tăng gấp đôi, giống với Illuminate và No Guard. | III    |                                                               |
| 72  | Vital Spirit     | Hưng Phấn              | Pokémon có Đặc Tính này không thể ngủ và không bị ảnh hưởng bởi Yawn. Rest sẽ thất bại nếu được dùng bởi Pokémon có Đặc Tính này. Pokémon đang ngủ sẽ thức dậy nếu nó nhận được Đặc Tính này. Từ Pokémon Emerald trở đi, nếu Pokémon có Đặc Tính này ở đầu đội hình, tỉ lệ gặp Pokémon hoang dã có cấp độ cao tăng 50% (ví dụ từ 25% sẽ thành 75%), giống Hustle và Pressure. | III    |                                                               |
| 73  | White Smoke      | Khói Trắng             | Ngăn chặn chỉ số của bản thân bị giảm bởi chiêu thức hay Đặc tính của Pokémon khác (như Scary Face và Intimidate), bao gồm cả Sticky Web.White Smoke không ngăn chặn Pokémon tự giảm chỉ số của bản thân từ việc sử dụng chiêu thức như Superpower hay Shell Smash; từ các yếu tố ảnh hưởng trực tiếp chỉ số như vật phẩm Iron Ball, những trạng thái như bỏng / nhiễm điện, chiêu thức Guard Split, Power Split, Heart Swap, Guard Swap, Power Swap, Baton Pass, và Topsy-Turvy. Đặc Tính này vẫn có thể bị bỏ qua bởi các Đặc Tính (như Mold Breaker) và chiêu thức. Nếu Pokémon có Đặc Tính này ở đầu đội hình, tỉ lệ gặp Pokémon hoang dã giảm 50%, giống với Quick Feet và Stench. | III    | Torkoal                                                       |
| 74  | Pure Power       | Sức Mạnh Yoga          | Chỉ số Attack của Pokémon có Đặc Tính này được nhân đôi. | III    | Meditite Medicham                                             |
| 75  | Shell Armor      | Giáp Vỏ Sò             | Pokémon có Đặc Tính này ngăn chặn đối phương tung ra đòn chí mạng lên nó, ngay cả khi đối phương dùng các chiêu thức luôn là đòn chí mạng như Frost Breath, Storm Throw, Wicked Blow, Surging Strikes hay Đặc tính Merciless (nếu bản thân bị nhiễm độc). | III    |                                                               |
| 76  | Air Lock         | Trấn Áp Khí Quyển      | Khi Pokémon có Đặc Tính này vào trận, mọi hiệu ứng của thời tiết sẽ bị vô hiệu hóa (nhưng thời tiết không biến mất). | III    | Rayquaza                                                      |
| 77  | Tangled Feet     | Lảo Đảo                | Nếu Pokémon có Đặc Tính này bị rối trí, chỉ số né tránh của nó được nhân đôi. | IV     |                                                               |
| 78  | Motor Drive      | Động Cơ Điện Năng      | Nếu một chiêu thức hệ Điện tấn công Pokémon có Đặc Tính này, chiêu thức đó sẽ bị vô hiệu hoá và Speed của nó sẽ tăng 1 bậc. | IV     | Electivire                                                    |
| 79  | Rivalry          | Cạnh Tranh             | Pokémon có Đặc Tính nhận 25% sức mạnh cho các chiêu thức tấn công đối phương có cùng giới tính, và mất 25% sức mạnh nếu đối phương khác giới tính. Đặc Tính này không có tác dụng với đối phương phi giới tính. | IV     |                                                               |
| 80  | Steadfast        | Trái Tim Buất Khuất    | Nếu Pokémon có Đặc Tính này bị chùn bước, Speed của nó sẽ tăng 1 bậc. | IV     |                                                               |
| 81  | Snow Cloak       | Tuyết Ẩn Thân          | Khi có bão tuyết, độ chính xác của các chiêu thức tấn công vào Pokémon có Đặc Tính này sẽ bị giảm 20%. Pokémon có Đặc Tính này cũng không nhận sát thương phụ từ bão tuyết. Nếu có Pokémon có Đặc Tính này ở đầu đội hình thì tỉ lệ gặp Pokémon hoang dã khi đi qua khu vực có bão tuyết sẽ giảm 50%. | IV     |                                                               |
| 82  | Gluttony         | Phàm Ăn                | Nếu Pokémon có Đặc Tính này cầm 1 quả mọng thì nó sẽ ăn quả mọng đó ngay khi HP giảm xuống 50% hoặc thấp hơn thay vì 25% như thường lệ. | IV     |                                                               |
| 83  | Anger Point      | Huyệt Phẫn Nộ          | Nếu Pokémon có Đặc Tính này bị trúng một đòn chí mạng, chỉ số Attack của nó sẽ tăng đến bậc tối đa (+6), bất kể bậc hiện tại là bao nhiêu. | IV     |                                                               |
| 84  | Unburden         | Trút Gánh              | Chỉ số Speed của Pokémon có Đặc Tính này tăng gấp đôi khi nó dùng hoặc mất vật phẩm đang giữ bởi các chiêu thức như Knock Off, Thief, Incinerate, Bug Bite và Pluck, cũng như Air Balloon bị nổ. | IV     | Driftloon Drifblim                                            |
| 85  | Heatproof        | Cách Nhiệt             | Pokémon có Đặc Tính này được giảm một nửa sát thương từ những chiêu thức hệ Lửa, đồng thời giảm sát 50% sát thương bởi bỏng. | IV     | Bronzor Bronzong                                              |
| 86  | Simple           | Đơn Thuần              | Pokémon có Đặc Tính này nhân đôi việc thay đổi bậc chỉ số (bao gồm tăng và giảm) gây ra bởi bản thân và đối phương. | IV     | Numel                                                         |
| 87  | Dry Skin         | Da Khô                 | Nếu Sunny Day đang có hiệu lực, Pokémon có Đặc Tính này sẽ mất 1/8 tổng HP mỗi lượt. Nếu Rain Dance đang có hiệu lực, nó sẽ hồi lại 1/8 tổng HP mỗi lượt. Nếu Pokémon có Đặc Tính này trúng một chiêu thức hệ Nước, chiêu thức đó sẽ bị vô hiệu hoá và nó sẽ hồi lại 1/4 tổng HP. Nếu trúng 1 chiêu thức hệ Lửa, nó sẽ nhận thêm 25% sát thương. | IV     |                                                               |
| 88  | Download         | Tải Dữ Liệu            | Khi vào trận, nếu gặp đối phương có chỉ số Defense bằng hoặc cao hơn Special Defense, chỉ số Special Attack của Pokémon có Đặc Tính này tăng 1 bậc. Nếu gặp đối phương có chỉ số Defense thấp hơn Special Defense, chỉ số Attack của nó tăng 1 bậc. | IV     | Porygon Porygon2 Porygon-Z                                    |
| 89  | Iron Fist        | Thiết Quyền            | Các chiêu thức dạng đấm của Pokémon có Đặc Tính này được tăng 20% sức mạnh. | IV     | Hitmonchan                                                    |
| 90  | Poison Heal      | Độc Chữa Thương        | Nếu Pokémon có Đặc Tính này bị nhiễm độc (kể cả kịch độc Toxic), nó sẽ hồi phục 1/8 tổng HP sau mỗi lượt thay vì nhận sát thương từ nhiễm độc. Nếu Pokémon có Đặc Tính này đang bị nhiễm độc ảnh hưởng bởi Heal Block, nó sẽ không nhận sát thương cũng như hồi phục HP. | IV     | Shroomish Breloom                                             |
| 91  | Adaptability     | Thích Ứng              | STAB của Pokémon có Đặc Tính này là 2 thay vì 1.5 khi sử dụng chiêu thức cùng hệ. | IV     |                                                               |
| 92  | Skill Link       | Công Kích Liên Tục     | Khi Pokémon có Đặc Tính này dùng chiêu thức đánh nhiều lần trong một lượt thì những chiêu thức đó sẽ luôn tấn công với số lần tối đa. | IV     | Shellder Cloyster                                             |
| 93  | Hydration        | Thủy Hoá               | Khi Rain Dance đang có hiệu lực, Pokémon có Đặc Tính này sẽ tự chữa trạng thái bất lợi vào cuối lượt trước khi nhận sát thương từ bỏng / nhiễm độc. | IV     |                                                               |
| 94  | Solar Power      | Năng Lượng Mặt Trời    | Khi Sunny Day đang có hiệu lực, chỉ số Special Attack của Pokémon có Đặc Tính này sẽ tăng 50% nhưng đồng thời nó cũng nhận sát thương tương ứng với 1/8 tổng HP sau mỗi lượt. | IV     |                                                               |
| 95  | Quick Feet       | Nhanh Chân             | Khi Pokémon có Đặc Tính này dính trạng thái bất lợi thì Speed của nó sẽ tăng 50%, đồng thời bỏ qua sự giảm Speed do nhiễm điện. Nếu Pokémon có Đặc Tính này ở đầu đội hình, tỉ lệ gặp Pokémon hoang dã giảm 50%, giống với Stench và White Smoke. | IV     |                                                               |
| 96  | Normalize        | Bình Thường Hóa        | Tất cả chiêu thức của Pokémon có Đặc Tính này trở thành hệ Thường và được tăng 20% sức mạnh. | IV     | Skitty Delcatty                                               |
| 97  | Sniper           | Xạ Thủ Bắn Tỉa         | Đòn chí mạng của Pokémon có Đặc Tính này được tăng 50% sát thương. | IV     |                                                               |
| 98  | Magic Guard      | Phòng Vệ Ma Thuật      | Ngăn chặn mọi sát thương không phải từ các chiêu thức trực tiếp, nhưng không ngăn chặn sự nhiễm trạng thái bất lợi (nhiễm độc (kể cả Toxic) / bỏng). Magic Guard ngăn chặn mọi sát thương gây ra bởi thời tiết, nhiễm độc (kể cả Toxic), bỏng, hiệu ứng của các chiêu thức Curse và Leech Seed, các chiêu thức đặt bẫy, các chiêu thức gây sát thương recoil (trừ Struggle), và sát thương khi dùng chiêu thức Mind Blown. Magic Guard cũng ngăn chặn sát thương gây ra bởi vật phẩm Life Orb, nhưng Pokémon giữ nó vẫn được tăng sức mạnh. Magic Guard không thể bị bỏ qua bởi Mold Breaker, Teravolt, và Turboblaze. | IV     | Cleffa Clefairy Clefable                                      |
| 99  | No Guard         | Vô Hiệu Phòng Vệ       | Mọi chiều thức được dùng bởi Pokémon có Đặc Tính này đều không thể bị trượt. Hiệu ứng này cũng áp dụng cho các chiêu thức tấn công Pokémon có Đặc Tính này. Pokémon có Đặc Tính này cũng có thể tấn công đối phương trong lúc đối phương đang dùng Fly, Bounce, Dive, Dig, Shadow Force, Sky Drop, và Phantom Force. Nếu Pokémon có Đặc Tính này ở đầu đội hình, tỉ lệ gặp Pokémon hoang dã tăng lên 50%. | IV     | Machop Machoke Machamp                                        |
| 100 | Stall            | Trễ Nãi                | Khi các Pokémon trên sân sử dụng chiêu thức có cùng độ ưu tiên, Pokemon này sẽ luôn ra chiêu thức sau cùng, bất kể chỉ số Speed hay hiệu ứng của Trick Room. | IV     | Sableye                                                       |
| 101 | Technician       | Kĩ Thuật Viên          | Khi Pokémon có Đặc Tính này sử dụng chiêu thức có sức mạnh là 60 hay thấp hơn, chiêu thức đó sẽ nhận thêm 50% sức mạnh. Ví dụ chiêu thức có sức mạnh là 60 sẽ được tăng thành 90. | IV     |                                                               |
| 102 | Leaf Guard       | Phòng Vệ Lá Cây        | Khi Sunny Day đang có hiệu lực, Pokémon có Đặc Tính này sẽ không thể bị dính trạng thái bất lợi. Chiêu thức Rest sẽ thất bại nếu được sử dụng. Leaf Guard không chữa trạng thái đã tồn tại trước khi trời nắng. | IV     |                                                               |
| 103 | Klutz            | Vụng Về                | Pokémon có Đặc Tính này không thể sử dụng vật phẩm nó cầm và không thể sử dụng được chiêu thức Fling. Nếu Pokémon có Đặc Tính này sử dụng chiêu thức Bug Bite hay Pluck, nó vẫn sử dụng được quả mọng của đối phương. Chiêu thức Techno Blast hay Multi-Attack khi được Pokémon có Đặc Tính này sử dụng sẽ là hệ Thường. Klutz không áp dụng đối với những vật phẩm như Macho Brace, Choice Scarf, Choice Specs, Choice Band và Đá Mega. | IV     | Buneary Lopunny                                               |
| 104 | Mold Breaker     | Phá Vỡ Khuôn Mẫu       | Khi Pokémon có Đặc Tính này tấn công, nó sẽ bỏ qua các Đặc tính (bao gồm cả đồng đội và đối phương) mà có thể thay đổi sát thương (bao gồm cả tăng và giảm) hay ngăn chặn hiệu ứng chiêu thức của nó. Mold Breaker không bỏ qua hiệu ứng của Magic Guard, Comatose, Shields Down, Full Metal Body, Shadow Shield, và Prism Armor. | IV     |                                                               |
| 105 | Super Luck       | Siêu May Mắn           | Xác suất ra đòn chí mạng của Pokémon có Đặc Tính này tăng 1 bậc. Nếu Pokémon có Đặc Tính này dẫn đầu đội hình, xác suất tìm được Pokémon đang giữ vật phẩm tăng từ 50%/5% thành 60%/20%, giống với Compound Eyes. | IV     |                                                               |
| 106 | Aftermath        | Kích Nổ                | Khi Pokémon có Đặc Tính này ngất xỉu do nhận sát thương từ chiêu thức tiếp xúc, Pokémon tấn công sẽ chịu lượng sát thương bằng 1/4 tổng HP của chính nó. Đặc tính này sẽ không kích hoạt nếu có Pokémon có Đặc tính Damp đang ở trên sân. | IV     |                                                               |
| 107 | Anticipation     | Dự Báo Nguy Hiểm       | Khi vào trận, Pokémon này sẽ "rùng mình" và một lời cảnh báo được hiển thị nếu Pokémon đối phương có chiêu thức OHKO, Selfdestruct hay Explosion (chỉ trong Inverse Battles, nếu bị khắc hệ Thường) hoặc bất kì chiêu thức nào có hệ được cho là Siêu Hiệu Quả đối với Pokémon có Đặc Tính này. | IV     |                                                               |
| 108 | Forewarn         | Báo Mộng               | Báo hiệu chiêu thức có sức mạnh cao nhất (bao gồm các chiêu OHKO) của đối thủ. | IV     | Drowzee Hypno                                                 |
| 109 | Unaware          | Hồn Nhiên              | Khi Pokémon có Đặc Tính này tấn công, sự thay đổi chỉ số của mục tiêu sẽ bị bỏ qua. Đồng thời nếu Pokémon này bị tấn công, sự thay đổi chỉ số của Pokémon tấn công cũng sẽ bị bỏ qua. Unaware không ngăn chặn những chiêu thức như Gyro Ball, Electro Ball, Stored Power, Punishment và Power Trip tính toán sự thay đổi chỉ số để xác định sức mạnh của các chiêu thức đó. | IV     | Bidoof Bibarel                                                |
| 110 | Tinted Lens      | Kính Sắc Màu           | Pokémon có Đặc Tính này được tăng gấp đôi sức mạnh cho các chiêu thức "không hiệu quả" lên đối phương. | IV     |                                                               |
| 111 | Filter           | Bộ Lọc                 | Pokémon có Đặc Tính này được giảm 25% sát thương từ các đòn siêu hiệu quả. | IV     | Mime Jr. Mr. Mime                                             |
| 112 | Slow Start       | Khởi Động Chậm         | Khi Pokémon có Đặc Tính này được cho vào trận đấu, chỉ số Attack và Speed của nó sẽ giảm một nửa trong 5 lượt đầu tiên. Bộ đếm sẽ đặt lại khi Pokémon được đổi. Nếu Đặc tính này bị thay đổi bởi Skill Swap hay Worry Seed hoặc bị vô hiệu hoá bởi Gastro Acid, chỉ số Attack và Speed sẽ trở lại bình thường. | IV     | Regigigas                                                     |
| 113 | Scrappy          | Can Đảm                | Pokémon có Đặc Tính này có thể tấn công Pokémon hệ Ma với các chiêu thức gây sát thương hệ Thường và hệ Giác Đấu. Pokémon này không thể bị ảnh hưởng bởi Đặc Tính Intimidate. | IV     |                                                               |
| 114 | Storm Drain      | Dẫn Nước               | Pokemon này làm cho bất kỳ chiêu thức hệ Nước một-mục-tiêu tấn công vào chính nó, bao gồm cả chiêu thức Hidden Power hệ Nước, Judgment và Nature Gift. Đồng thời, nếu nó bị đánh trúng bởi một chiêu thức hệ Nước, chiêu thức đó sẽ bị vô hiệu hoá và chỉ số Special Attack của nó sẽ tăng lên 1 bậc. Nếu Pokémon có Đặc Tính này ở đầu đội hình, tỉ lệ gặp Pokémon hoang dã hệ Nước tăng 50%. | IV     |                                                               |
| 115 | Ice Body         | Cơ Thể Băng Giá        | Khi Hail đang có hiệu lực, Pokémon có Đặc Tính này sẽ hồi phục 1/16 tổng HP vào cuối lượt và không nhận sát thương từ Hail. | IV     |                                                               |
| 116 | Solid Rock       | Đá Rắn Chắc            | Pokémon có Đặc Tính này được giảm 25% sát thương từ các đòn siêu hiệu quả. | IV     |                                                               |
| 117 | Snow Warning     | Tuyết Rơi              | Nếu Pokémon có Đặc Tính này vào trận, nó sẽ tự động gây ra hiệu ứng của chiêu thức Hail trong 5 lượt, hay 8 lượt nếu đang giữ Icy Rock. | IV     | Snover Abomasnow                                              |
| 118 | Honey Gather     | Tìm Mật                | Nếu không cầm vật phẩm gì thì sau trận đấu, Pokémon có Đặc Tính này có thể nhặt được một Honey, giống với Pickup. Tỉ lệ nhặt được Honey phụ thuộc vào cấp độ của Pokémon, bắt đầu từ 5% khi ở cấp độ 1-10, tăng thêm 5% cho mỗi 10 cấp độ sau đó, và tối đa 50% ở cáp độ 91-100. | IV     | Combee                                                        |
| 119 | Frisk            | Bắt Bài                | Báo hiệu vật phẩm đang giữ của đối thủ (tất cả nếu nhiều hơn một) khi Pokémon có Đặc Tính này vào trận. | IV     |                                                               |
| 120 | Reckless         | Xả Thân                | Pokémon có Đặc Tính này nhận được thêm 20% sức mạnh cho các chiêu thức gây sát thương dội lại hoặc sát thương khi hụt chiêu, trừ Struggle. | IV     | Hitmonlee                                                     |
| 121 | Multitype        | Đa Hệ                  | Arceus đổi hệ và hình thái theo hệ của Plate và Z-Crystal mà ngài đang giữ, đồng thời làm cho các chiêu thức như Thief, Covet, Trick, Switcheroo, Knock Off, Simple Beam và Entrainment không có tác dụng. Nếu một Pokémon biến đổi thành Arceus, hệ và hình thái của nó sẽ biến theo Arceus gốc. Vì Đặc Tính này là bản chất của Arceus nên không thể bị thay đổi, sao chép hay vô hiệu hoá. | IV     | Arceus                                                        |
| 122 | Flower Gift      | Quà Tặng Hoa Tươi      | Khi Sunny Day đang có hiệu lực, chỉ số Attack và Special Attack của Cherrim và đồng đội của nó tăng 50%, đồng thời Cherrim sẽ chuyển sang Dạng Sunshine. Vì Đặc Tính này là độc quyền của Cherrim nên không thể bị thay đổi hay sao chép nhưng vẫn có thể bị vô hiệu hoá. | IV     | Cherrim                                                       |
| 123 | Bad Dreams       | Gieo Ác Mộng           | Nếu Pokémon đối phương ngủ, Pokémon đó sẽ mất 1/8 tổng HP mỗi cuối lượt. Bad Dreams gây sát thương sau khi Pokémon buồn ngủ do Yawn (và do đó gây sát thương lên Pokémon cùng lượt nó ngủ do buồn ngủ). Hydration, Shed Skin và Healer sẽ kích hoạt trước Bad Dreams. | IV     | Darkrai                                                       |
| 124 | Pickpocket       | Trộm Cắp               | Khi Pokémon khác đánh trúng Pokémon có Đặc Tính này bằng chiêu thức tiếp xúc, Pokémon có Đặc Tính này sẽ ăn cắp vật phẩm mà Pokémon tấn công đang giữ, trừ khi Pokémon có Đặc Tính này đang giữ vật phẩm hay bị hạ gục bởi chiêu thức. Pickpocket không ăn cắp được các vật phẩm độc quyền. | V      |                                                               |
| 125 | Sheer Force      | Toàn Lực               | Khi Pokémon có Đặc Tính này sử dụng chiêu thức có hiệu ứng phụ, chiêu thức đó sẽ được tăng 30% sức mạnh nhưng không thể kích hoạt hiệu ứng phụ. Hiệu ứng phụ ở đây là các hiệu ứng như giảm chỉ số mục tiêu, tăng chỉ số bản thân, làm mục tiêu chùn bước. Sát thương phản lại không được xem là hiệu ứng phụ, nên Pokémon có Đặc Tính này vẫn nhận sát thương phản lại như thường lệ. Ví dụ, đòn Acient Power có sức mạnh là 60 sẽ thành 78 và hiệu ứng có 10% xác suất nâng tất cả chỉ số của Pokémon thi triển sẽ bị vô hiệu hoá. | V      |                                                               |
| 126 | Contrary         | Đảo Ngược              | Khi chỉ số của Pokémon có Đặc Tính này thay đổi (bao gồm bởi đối phương hay do bản thân) (không tính bỏng / nhiễm điện), việc giảm chỉ số sẽ thành tăng chỉ số và ngược lại, tăng chỉ số sẽ thành giảm chỉ số. Đặc Tính này có thể bị bỏ qua bởi các Đặc Tính (như Mold Breaker) và chiêu thức khác. | V      |                                                               |
| 127 | Unnerve          | Gây Căng Thẳng         | Đặc Tính này khiến cho Pokémon đối phương sẽ không thể sử dụng quả mọng mà nó đang giữ. Tuy nhiên, Đặc tính này không ngăn việc sử dụng chiêu thức Natural Gift. Chiêu thức Teatime sẽ không bị ảnh hưởng bởi Đặc Tính này. Pokémon hoang dã khi đối đầu với Pokémon có Unnerve sẽ có thiên hướng gọi sự trợ giúp nhiều hơn, giống với hiệu ứng của Intimidate và Pressure. | V      |                                                               |
| 128 | Defiant          | Hiên Ngang             | Khi một chỉ số bất kỳ của Pokémon có Đặc Tính này bị giảm bởi đối phương, chỉ số Attack của nó sẽ tăng 2 bậc. | V      |                                                               |
| 129 | Defeatist        | Kẻ Thua Cuộc           | Khi HP của Pokémon có Đặc Tính này giảm xuống bằng hoặc hơn 1/2 tổng HP, chỉ số Attack và Special Attack của nó sẽ bị giảm một nửa. | V      | Archen Archeops                                               |
| 130 | Cursed Body      | Cơ Thể Nguyền Rủa      | Nếu một chiêu thức tấn công Pokémon có Đặc Tính này, chiêu thức đó có 30% xác suất sẽ bị dính hiệu ứng Disable trong 4 lượt (bao gồm cả lượt Cursed Body kích hoạt). Chiêu thức Struggle không thể bị vô hiệu hoá. | V      |                                                               |
| 131 | Healer           | Trái Tim Trị Liệu      | Pokémon có Đặc Tính này có 30% xác suất chữa trạng thái bất lợi cho một đồng đội ở cuối lượt trong Đấu Đôi hoặc Đấu Ba và sẽ chữa trước khi nhận sát thương từ bỏng / nhiễm độc. Nếu có nhiều đồng đội đang bị nhiễm trạng thái, từng Pokémon sẽ có 30% xác suất được chữa trị, và có thể chữa trị nhiều hơn một đồng đội. | V      |                                                               |
| 132 | Friend Guard     | Bảo Hộ Đồng Đội        | Đồng đội của Pokémon có Đặc Tính này được giảm 25% sát thương từ mọi nguồn (đối phương hay đồng đội). Đặc Tính này không giảm sát thương từ các chiêu thức gây ra sát thương cố định. | V      |                                                               |
| 133 | Weak Armor       | Giáp Yếu               | Khi một chiêu thức vật lý tấn công Pokémon có Đặc Tính này, Defense của nó sẽ giảm 1 bậc đồng thời Speed tăng 1 bậc trong Thế Hệ V đến VI, Thế Hệ VII trở đi tăng 2 bậc. Nếu bị tấn công bởi chiêu thức đánh nhiều lần trong lượt (như Fury Swipes), Đặc tính này sẽ kích hoạt ứng với từng lần đánh. | V      |                                                               |
| 134 | Heavy Metal      | Kim Loại Nặng          | Trọng lượng của Pokémon này được nhân đôi. | V      |                                                               |
| 135 | Light Metal      | Kim Loại Nhẹ           | Trọng lượng của Pokémonn này được giảm một nửa. | V      |                                                               |
| 136 | Multiscale       | Đa Vảy                 | Khi Pokémon có Đặc Tính này đầy HP, nó chỉ phải nhận một nửa sát thương từ các chiêu thức. Đặc Tính này không giảm sát thương từ các chiêu thức gây ra sát thương cố định. Đặc Tính này có thể bị bỏ qua bởi các chiêu thức và Đặc Tính. | V      |                                                               |
| 137 | Toxic Boost      | Khuếch Đại Độc Tính    | Sức mạnh các chiêu thức vật lý của Pokémon có Đặc Tính này tăng 50% khi nó bị nhiễm độc. | V      | Zangoose                                                      |
| 138 | Flare Boost      | Khuếch Đại Hỏa Tính    | Chỉ số Special Attack của Pokémon có Đặc Tính này tăng 50% khi bị bỏng. | V      | Drifloon Drifblim                                             |
| 139 | Harvest          | Thu hoạch              | Nếu Pokémon có Đặc Tính này đã sử dụng quả mọng (bao gồm cả bởi Fling và Natural Gift) thì sẽ có 50% xác suất quả mọng đó sẽ được hồi lại ở cuối những lượt sau. Nếu Sunny Day đang có hiệu lực, quả mọng sẽ luôn được phục hồi. Kể từ Pokémon Sword & Shield và Pokémon Brilliant Diamon & Shining Pearl, nếu Pokémon có Đặc Tính này được xếp đầu đội hình, sẽ có 50% xác suất trò chơi sẽ cho chúng ta gặp một Pokémon hoang dã hệ Cỏ nếu được. | V      |                                                               |
| 140 | Telepathy        | Thần Giao Cách Cảm     | Pokémon có Đặc Tính này không nhận sát thương từ các chiêu thức gây sát thương của đồng đội. Điều này bao gồm những chiêu thức tấn công nhiều mục tiêu (như Discharge), cũng như những chiêu thức tung lên đồng đội. Pokémon có Đặc Tính này không được bảo vệ khỏi các chiêu thức trạng thái của đồng đội. | V      |                                                               |
| 141 | Moody            | Tuỳ Tâm Trạng          | Sau mỗi lượt, một chỉ số bất kì (trừ độ chính xác và tỉ lệ né đòn) của Pokémon có Đặc Tính này tăng 2 bậc trong khi một chỉ số khác giảm 1 bậc. | V      |                                                               |
| 142 | Overcoat         | Áo Khoác               | Pokémon có Đặc Tính này miễn nhiễm với sát thương phụ gây ra bởi thời tiết như bão tuyết và bão cát, các chiêu thức dạng bột, phấn và Đặc tính Effect Spore. | V      |                                                               |
| 143 | Poison Touch     | Độc Thủ                | Pokémon có Đặc Tính này khi tung ra chiêu thức tiếp xúc lên đối phương sẽ có 30% xác suất làm đối phương bị nhiễm độc. | V      |                                                               |
| 144 | Regenerator      | Tái Sinh               | Khi Pokémon có Đặc Tính này được đổi, nó sẽ hồi phục 1/3 tổng HP. Đặc Tính này vẫn kích hoạt khi Pokémon dùng các chiêu thức rút lui như Baton Pass, U-turn, và Flip Turn; dùng vật phẩm Eject Button; hay Palafin bị ép đổi bởi Whirlwin, Roar và Dragon Tail. | V      |                                                               |
| 145 | Big Pecks        | Tấm Chắn Ngực          | Đối phương không thể giảm chỉ số Defense của Pokémon có Đặc Tính này. Tuy nhiên Pokémon vẫn bị giảm bởi các chiêu thức thay đổi chỉ số trực tiếp như Power Swap, Guard Swap và Power Split. Đặc tính này không hề ngăn Pokémon tự giảm chỉ số Defense. Đặc Tính này có thể bị bỏ qua bởi các Đặc Tính (như Mold Breaker) và chiêu thức khác. | V      |                                                               |
| 146 | Sand Rush        | Tay Chèo Cát           | Chỉ số Speed của Pokémon có Đặc Tính này được nhân đôi khi có bão cát. Pokémon có Đặc Tính này cũng không nhận sát thương phụ gây ra bởi bão cát. | V      | Sandshrew Sandslash                                           |
| 147 | Wonder Skin      | Da Thần Kì             | Các chiêu thức trạng thái được tung lên Pokémon có Đặc Tính này sẽ bị thay đổi Accuracy thành 50%. Đặc Tính này có thể bị bỏ qua bởi các Đặc Tính (như Mold Breaker) và chiêu thức khác. | V      |                                                               |
| 148 | Analytic         | Phân Tích              | Nếu Pokémon có Đặc Tính này ra chiêu sau các Pokémon khác trên sân, sức mạnh của chiêu thức đó sẽ tăng 30%. | V      |                                                               |
| 149 | Illusion         | Ảo Ảnh                 | Hình dạng, giới tính, tên, hệ và Pokéball của Pokémon có Đặc Tính này sẽ biến đổi giống với Pokémon cuối đội hình. Illusion sẽ không giả dạng nếu Pokémon cuối đội hình bị ngất xỉu hay có cùng loài. Illusion không sao chép cấp độ của Pokémon đó. Nếu có một Quả trứng ở cuối đội hình thì Pokémon có Đặc Tính này sẽ biến đổi thành Pokémon trong quả trứng đó. Các hiệu ứng quyến rũ như từ chiêu thức Attract chỉ có tác dụng với giới tính thật của Pokémon có Đặc Tính này. Ảo ảnh sẽ biến mất khi Pokémon nhận sát thương trực tiếp hay Đặc Tính này bị vô hiệu hoá. Vì Đặc Tính này là độc quyền của Zorua và Zoroark nên không thể bị thay đổi hay sao chép, nhưng vẫn có thể bị vô hiệu hoá. | V      | Zorua Zoroark                                                 |
| 150 | Imposter         | Kẻ Giả Mạo             | Pokémon có Đặc Tính này sẽ biến thành đối phương khi vào trận và được quyền sử dụng tất cả chiêu thức mà đối phương biết. Imposter sẽ sao chép ngoại hình, tiếng kêu, chiêu thức (tất cả đều có 5 PP), Đặc Tính, chỉ số (trừ HP), sự thay đổi chỉ số (nhưng không sao chép chỉ số bị thay đổi trực tiếp như bởi Choice Specs), cân nặng, và dạng tiến hoá Mega và hình thái (bất kể vật phẩm đang giữ). Imposter không sao chép chỉ số cá thể (cho việc dùng chiêu thức Hidden Power), tình bạn hay giới tính. Imposter sẽ không kích hoạt khi đối phương đã biến hình, cải trang với Illusion, hay ở phía sau một hình nhân (chiêu thức Substitute). Trong Đấu Đôi, Đấu Ba và Battle Royals, Imposter sẽ sao chép đối phương ở vị trí đối diện trực tiếp với nó. Nếu không có đối phương nào thì Imposter sẽ không kích hoạt. Khi gặp Đàn Pokémon hoang dã (Horde Encounter), Imposter sẽ sao chép đối phương ở vị trí bên phải ngoài cùng. Vì Đặc Tính này là độc quyền của Ditto nên không thể bị thay đổi hay sao chép, nhưng vẫn có thể bị vô hiệu hoá. | V      | Ditto                                                         |
| 151 | Infiltrator      | Xâm Nhập               | Pokémon có Đặc Tính này khi tấn công sẽ bỏ qua các chiêu thức dựng tường của đối phương như là Safeguard, Reflect, Light Screen, Mist, Substitute và Aurora Veil. Nếu Pokémon có Đặc Tính này ở đầu đội hình, tỉ lệ gặp Pokémon hoang dã giảm 50%, giống với các Đặc Tính Quick Feet, White Smoke và Stench. | V      |                                                               |
| 152 | Mummy            | Xác Ướp                | Khi Pokémon có Đặc Tính này bị đánh trúng bởi một chiêu thức có tiếp xúc bởi một Pokémon khác thì Đặc Tính của Pokémon tấn công sẽ trở thành Mummy. Ngoài mục đích làm lây nhiễm Mummy thì Đặc tính này không có hiệu ứng nào khác. Pokémon tấn công sẽ nhận lại Đặc Tính gốc khi được đổi, ngất xỉu hay trận đấu kết thúc. Các Đặc Tính bản chất và độc quyền sẽ không bị ảnh hưởng bởi Mummy. | V      | Yanmask Cofagrigus                                            |
| 153 | Moxie            | Cao Ngạo               | Khi Pokémon có Đặc Tính này trực tiếp đánh bại một Pokémon khác (kể cả đồng đội), chỉ số Attack của nó tăng 1 bậc. | V      |                                                               |
| 154 | Justified        | Chính Đáng             | Khi Pokémon có Đặc Tính này bị đánh trúng bởi một chiêu thức hệ Bóng Tối, chỉ số Attack của nó tăng 1 bậc. Nếu bị tấn công bởi chiêu thức đánh nhiều lần trong lượt, Đặc tính này sẽ kích hoạt ứng với từng lần đánh. | V      |                                                               |
| 155 | Rattled          | Nổi Sợ                 | Khi Pokémon có Đặc Tính này bị đánh trúng bởi một chiêu thức hệ Bóng Tối, Bọ, hoặc Ma, Speed của nó sẽ tăng 1 bậc. Đặc Tính này cũng sẽ kích hoạt nếu Pokémon bị dính hiệu ứng của Intimidate. | V      |                                                               |
| 156 | Magic Bounce     | Gương Ma Thuật         | Phản lại mọi chiêu thức giảm chỉ số, chiêu thức trạng thái, các chiêu thức đặt bẫy và các chiêu như Taunt và Torment lên Pokémon ra chiêu. Đặc Tính này có thể bị bỏ qua bởi các Đặc Tính (như Mold Breaker) và chiêu thức khác. | V      |                                                               |
| 157 | Sap Sipper       | Ăn Cỏ                  | Khi Pokémon có Đặc Tính này bị đánh trúng bởi một chiêu thức hệ Cỏ, chiêu thức đó sẽ bị vô hiệu hoá và chỉ số Attack của nó sẽ tăng 1 bậc. | V      |                                                               |
| 158 | Prankster        | Phá Phách              | Các chiêu thức trạng thái của Pokémon có Đặc Tính này được cộng 1 điểm ưu tiên. Pokémon hệ Bóng Tối sẽ miễn nhiễm với các chiêu thức được tăng độ ưu tiên bởi Prankster. | V      |                                                               |
| 159 | Sand Force       | Lực Cát                | Sức mạnh của các chiêu thức hệ Đá, Đất và Thép của Pokémon có Đặc Tính này tăng 30% khi có bão cát. Pokémon có Đặc Tính này cũng không nhận sát thương phụ gây ra bởi bão cát. | V      |                                                               |
| 160 | Iron Barbs       | Gai Thép               | Pokémon tấn công Pokémon có Đặc Tính này bằng chiêu thức tiếp xúc sẽ bị trừ 1/8 tổng HP của Pokémon tấn công. Nếu bị tấn công bởi chiêu thức đánh nhiều lần trong lượt, Đặc tính này sẽ kích hoạt ứng với từng lần đánh. | V      | Ferroseed Ferrothorn                                          |
| 161 | Zen Mode         | Hình Thái Đạt Ma       | Khi được tung vào trận hay ở cuối lượt, nếu HP của Darmanitan ở Hình thái Thường thấp hơn một nửa tổng, nó sẽ chuyển thành Hình thái Đạt Ma. Ở cuối lượt, nếu HP của Darmanitan ở Hình thái Đạt Ma cao hơn một nửa, nó sẽ chuyển thành Hình thái Thường. Darmanitan sẽ luôn ở Hình thái Thường nếu ở ngoài trận đấu. Vì Đặc tính này là bản chất của Darmanitan nên không thể bị thay thế, sao chép hay vô hiệu hoá. | V      | Darmanitan                                                    |
| 162 | Victory Star     | Ngôi Sao Chiến Thắng   | Độ chính xác chiêu thức của Pokémon có Đặc Tính này và đồng đội của nó tăng thêm 10%. | V      | Victini                                                       |
| 163 | Turboblaze       | Tăng Áp Hoả Thiêu      | Khi Pokémon có Đặc Tính này tấn công, nó sẽ bỏ qua các Đặc tính (bao gồm cả đồng đội và đối phương) mà có thể thay đổi sát thương (bao gồm cả tăng và giảm) hay ngăn chặn hiệu ứng chiêu thức của nó. Teravolt không bỏ qua hiệu ứng của Magic Guard, Comatose, Shields Down, Full Metal Body, Shadow Shield, và Prism Armor. | V      | Reshiram White Kyurem                                         |
| 164 | Teravolt         | Điện Thế Nghìn Tỉ      | Khi Pokémon có Đặc Tính này tấn công, nó sẽ bỏ qua các Đặc tính (bao gồm cả đồng đội và đối phương) mà có thể thay đổi sát thương (bao gồm cả tăng và giảm) hay ngăn chặn hiệu ứng chiêu thức của nó. Teravolt không bỏ qua hiệu ứng của Magic Guard, Comatose, Shields Down, Full Metal Body, Shadow Shield, và Prism Armor. | V      | Zekrom Black Kyurem                                           |
| 165 | Aroma Veil       | Màn Hương Thơm         | Bảo vệ bản thân và đồng đội khỏi hiệu ứng giới hạn sự lựa chọn chiêu thức như Taunt, Torment, Encore, Disable, Heal Block, Đặc tính Cursed Body và sự Attracted. | VI     | Spritzee Aromatisse                                           |
| 166 | Flower Veil      | Màn Hoa Tươi           | Pokémon có Đặc Tính này ngăn chặn chỉ số của đồng đội hệ Cỏ bị giảm (không tính bởi bản thân) và đồng thời ngăn chặn trạng thái bất lợi. Đặc tính ngày không có tác dụng với Flame Orb, Toxic Orb, và chiêu thức Rest. Đặc Tính này không hề ngăn Pokémon tự giảm chỉ số. | VI     | Flabébé Floette Florges                                       |
| 167 | Cheek Pouch      | Túi Má                 | Khi Pokémon có Đặc Tính này ăn một quả mọng, Pokémon sẽ được hồi phục 1/3 tổng HP, sau khi hiệu ứng của quả mọng đó được áp dụng. Cheek Pouch kích hoạt kể cả khi Pokémon có Đặc Tính này ăn một quả mọng của Pokémon khác bằng chiêu thức Bug Bite, Pluck hoặc Fling. Cheek Pouch không kích hoạt khi Pokémon đang bị ảnh hưởng bởi chiêu thức Heal Block. | VI     |                                                               |
| 168 | Protean          | Thay Đổi Thuộc Tính    | Pokémon có Đặc Tính này thay đổi hệ của nó theo hệ của chiêu thức mà nó sẽ dùng. Pokémon có Đặc Tính này sẽ luôn trở thành đơn hệ. Vì Đặc tính này sẽ kích hoạt trước khi thi triển chiêu thức, Pokémon có Đặc Tính này sẽ luôn được STAB cho mỗi chiêu thức nó dùng (trừ Struggle) và Toxic sẽ luôn luôn trúng. | VI     |                                                               |
| 169 | Fur Coat         | Áo Khoác Lông          | Chỉ số Defense của Pokémon có Đặc Tính này được nhân đôi. | VI     | Furfrou                                                       |
| 170 | Magician         | Ảo Thuật Gia           | Khi đang không giữ vật phẩm, Pokémon có Đặc Tính này sẽ ăn cắp vật phẩm đối phương đang giữ khi nó ra chiêu thức gây sát thương. Pickpocket không ăn cắp được vật phẩm đang giữ bởi Pokémon có Đặc tính Sticky Hold; Mail hay Z-Crystal; Griseous Orb đang giữ bởi Giratina; Plate đang giữ bởi Arceus; bộ nhớ đang giữ bởi Silvally; Drive đang giữ bởi Genesect; Đá Mega đang giữ bởi Pokémon có thể sử dụng nó để Tiến Hoá Mega; Blue Orb đang giữ bởi Kyogre; Red Orb đang giữ bởi Groudon; Rusted Sword đang giữ bởi Zacian; Rusted Shield đang giữ bởi Zamazenta; Booster Energy đang giữ bởi Pokémon có Đặc Tính là Protosynthesis hay Quark Drive. | VI     | Klefki                                                        |
| 171 | Bulletproof      | Chống Đạn              | Pokémon sỡ hữu không bị ảnh hưởng bởi các chiêu thức dạng cầu, bắn đạn và bom nổ. | VI     | Chespin Quilladin Chesnaught                                  |
| 172 | Competitive      | Quyết Thắng            | Khi một chỉ số bất kì của Pokémon có Đặc Tính này bị giảm bởi đối phương, chỉ số Special Attack của nó tăng 2 bậc. | VI     |                                                               |
| 173 | Strong Jaw       | Hàm Khỏe               | Các chiêu thức liên quan đến việc cắn của Pokémon có Đặc Tính này sẽ nhận thêm 50% sức mạnh. | VI     | Tyrunt Tyrantrum                                              |
| 174 | Refrigerate      | Đông Lạnh Hóa          | Tất cả chiêu thức hệ Thường của Pokémon có Đặc Tính này trở thành hệ Băng và được tăng 20% sức mạnh. | VI     | Amaura Aurorus                                                |
| 175 | Sweet Veil       | Màn Ngọt Ngào          | Pokémon có Đặc Tính này và đồng đội của nó không thể ngủ. Vì vậy, Pokémon có Đặc Tính này và đồng đội của nó sẽ không thể sử dụng Rest (trừ khi có Mold Breaker, Teravolt hay Turboblaze) và Yawn. | VI     | Swirlix Slurpuff                                              |
| 176 | Stance Change    | Chuyển Đổi Tư Thế      | Aegislash có thể thay đổi giữa Thế Thủ và Thế Công. Aegislash sẽ luôn trong Thế Thủ nếu như không ở trong trận đấu, đồng thời Aegislash sẽ chuyển về Thế Thủ nếu thu về. Nếu Aegislash ở Thế Thủ dùng một chiêu thức gây sát thương, nó sẽ chuyển sang Thế Công trước khi tung chiêu. Nếu Aegislash ở Thế Công dùng chiêu thức King's Shield, nó sẽ chuyển sang Thế Thủ trước khi tung chiêu. Các chiêu thức trạng thái khác King's Shield sẽ không làm nó đổi Thế. Các chiêu thức mà gọi ra chiêu thức khác, như Sleep Talk, sẽ không làm nó đổi Thế, kể cả khi các chiêu thức đó gọi ra các chiêu thức gây sát thương hoặc King's Shield. Nếu Aegislash định dùng một chiêu thức nhưng không thể tung chiêu do hiệu ứng bất lợi hay rối trí, Stance Change sẽ không kích hoạt. Vì Đặc Tính này là bản chất của Aegislash nên không thể thay đổi, sao chép hay vô hiệu hoá. | VI     | Aegislash                                                     |
| 177 | Gale Wings       | Cánh Lướt Gió          | Các chiêu thức tấn công hệ Bay của Pokémon có Đặc Tính này được +1 điểm ưu tiên khi Pokémon có Đặc Tính này đầy HP. Đặc tính này không tăng điểm ưu tiên cho chiêu thức Hidden Power hệ Bay, Natural Gift và Judgment. | VI     | Fletchling Fletchinder Talonflame                             |
| 178 | Mega Launcher    | Bệ Phóng Siêu Cấp      | Các chiêu thức liên quan đến khí công của Pokémon có Đặc Tính này nhận được thêm 50% sức mạnh . | VI     |                                                               |
| 179 | Grass Pelt       | Lông Mao Thảo Mộc      | Chỉ số Defense của Pokémon có Đặc Tính này tăng 50% khi đang có hiệu ứng của chiêu Grassy Terrain. | VI     | Skiddo Gogoat                                                 |
| 180 | Symbiosis        | Cộng Sinh              | Nếu Pokémon có Đặc Tính này đang giữ một vật phẩm, ngay sau khi một vật phẩm của đồng đội được sử dụng, Pokémon có Đặc Tính này sẽ đưa vật phẩm nó đang giữ cho đồng đội đó. Symbiosis không đưa được các vật phẩm độc quyền. | VI     | Flabébé Floette Florges                                       |
| 181 | Tough Claws      | Vuốt Cứng              | Các chiêu thức tiếp xúc của Pokémon có Đặc Tính này được tăng 30% sức mạnh. | VI     |                                                               |
| 182 | Pixilate         | Thần Tiên Hóa          | Tất cả chiêu thức hệ Thường của Pokémon có Đặc Tính này trở thành hệ Tiên và được tăng 20% sức mạnh. | VI     | Sylveon                                                       |
| 183 | Gooey            | Nhớp Nháp              | Nếu đối phương tấn công Pokémon có Đặc Tính này bằng chiêu thức tiếp xúc, Speed của đối phương sẽ bị giảm 1 bậc. Nếu bị tấn công bởi chiêu thức đánh nhiều lần trong lượt, Đặc tính này sẽ kích hoạt ứng với từng lần đánh. | VI     | Goomy Sliggoo Goodra                                          |
| 184 | Aerilate         | Thiên Không Hoá        | Tất cả chiêu thức hệ Thường của Pokémon có Đặc Tính này trở thành hệ Bay và được nhận thêm 20% sức mạnh. | VI     |                                                               |
| 185 | Parental Bond    | Tình Mẫu Tử            | Đặc tính này làm cho chiêu thức gây ra sát thương nhiều nhất của Pokémon có Đặc Tính này thành đòn đánh hai lần, với lần thứ hai gây ra 25% sát thương so với lần đầu. Đặc tính này không áp dụng cho đòn đánh nhiều lần trong một lượt. Nếu chiêu thức trúng nhiều mục tiêu (bao gồm cả đồng đội), như Earth Quake hay Rock Silde, chiêu thức sẽ chỉ tung một lần; tuy nhiên, nếu như trong Đấu Đơn, hoặc khi dùng chiêu thức trúng nhiều một tiêu khi chỉ có một mục tiêu trong tầm đánh, chiêu thức sẽ tung hai lần. Nếu chiêu thức trúng nhiều mục tiêu nhưng chỉ trúng một do hụt các mục tiêu khác, chiêu thức sẽ chỉ tung một lần. | VI     | Mega Kangaskhan                                               |
| 186 | Dark Aura        | Linh Khí Hắc Ám        | Đặc tính này tăng 33% sát thương cho chiêu thức hệ Bóng Tối của tất cả Pokémon trên sân. | VI     | Yveltal                                                       |
| 187 | Fairy Aura       | Linh Khí Thần Tiên     | Đặc tính này tăng 33% sát thương cho chiêu thức hệ Tiên của tất cả Pokémon trên sân. | VI     | Xerneas                                                       |
| 188 | Aura Break       | Phá Vỡ Linh Khí        | Đảo ngược hiệu ứng của Fairy Aura và Dark Aura. Vì vậy, sát thương của chiêu thức hệ đó bị chia cho 1.33, kết quả là sẽ giảm khoảng 25% sát thương. Aura Break không bị ảnh hưởng bởi Mold Breaker, Teravolt và Turboblaze. | VI     | Zygarde                                                       |
| 189 | Primordial Sea   | Vùng Biển Ban Sơ       | Khi Pokémon có Đặc Tính này vào trận, nó sẽ tạo ra môi trường mưa nặng hạt sẽ làm vô hiệu hoá tất cả hiệu ứng của các chiêu thức Sunny Day, Rain Dance, Sandstorm và Hail, và các Đặc tính Drought, Drizzle, Sand Stream và Snow Warning. Đồng thời các chiêu thức đó sẽ không thể sử dụng và những Đặc tính đó sẽ không thể kích hoạt. Primordial Sea cung cấp tất cả hiệu ứng mà chiêu thức Rain Dance hay Đặc tính Drizzle cung cấp, cộng thêm hiệu ứng là tất cả chiêu thức hệ Lửa sẽ không thể sử dụng. Mưa to vẫn sẽ kích hoạt miễn là Pokémon có Đặc Tính này vẫn ở trong trận đấu, hoặc khi bị thay thế bởi Desolate Land hay Delta Stream. | VI     | Primal Kyogre                                                 |
| 190 | Desolate Land    | Vùng Đất Tận Cùng      | Khi Pokémon có Đặc Tính này vào trận, nó sẽ tạo ra môi trường nắng cực gắt sẽ làm vô hiệu hoá tất cả hiệu ứng của các chiêu thức Sunny Day, Rain Dance, Sandstorm và Hail, và các Đặc tính Drought, Drizzle, Sand Stream và Snow Warning. Đồng thời các chiêu thức đó sẽ không thể sử dụng và những Đặc tính đó sẽ không thể kích hoạt. Desolate Land cung cấp tất cả hiệu ứng mà chiêu thức Sunny Day hay Đặc tính Drought cung cấp, cộng thêm hiệu ứng là tất cả chiêu thức hệ Nước sẽ không thể sử dụng. Nắng cực gắt vẫn sẽ kích hoạt miễn là Pokémon có Đặc Tính này vẫn ở trong trận đấu, hay bị thay thế bởi Primordial Sea hay Dealta Stream. | VI     | Primal Groudon                                                |
| 191 | Delta Stream     | Luồng Gió Delta        | Khi Pokémon có Đặc Tính này vào trận, nó sẽ tạo ra một môi trường gió cực mạnh sẽ làm vô hiệu hoá tất cả hiệu ứng của các chiêu thức Sunny Day, Rain Dance, Sandstorm và Hail, và các Đặc tính Drought, Drizzle, Sand Stream và Snow Warning. Đồng thời các chiêu thức đó sẽ không thể sử dụng và những Đặc tính đó sẽ không thể kích hoạt. Delta Stream còn làm cho tất cả các chiêu thức gây sát thương Siêu Hiệu Quả đối với hệ Bay (hệ Điện, hệ Băng, và hệ Đá) trở thành chiêu thức gây sát thương bình thường đối với hệ Bay trong trận đấu. Môi trường gió mạnh vẫn sẽ kích hoạt miễn là Pokémon có Đặc Tính này vẫn ở trong trận đấu, hay bị thay thế bởi Desolate Land hoặc Primordial Sea. | VI     | Mega Rayquaza                                                 |
| 192 | Stamina          | Sức Bền                | Khi Pokémon có Đặc Tính này bị tấn công bởi một chiêu thức, chỉ số Defense của nó tăng 1 bậc. Nếu bị tấn công bởi chiêu thức đánh nhiều lần trong lượt, Đặc tính này sẽ kích hoạt ứng với từng lần đánh. | VII    | Mudbray Mudsdale                                              |
| 193 | Wimp Out         | Lẩn Tránh              | Khi điểm HP của Pokémon có Đặc Tính này bị giảm xuống hơn một nửa so với tổng HP, nó sẽ bỏ chạy (khi ở ngoài hoang dã) hoặc sẽ đổi với Pokémon khác (khi ở trong trận đấu). Đặc Tính này không kích hoạt khi bị giảm HP do sát thương khi rối trí, thời tiết, hay dùng chiêu thức Substitute. | VII    | Wimpod                                                        |
| 194 | Emergency Exit   | Thoát Hiểm             | Khi điểm HP của Pokémon có Đặc Tính này bị giảm xuống hơn một nửa so với tổng HP, nó sẽ bỏ chạy (khi ở ngoài hoang dã) hoặc sẽ đổi với Pokémon khác (khi ở trong trận đấu). Đặc Tính này không kích hoạt khi bị giảm HP do sát thương khi rối trí, thời tiết, hay dùng chiêu thức Substitute. | VII    | Golisopod                                                     |
| 195 | Water Compaction | Nước Nén               | Khi Pokémon có Đặc Tính này bị đánh trúng bởi chiêu thức đánh hệ Nước, chỉ số Defense của nó sẽ tăng 2 bậc. Nếu bị tấn công bởi chiêu thức hệ Nước đánh nhiều lần trong lượt, số lần kích hoạt sẽ ứng với số lần đánh. | VII    | Sandygast Palossand                                           |
| 196 | Merciless        | Tàn Nhẫn               | Nếu mục tiêu đang bị nhiễm độc (kể cả Toxic), mọi chiêu thức của Pokémon có Đặc Tính này đều trở thành đòn chí mạng khi tung lên mục tiêu đó, trừ khi mục tiêu có Đặc tính Battle Armor hay Shield Armor hoặc chiêu thức Lucky Chant đang có hiệu lực. | VII    | Mareanie Toxapex                                              |
| 197 | Shields Down     | Khiên Chắn Tạm Thời    | Khi bắt đầu trận đấu hay khi cuối lượt, nếu HP của Minior cao hơn 50% tổng HP, nó sẽ chuyển sang Dạng Thiên Thạch. Khi cuối lượt, nếu HP của Minior thấp hơn 50% tổng HP, nó sẽ chuyển về lại Dạng Lõi. Khi ở Dạng Thiên Thể, Minior không thể bị dính trạng thái bất lợi và miễn nhiễm với Yawn. Rest sẽ thất bại nếu được dùng bởi Minior ở Dạng Thiên Thể. Đặc Tính này là bản chất của Minior nên không thể bị sao chép, thay đổi hay vô hiệu hoá. Shields Down không thể bị bỏ qua bởi Mold Breaker, Teravolt, và Turboblaze. | VII    | Minior                                                        |
| 198 | Stakeout         | Mai Phục               | Các chiêu thức của Pokémon có Đặc Tính này gây sát thương gấp đôi lên Pokémon mới được đổi vào lượt tung chiêu. | VII    | Yungoos Gumshoos                                              |
| 199 | Water Bubble     | Bong Bóng Nước         | Các chiêu thức hệ Nước của Pokémon có Đặc Tính này được nhân đôi sức mạnh. Đồng thời, Pokémon này được giảm một nửa sát thương từ các chiêu thức hệ Lửa và không thể bị bỏng. | VII    | Dewpider Araquanid                                            |
| 200 | Steelworker      | Dụng Thép              | Các chiêu thức hệ Thép của Pokémon có Đặc Tính này được tăng 50% sức mạnh. | VII    | Dhelmise                                                      |
| 201 | Berserk          | Hoá Điên               | Mỗi khi điểm HP của Pokémon có Đặc Tính này giảm xuống hơn một nửa tổng HP, chỉ số Special Attack của nó tăng 1 bậc. Berserk không kích hoạt khi HP của Pokémon giảm xuống hơn một nửa tổng HP do sát hưởng không trực tiếp như chiêu thức Leech Seed, trạng thái của Pokémon (bỏng / nhiễm độc), thời tiết và các chiêu thức được tăng sức mạnh bởi Đặc Tính Sheer Force. | VII    | Drampa                                                        |
| 202 | Slush Rush       | Bới Tuyết              | Chỉ số Speed của Pokémon có Đặc Tính này được nhân đôi khi đang có bão tuyết. Không giống như Sand Rush, Snow Cloak hay Sand Veil, Pokémon có Đặc Tính này vẫn nhận sát thương từ bão tuyết trừ khi nó có hệ Băng. | VII    |                                                               |
| 203 | Long Reach       | Tầm Xa                 | Khi Pokémon có Đặc Tính này dùng chiêu thức tiếp xúc, tất cả các hiệu ứng gây ra bởi tiếp xúc sẽ không kích hoạt. | VII    | Rowlet Dartrix Decidueye                                      |
| 204 | Liquid Voice     | Giọng Ca Ướt Át        | Tất cả chiêu thức dựa trên âm thanh của Pokémon có Đặc Tính này trở thành chiêu thức hệ Nước. | VII    | Popplio Brionne Primarina                                     |
| 205 | Triage           | Ưu Tiên Trị Liệu       | Những chiêu thức hồi HP của Pokémon có Đặc Tính này được +3 điểm ưu tiên, bao gồm cả những chiêu thức gây sát thương và những chiêu thức trạng thái. Triage không ảnh hưởng tới các chiêu thức Aqua Ring, Grassy Terrain, Ingrain, Leech Seed, Pain Split, Present, Pollen Puff, hay Tuyệt Kỹ-Z hồi lại HP do tác dụng của Z-Power (như Z-Conversion 2). | VII    | Comfey                                                        |
| 206 | Galvanize        | Mạ Điện                | Tất cả chiêu thức hệ Thường của Pokémon có Đặc Tính này trở thành hệ Điện và được tăng 20% sức mạnh. Nếu chiêu thức Electric Terrain đang có hiệu lực, các chiêu thức đó cũng được tăng thêm 30% sức mạnh dưới tác dụng của Electric Terrain. | VII    | Geodude (Dạng Alola) Graveler (Dạng Alola) Golem (Dạng Alola) |
| 207 | Surge Surfer     | Đuôi Lướt Ván          | Khi chiêu thức Electric Terrain đang có hiệu lực, Pokémon có Đặc tính này được nhân đôi Speed. | VII    | Raichu (Dạng Alola)                                           |
| 208 | Schooling        | Cá Gọi Đàn             | Nếu Wishiwashi có cấp độ 20 hoặc cao hơn, khi bắt đầu trận đấu hay khi cuối lượt, nếu điểm HP của nó cao hơn 25% tổng HP, nó sẽ chuyển sang Dạng Đàn Cá. Khi cuối lượt, nếu HP của nó thấp hơn 25% tổng HP, nó sẽ chuyển về lại Dạng Đơn Độc. Đặc Tính này là bản chất của Wishiwashi nên không thể bị sao chép, thay đổi hay vô hiệu hoá. | VII    | Wishiwashi                                                    |
| 209 | Disguise         | Cải Trang              | Mỗi trận đấu một lần, khi Mimikyu ở Dạng Nguỵ Trang bị đánh trúng bởi bởi một chiêu thức gây sát thương hay nó tự đánh bản thân bởi rối trí, chiêu thức đó sẽ không gây sát thương, đồng thời nó sẽ mất 1/8 tổng HP và chuyển sang Dạng Bắt Quả Tang. Disguise sẽ không kích hoạt bởi sát thương do Spikes, Toxic Spikes, Stealth Rock hay bởi thời tiết. Đặc Tính này là bản chất của Mimikyu nên không thể bị sao chép, thay đổi hay vô hiệu hoá. Đặc Tính này có thể bị bỏ qua bởi các Đặc Tính (như Mold Breaker) và chiêu thức khác. | VII    | Mimikyu                                                       |
| 210 | Battle Bond      | Chiến Hữu Đồng Tâm     | Nếu Greninja sở hữu Đặc tính này hạ gục đối phương, nó sẽ thay đổi hình dạng thành Ash-Greninja. Sức mạng của chiêu thức Water Shuriken tăng từ 15 lên đến 20 và luôn đánh 3 lần. Đặc Tính này là bản chất của Greninja nên không thể bị sao chép, thay đổi hay vô hiệu hoá. | VII    | Greninja                                                      |
| 211 | Power Construct  | Kiến Tạo Sức Mạnh      | Ở cuối lượt, khi HP của Zygarde Dạng 10% hay Zygarde Dạng 50% giảm xuống hơn một nửa tổng HP, Zygarde sẽ chuyển sang Dạng Hoàn Chỉnh. Đặc Tính này là bản chất của Zygarde nên không thể bị sao chép, thay đổi hay vô hiệu hoá. | VII    | Zygarde                                                       |
| 212 | Corrosion        | Ăn Mòn                 | Pokémon có Đặc Tính này có thể hạ độc bất kì Pokémon nào, cho dù mục tiêu có hệ Thép hay Độc (kể cả chính bản thân nếu giữ Toxic Orb). Tuy nhiên, khả năng của Đặc tính này không áp dụng cho chiêu thức Toxic Spikes. Nó cũng không thể hạ độc Pokémon có Đặc tính Immunity, và cũng không thể làm các chiêu thức hệ Độc gây sát thương lên hệ Thép được. Nếu chiêu thức của Pokémon có Đặc Tính này bị phản lại bởi chiêu thức Magic Coat hay Đặc tính Magic Bounce, chiêu thức đó sẽ không thể hạ độc Pokémon hệ Thép hay hệ Độc. | VII    | Salandit Salazzle                                             |
| 213 | Comatose         | Hôn Mê                 | Komala luôn ngủ (không có trạng thái bất lợi) và có thể tấn công bình thường (có thể dùng Sleep Talk hoặc Snore) mà không cần tỉnh dậy và đồng thời miễn nhiễm với các trạng thái bất lợi khác (bỏng / nhiễm độc / nhiễm điện / đóng băng). Komala sẽ nhận sát thương gấp đôi từ các chiêu thức Hex và Wake-Up Slap; bị ảnh hưởng bởi Dream Eater, Nightmare và Bad Dream; và không thể dùng Rest. Đặc Tính này là bản chất của Komala nên không thể bị sao chép, thay đổi hay vô hiệu hoá. Comatose không thể bị bỏ qua bởi Mold Breaker, Teravolt, và Turboblaze. | VII    | Komala                                                        |
| 214 | Queenly Majesty  | Uy Quyền Nữ Vương      | Ngăn chặn Pokémon có Đặc Tính này và đồng đội bị tấn công bởi những chiêu thức ưu tiên, bao gồm những chiêu thức được tăng điểm ưu tiên bởi Prankster, Gale Wings, Triage. Những chiêu thức ảnh hưởng đến toàn bộ Pokemon trên sân (trừ Perish Song, Flower Shield và Rototiller) và những chiêu thức đặt bẫy (bao gồm Spikes, Toxic Spikes, Stealth Rock và Sticky Web) không thể bị ngăn chặn bởi Queenly Majesty, kể cả khi đã trở thành chiêu thức ưu tiên. Queenly Majesty không có tác dụng với những chiêu thức ưu tiên của đồng đội. Mold Breaker, Turboblaze và Teravolt sẽ bỏ qua Đặc Tính này. | VII    | Tsareena                                                      |
| 215 | Innards Out      | Bộc Phát               | Khi Pokémon sở hữu Đặc tính này bị hạ gục bởi chiêu thức của đối phương, nó sẽ gây một lượng sát thương lên đối phương bằng với điểm HP còn lại trước khi bị chiêu thức đó hạ gục. | VII    | Pyukumuku                                                     |
| 216 | Dancer           | Vũ Công                | Khi một Pokémon khác dùng chiêu thức dạng múa, Pokémon có Đặc Tính này sẽ lập tức sử dụng chiêu thức giống chiêu thức đó cho dù chưa đến lượt. Dancer sẽ không kích hoạt khi chiêu thức đó đã bị sao chép bởi Đặc tính Dancer của Pokémon khác. | VII    | Oricorio                                                      |
| 217 | Battery          | Pin Sạc                | Các chiêu thức đặc biệt của đồng đội của Pokémon có Đặc Tính này được tăng 30% sức mạnh. | VII    | Charjabug                                                     |
| 218 | Fluffy           | Lông Xốp               | Pokémon có Đặc Tính này chỉ nhận một nửa sát thương từ các chiêu thức tiếp xúc, đồng thời nhận gấp đôi sát thương từ các chiêu thức hệ Lửa. Các chiêu thức tiếp xúc hệ Lửa và các chiêu thức tiếp xúc có tác dụng của Đặc Tính Long Reach sẽ gây sát thương bình thường lên Pokémon có Đặc Tính này. | VII    | Stufful Bewear                                                |
| 219 | Dazzling         | Chói Lọi               | Ngăn chặn Pokémon có Đặc Tính này và đồng đội bị tấn công bởi những chiêu thức ưu tiên, bao gồm những chiêu thức được tăng điểm ưu tiên bởi Prankster, Gale Wings, Triage. Những chiêu thức ảnh hưởng đến toàn bộ Pokemon trên sân (trừ Perish Song, Flower Shield và Rototiller) và những chiêu thức đặt bẫy (bao gồm Spikes, Toxic Spikes, Stealth Rock và Sticky Web) không thể bị ngăn chặn bởi Dazzling, kể cả khi đã trở thành chiêu thức ưu tiên. Dazzling không có tác dụng với những chiêu thức ưu tiên của đồng đội. Mold Breaker, Turboblaze và Teravolt sẽ bỏ qua Đặc Tính này. | VII    | Bruxish                                                       |
| 220 | Soul-Heart       | Tâm Hồn                | Mỗi khi một Pokémon khác trên sân đấu bị hạ gục, chỉ số Special Attack của Pokémon có Đặc Tính này sẽ tăng một bậc. | VII    | Magearna                                                      |
| 221 | Tangling Hair    | Tóc Xoăn               | Khi Pokémon sở hữu Đặc tính này bị tấn công bởi một chiêu thức đánh có tiếp xúc, Speed của Pokémon tấn công sẽ giảm 1 bậc. Nếu bị tấn công bởi chiêu thức đánh nhiều lần trong lượt, Đặc tính này sẽ kích hoạt ứng với từng lần đánh. | VII    | Diglett (Dạng Alola) Dugtrio (Dạng Alola)                     |
| 222 | Receiver         | Tiếp Nhận              | Khi đồng đội của Pokémon có Đặc Tính này bị hạ gục, Pokémon có Đặc Tính này sẽ sao chép Đặc Tính của đồng đội đó. Receiver sẽ không kích hoạt nếu đồng đội có Đặc Tính bản chất hay độc quyền. Receiver không thể bị thay đổi hay sao chép. | VII    | Passimian                                                     |
| 223 | Power of Alchemy | Sức Mạnh Giả Kim Thuật | Khi đồng đội của Pokémon có Đặc Tính này bị hạ gục, Pokémon có Đặc Tính này sẽ sao chép Đặc Tính của đồng đội đó. Power of Alchemy sẽ không kích hoạt nếu đồng đội có Đặc Tính bản chất hay độc quyền. Power of Alchemy không thể bị thay đổi hay sao chép. | VII    | Grimer (Dạng Alola) Muk (Dạng Alola)                          |
| 224 | Beast Boost      | Khuếch Đại Quái Thú    | Nếu Pokémon có Đặc Tính này trực tiếp hạ gục Pokémon khác (kể cả đồng đội), chỉ số cao nhất của nó (không phải chỉ số HP) sẽ tăng 1 bậc ứng với từng Pokémon bị hạ gục. Nếu các chỉ số bằng nhau, Beast Boost sẽ ưu tiên chỉ số Attack, sau đó đến Defense, Special Attack, Special Defense, và cuối cùng là Speed. | VII    | Các Ultra Beast                                               |
| 225 | RKS System       | Hệ Thống RKS           | Silvally thay đổi hệ theo bộ nhớ mà nó đang giữ. Đặc Tính này là bản chất của Silvally nên không thể bị sao chép, thay đổi hay vô hiệu hoá. | VII    | Silvally                                                      |
| 226 | Electric Surge   | Lan Trào Điện Tích     | Khi Pokémon có Đặc Tính này vào trận, nó sẽ tạo hiệu ứng của chiêu thức Electric Terrain trên sân đấu. | VII    | Tapu Koko                                                     |
| 227 | Psychic Surge    | Lan Trào Tâm Linh      | Khi Pokémon có Đặc Tính này vào sân, nó sẽ tạo hiệu ứng của chiêu thức Psychic Terrain trên sân đấu. | VII    | Tapu Lele                                                     |
| 228 | Misty Surge      | Lan Trào Sương Mù      | Khi Pokémon có Đặc Tính này vào trận, nó sẽ tạo hiệu ứng của chiêu thức Misty Terrain trên sân đấu. | VII    | Tapu Fini                                                     |
| 229 | Grassy Surge     | Lan Trào Thảo Mộc      | Khi Pokémon có Đặc Tính này vào trận, nó sẽ tạo hiệu ứng của chiêu thức Grassy Terrain trên sân đấu. | VII    | Tapu Bulu                                                     |
| 230 | Full Metal Body  | Bảo Hộ Kim Loại        | Ngăn chặn chỉ số của bản thân bị giảm bởi chiêu thức hay Đặc tính của Pokémon khác (như Scary Face và Intimidate), bao gồm cả Sticky Web. Full Metal Body không ngăn chặn Pokémon tự giảm chỉ số của bản thân từ việc sử dụng chiêu thức như Superpower hay Shell Smash; từ các yếu tố ảnh hưởng trực tiếp chỉ số như vật phẩm Iron Ball, những trạng thái như bỏng / nhiễm điện, chiêu thức Guard Split, Power Split, Heart Swap, Guard Swap, Power Swap, Baton Pass, và Topsy-Turvy. Đặc tính này không thể bị vô hiệu bởi chiêu thức và Đặc tính (Mold Breaker, Teravolt và Turboblaze). | VII    | Solgaleo                                                      |
| 231 | Shadow Shield    | Phòng Vệ Bóng Ma       | Khi Pokémon có Đặc Tính này đầy HP, nó chỉ phải nhận một nửa sát thương từ các chiêu thức. Đặc tính này không hề giảm lượng HP gây ra bởi các chiêu thức luôn gây HP xác định như Night Shade. Đặc Tính này không thể bị vô hiệu bởi chiêu thức và Đặc tính (Mold Breaker, Teravolt và Turboblaze). | VII    | Lunala                                                        |
| 232 | Prism Armor      | Giáp Lăng Kính         | Pokémon có Đặc Tính này được giảm 25% sát thương từ các đòn siêu hiệu quả. Đặc Tính này không thể bị vô hiệu bởi chiêu thức và Đặc tính (Mold Breaker, Teravolt và Turboblaze). | VII    | Necrozma                                                      |
| 233 | Neuroforce       | Thần Lực Não Bộ        | Các đòn siêu hiệu quả của Pokémon này được tăng 25% sát thương. | VII    | Necrozma                                                      |
| 234 | Intrepid Sword   | Lưỡi Kiếm Kiên Cường   | Khi Pokémon có Đặc Tính này vào trận, chỉ số Attack của nó sẽ tăng 1 bậc. | VIII   | Zacian                                                        |
| 235 | Dauntless Shield | Tấm Khiên Bất Khuất    | Khi Pokémon có Đặc Tính này vào trận, chỉ số Defense của nó sẽ tăng 1 bậc. | VIII   | Zamazenta                                                     |
| 236 | Libero           | Tự Do                  | Pokémon có Đặc Tính này thay đổi hệ của nó theo hệ của chiêu thức mà nó sẽ dùng. Pokémon có Đặc Tính này sẽ luôn trở thành đơn hệ. Vì Đặc tính này sẽ kích hoạt trước khi thi triển chiêu thức, Pokémon có Đặc Tính này sẽ luôn được STAB cho mỗi chiêu thức nó dùng (trừ Struggle) và Toxic sẽ luôn luôn trúng. | VIII   | Scorbunny Raboot Cinderace                                    |
| 237 | Ball Fetch       | Nhặt Bóng              | Mỗi trận đấu một lần, ở cuối lượt, nếu Pokémon có Đặc Tính này đang ở trên sân và đang không giữ vật phẩm thì nó sẽ nhặt bóng Poké Ball đầu tiên đã quăng ra để bắt Pokémon. | VIII   | Yamper                                                        |
| 238 | Cotton Down      | Lông Tơ                | Nếu Pokémon có Đặc Tính này bị một chiêu thức gây sát thương đánh trúng, Speed của tất cả Pokémon khác trên sân sẽ bị giảm 1 bậc. Nếu bị tấn công bởi chiêu thức đánh nhiều lần trong lượt, Đặc tính này sẽ kích hoạt ứng với từng lần đánh. | VIII   | Gossifleur Eldegoss                                           |
| 239 | Propeller Tail   | Đuôi Cánh Quạt         | Các chiêu thức của Pokémon có Đặc Tính này sẽ không bị ảnh hưởng bởi các hiệu ứng làm thay đổi mục tiêu của chiêu thức (v.d. Rage Power, Follow Me) và Đặc tính (v.d. Storm Drain, Lightning Rod). | VIII   | Arrokuda Barraskewda                                          |
| 240 | Mirror Armor     | Giáp Gương             | Pokémon có Đặc Tính này sẽ phản lại hiệu ứng giảm chỉ số của chiêu thức hay Đặc tính lên đối phương. Nếu Pokémon có Đặc Tính này bị ảnh hưởng bởi Sticky Web, hiệu ứng sẽ phản lại Pokémon tung chiêu này nếu nó còn ở trên sân. | VIII   | Corviknight                                                   |
| 241 | Gulp Missile     | Tên Lửa Nuốt Chửng     | Sau khi Cramorant dùng chiêu thức Surf hoặc Dive, Cramorant sẽ bắt con mồi trong miệng và thay đổi hình thái dựa trên lượng HP còn lại. Nếu điểm HP của nó nhiều hơn một nửa tổng, nó sẽ bắt một con Arrokuda và đổi thành Dạng Gulping. Nếu HP của nó ít hơn một nửa, nó sẽ bắt một con Pikachu và đổi thành Dạng Gorging. Nếu nó bị dính một chiêu thức ở bất kì hình thái nào, nó sẽ phun con mồi lên Pokémon tấn công, gây sát thương bằng 1/4 tổng HP của Pokémon tấn công kèm theo hiệu ứng tuỳ theo con mồi: Arrokuda sẽ giảm chỉ số Defense của Pokémon tấn công 1 bậc, trong khi Pikachu sẽ Pokémon tấn công bị tê liệt. Sau khi phun ra con mồi, Cramorant sẽ trở về dạng gốc. Nếu đối phương có Magic Guard, nó sẽ không nhận sát thương nhưng vẫn nhận hiệu ứng tuỳ theo con mồi. Nếu Cramorant biến dạng Dynamax, nó sẽ biến trở về lại dạng gốc (mà không phun ra con mồi). Đặc Tính này là bản chất của Cramorant nên không thể bị sao chép, thay đổi hay vô hiệu hoá. | VIII   | Cramorant                                                     |
| 242 | Stalwart         | Kiên Quyết             | Các chiêu thức của Pokémon có Đặc Tính này sẽ không bị ảnh hưởng bởi các hiệu ứng làm thay đổi mục tiêu của chiêu thức (v.d. Rage Power, Follow Me) và Đặc tính (v.d. Storm Drain, Lightning Rod). | VIII   | Duraludon                                                     |
| 243 | Steam Engine     | Động Cơ Hơi Nước       | Nếu Pokémon có Đặc Tính này bị một đòn hệ Lửa hoặc Nước đánh trúng, Speed của nó sẽ tăng 6 bậc. Nếu mang theo Pokémon trong đội hình thì giảm một nửa thời gian nở trứng. Hiệu ứng này không cộng dồn với chính nó, Magmar Armor, hay Flame Body; tuy nhiên, nó có thể cộng dồn với các Hatching Power như Pass Power, O-Power, hay Roto Hatch. | VIII   | Rolycoly Carkol Coalossal                                     |
| 244 | Punk Rock        |                        | Các chiêu thức dựa trên âm thanh của Pokémon có Đặc Tính này được tăng 30%. Pokémon có Đặc Tính này cũng chỉ nhận một nửa sát thương từ các chiêu thức dựa trên âm thanh. | VIII   | Toxtricity                                                    |
| 245 | Sand Split       | Phun Cát               | Pokémon có Đặc Tính này sẽ gây ra bão cát trong 5 lượt, hay 8 lượt nếu đang giữ Smooth Rock khi nó bị trúng một đòn gây sát thương, trừ khi đã có sẵn bão cát. | VIII   | Silicobra Sandaconda                                          |
| 246 | Ice Scales       | Vảy Băng Giá           | Pokémon có Đặc Tính này sẽ được giảm một nửa sát thương từ các chiêu thức đặc biệt. | VIII   | Snom Frosmoth                                                 |
| 247 | Ripen            | Thành Thục             | Pokémon có Đặc Tính này được nhân đôi mọi hiệu ứng của Quả mọng mà nó giữ khi đang ở trong trận đấu. Hiệu ứng này bao gồm Quả mọng hồi lại HP hay PP (như Figy Berry và Leppa Berry), Quả mọng giảm sát thương (như Occa Berry), Quả mọng tăng chỉ số (như Starf Berry), và Quả mọng gây sát thương lên Pokémon tấn công (như Rowap Berry). | VIII   | Applin Flapple Appletun                                       |
| 248 | Ice Face         | Khuôn Mặt Băng         | Khi Eiscue ở hình thái Ice Face bị trúng một chiêu thức vật lý, nó sẽ không nhận sát thương và chuyển thành dạng Noice Face. Nếu bão tuyết bắt đầu có hiệu lực và Eiscue đang ở dạng Noice Face; hoặc được đổi ra ở dạng Noice Face khi đang có bão tuyết, nó sẽ lập tức chuyển về dạng Ice Face. Ice Face không bảo vệ khỏi những chiêu thức đặc biệt. Eiscue dạng Noice Face không thể chuyển về dạng Ice Face khi đã có sẵn bão tuyết. Đặc Tính này là bản chất của Eiscue nên không thể bị sao chép, thay đổi hay vô hiệu hoá. | VIII   | Eiscue                                                        |
| 249 | Power Spot       | Điểm Sức Mạnh          | Các chiêu thức của Pokémon đồng đội của Pokémon có Đặc Tính này được tăng 30% sức mạnh. | VIII   | Stonjourner                                                   |
| 250 | Mimicry          | Bắt Chước              | Pokémon có Đặc Tính này sẽ thay đổi hệ của nó tuỳ theo môi trường sân đấu: hệ Điện khi có tác dụng của Electric Terrain, hệ Cỏ khi có tác dụng của Grassy Terrain, hệ Tiên khi có tác dụng của Misty Terrain, hệ Siêu Linh khi có tác dụng của Psychic Terrain. | VIII   | Stunfisk (Dạng Gala)                                          |
| 251 | Screen Cleaner   | Không Rào Chắn         | Khi Pokémon có Đặc Tính này được vào trận, hiệu ứng của các chiêu thức Light Screen, Reflect, và Aurora Veil ở cả hai phía sân đấu sẽ kết thúc. | VIII   | Mr. Mime (Dạng Gala) Mr. Rime                                 |
| 252 | Steely Spirit    | Ý Chí Sắt Thép         | Các chiêu thức hệ Thép của Pokémon có Đặc Tính này và đồng đội của nó được tăng 50% sức mạnh. | VIII   | Perrserker                                                    |
| 253 | Perish Body      | Cơ Thể Suy Đồi         | Khi Pokémon có Đặc Tính này bị trúng một đòn tiếp xúc, Pokémon tấn công và Pokémon có Đặc Tính này sẽ ngất xỉu trong ba lượt. Nếu Pokémon tấn công đã bị ảnh hưởng bởi chiêu Perish Song hoặc đang giữ Protective Pads, Đặc tính này sẽ không có tác dụng. | VIII   | Cursola                                                       |
| 254 | Wandering Spirit | Vong Hồn Lang Thang    | Nếu Pokémon có Đặc Tính này bị tấn công bởi chiêu thức tiếp xúc, nó sẽ tráo đổi Đặc tính giữa nó và Pokémon tấn công. Nếu Pokémon bị ảnh hưởng được thu về, nó sẽ nhận lại Đặc tính gốc. Đặc tính này vẫn kích hoạt nếu Pokémon sở hữu bị ngất xỉu bởi đòn đánh. Đặc Tính này không có tác dụng với các Đặc Tính bản chất và độc quyền. | VIII   | Yanmask (Dạng Gala) Runerigus                                 |
| 255 | Gorilla Tactics  | Hoang Mang             | Chỉ số Attack của Pokémon có Đặc Tính này tăng 50% nhưng Pokémon có Đặc Tính này chỉ sử dụng được một chiêu thức, giống với hiệu ứng của Choice Band. Hiệu ứng này cộng dồn với các vật phẩm Choice, nghĩa là nếu Pokémon có Đặc tính được giữ Choice Band sẽ được tăng 125% Attack. Gorilla Tactics tạm thời không có tác dụng khi Pokémon biến dạng Dynamax. | VIII   | Darmanitan (Dạng Gala)                                        |
| 256 | Neutralizing Gas | Khí Ga Biến Hoá        | Toàn bộ Đặc tính của các Pokémon khác trên sân sẽ bị vô hiệu hoá. Một khi Neutralizing Gas không còn hiệu lực, các Đặc tính mà được kích hoạt khi nhận được (v.d. các Đặc tính được kích hoạt khi Pokémon được tung ra, như Intimidate, trừ Imposter) sẽ kích hoạt ngay lập tức bất kể khi đã được kích hoạt. Đặc Tính này không có tác dụng với các Đặc Tính bản chất và độc quyền. Đặc Tính này là độc quyền của họ nhà Weezing nên không thể bị sao chép, nhưng nó vẫn có thể bị thay đổi hay vô hiệu hoá bởi các chiêu thúc. | VIII   | Koffing Weezing Weezing (Dạng Gala)                           |
| 257 | Pastel Veil      | Bức Màn Màu Phấn       | Pokémon có Đặc Tính này và đồng đội của nó không thể bị nhiễm độc. Đặc tính này cũng chữa nhiễm độc cho đồng đội nếu Pokémon có Đặc tính này được tung ra trận đấu. | VIII   | Ponyta (Dạng Gala) Rapidash (Dạng Gala                        |
| 258 | Hunger Switch    | Kích Hoạt Cơn Đói      | Ở cuối lượt, Morpeko sẽ thay đổi hình thái giữa Full Belly Mode và Hangry Mode. Ở dạng Full Belly Mode, chiêu thức Aura Wheel sẽ có hệ Điện; ở dạng Hangry Mode, nó sẽ có hệ Bóng Tối. Nếu Hunger Switch bị vô hiệu hoá hay thay thế, Morpeko sẽ giữ nguyên hình thái hiện tại. Đặc Tính này là độc quyền của Morpeko nên không thể bị sao chép, nhưng nó vẫn có thể bị thay đổi hay vô hiệu hoá bởi các chiêu thúc. | VIII   | Morpeko                                                       |
| 259 | Quick Draw       | Tấn Công Chớp Nhoáng   | Các chiêu thức gây sát thương của Pokémon có Đặc Tính này sẽ có 30% xác suất được đánh trước tất cả Pokémon khác trên sân. | VIII   | Slowbro (Dạng Gala)                                           |
| 260 | Unseen Fist      | Nắm Đấm Vô Hình        | Các chiêu thức tiếp xúc của Pokemon có Đặc Tính này có thể gây sát thương ngay khi mục tiêu đang sử dụng các chiêu thức bảo vệ, trừ Max Guard. Hiệu ứng này vẫn được áp dụng nếu Pokémon này có mang vật phẩm Protective Pads. | VIII   | Urshifu                                                       |
| 261 | Curious Medicine | Thuốc Kỳ Diệu          | Khi Pokémon có Đặc Tính này vào trận, tất cả bậc chỉ số của đồng đội trở về 0. | VIII   | Slowking (Dạng Gala)                                          |
| 262 | Transistor       | Bán Dẫn                | Các chiêu thức hệ Điện của Pokémon có Đặc Tính này được tăng 50% sức mạnh. | VIII   | Regieleki                                                     |
| 263 | Dragon's Maw     | Hàm Rồng               | Các chiêu thức hệ Rồng của Pokémon có Đặc Tính này được tăng 50% sức mạnh. | VIII   | Regidrago                                                     |
| 264 | Chilling Neigh   | Tiếng Hí Trắng         | Khi Pokémon có Đặc Tính này trực tiếp hạ gục một Pokémon khác (kể cả đồng đội) bằng một chiêu thức gây sát thương thì chỉ số Attack của nó tăng 1 bậc (tối đa 6). | VIII   | Glastrier                                                     |
| 265 | Grim Neigh       | Tiếng Hí Đen           | Khi Pokémon có Đặc Tính này trực tiếp hạ gục một Pokémon khác (kể cả đồng đội) bằng một chiêu thức gây sát thương thì chỉ số Special Attack của nó tăng 1 bậc (tối đa 6). | VIII   | Spectrier                                                     |
| 266 | As One           | Nhân Mã Nhất Thể       | Kết hợp Đặc tính Unnerve của Calyrex với Chilling Neigh của Glastrier. Vì Đặc Tính này là bản chất của Calyrex nên không thể bị thay đổi, sao chép hay vô hiệu hóa. | VIII   | Calyrex dạng Ice Rider                                        |
| 267 | As One           | Nhân Mã Nhất Thể       | Kết hợp Đặc tính Unnerve của Calyrex với Grim Neigh của Spectrier. Vì Đặc tính này là độc quyền của Calyrex nên không thể bị thay thay đổi, sao chép hay vô hiệu hóa. | VIII   | Calyrex dạng Shadow Rider                                     |
| 268 | Lingering Aroma  | Duy Trì Hương Thơm     | Khi Pokémon có Đặc Tính này bị đánh trúng bởi một chiêu thức có tiếp xúc bởi một Pokémon khác thì Đặc Tính của Pokémon tấn công sẽ trở thành Lingering Aroma. Ngoài mục đích làm lây nhiễm Lingering Aroma thì Đặc tính này không có hiệu ứng nào khác. Pokémon tấn công sẽ nhận lại Đặc Tính gốc khi được đổi, ngất xỉu hay trận đấu kết thúc. Các Đặc Tính độc quyền và bản chất sẽ không bị ảnh hưởng bởi Lingering Aroma. | IX     | Oinkologne                                                    |
| 269 | Seed Sower       | Gieo Hạt               | Khi Pokémon có Đặc Tính này bị đánh trúng bởi một chiêu thức gây sát thương, nó sẽ tạo ra hiệu ứng của chiêu Grassy Terrain trên sân đấu trong 5 lượt, hay 8 lượt nếu đang giữ Terrain Extender. Đặc tính này không kích hoạt khi đã có sẵn Grassy Terrain. | IX     | Arboliva                                                      |
| 270 | Thermal Exchange | Trao Đổi Nhiệt         | Khi Pokémon có Đặc Tính này bị đánh trúng bởi một chiêu thức hệ Lửa, chỉ số Attack của nó sẽ tăng 1 bậc, tuy nhiên đòn đánh đó vẫn gây sát thương lên Pokémon. Pokémon có Đặc Tính này cũng không thể bị bỏng và Đặc tính này sẽ giải hiệu ứng bỏng cho Pokémon nhận được nó. | IX     | Frigibax Arctibax Baxcalibur                                  |
| 271 | Anger Shell      | Lớp Vỏ Phẫn Nộ         | Khi HP của Pokémon có Đặc Tính này còn 50% tổng HP hoặc thấp hơn do đòn tấn công từ Pokémon khác, chỉ số Attack, Special Attack và Speed của nó sẽ tăng 1 bậc; chỉ số Defense và Special Defense của nó sẽ giảm 1 bậc. | IX     | Klawf                                                         |
| 272 | Purifying Salt   | Muối Thanh Tẩy         | Pokémon có Đặc tính này miễn nhiễm với các trạng thái bất lợi, đồng thời chỉ nhận một nửa sát thương từ các chiêu thức hệ Ma. Rest sẽ thất bại nếu được dùng bởi Pokémon có Purifying Salt. Đặc tính này không giải trạng thái bất lợi đã có sẵn nếu Pokémon nhận được nó. |        | Nacli Naclstack Garganacl                                     |
| 273 | Well-Baked Body  | Cơ Thể Bánh Nướng      | Khi Pokémon có Đặc Tính này bị đánh trúng bởi một chiêu thức hệ Lửa, chiêu thức đó sẽ bị vô hiệu hoá và chỉ số Defense của nó sẽ tăng 2 bậc. | IX     | Dachsbun                                                      |
| 274 | Wind Rider       | Cưỡi Gió               | Khi Pokémon có Đặc Tính này bị đánh trúng bởi một chiêu thức có liên quan đến gió hay khi Tailwind đang có tác dụng, chỉ số Attack của nó sẽ tăng 1 bậc, và chiêu thức đó sẽ bị vô hiệu hoá. | IX     | Bramblin Brambleghast                                         |
| 275 | Guard Dog        | Cảnh Khuyển            | Pokémon có Đặc Tính này không bị ảnh hưởng bởi những chiêu thức ép rút lui (như Roar, Circle Throw, ...) và vật phẩm tương tự (Red Card). Đặc Tính này chỉ có tác dụng lên bản thân Pokémon chứ không cấm việc các Pokémon khác tự đổi. Nếu Pokémon có Đặc Tính này bị ảnh thưởng bởi Intimidate, chỉ số Attack của nó sẽ tăng 1 bậc thay vì giảm 1 bậc như thông thường. | IX     | Mabosstiff                                                    |
| 276 | Rocky Payload    | Chở Đá                 | Các chiêu thức hệ Đá của Pokémon có Đặc Tính này được tăng 50% sức mạnh. | IX     | Bombirdier                                                    |
| 277 | Wind Power       | Điện Gió               | Khi Pokémon có Đặc Tính này bị đánh trúng bởi một chiêu thức có liên quan đến gió hay khi Tailwind đang có tác dụng, chiêu thức hệ Điện tiếp theo của nó sẽ được tăng sát thương. Nếu bị tấn công bởi chiêu thức đánh nhiều lần trong lượt, Đặc tính này sẽ kích hoạt ứng với từng lần đánh, nhưng lượng sát thương được sạc sẽ không cộng dồn. | IX     | Wattrel Kilowattrel                                           |
| 278 | Zero to Hero     | Vô Danh Hoá Anh Hùng   | Lần đầu tiên sau khi Palafin được đổi ra khỏi trận đấu (không phải do ngất xỉu), Palafin có Zero to Hero sẽ chuyển thành Dạng Hero cho đến cuối trận đấu. Đặc Tính này vẫn kích hoạt khi Palafin dùng các chiêu thức rút lui như Baton Pass, U-turn, và Flip Turn; dùng vật phẩm Eject Button; hay Palafin bị ép đổi bởi Whirlwin, Roar và Dragon Tail. Nếu Palafin Dạng Hero ngất xỉu và được hồi phục, nó vẫn sẽ giữ nguyên Dạng Hero. Vì Đặc Tính này là bản chất của Palafin nên không thể bị sao chép, thay đổi hay vô hiệu hoá. | IX     | Palafin                                                       |
| 279 | Commander        | Chỉ Huy                | Khi một con Tatsugiri có Commander đang trên sân với Dondozo ở cùng đội, nó sẽ chui vào miệng của Dondozo và chỉ số Attack, Defense, Special Attack, Special Defense, và Speed của con Dondozo đó sẽ tăng 2 bậc. Khi Tatsugiri đang trong miệng của Dondozo, Dondozo sẽ không thể đổi (kể cả khi Tatsugiri ngất xỉu) và không thể ép đổi. Vật phẩm Red Card đang giữ vẫn có thể được dùng, nhưng sẽ không có hiệu ứng. Nhà Huấn Luyện không thể chọn chiêu thức cho Tatsugiri, và mọi chiêu thức nhắm vào Tatsugiri đều bị trượt (kể cả No Guard đang có tác dụng). Tatsugiri vẫn sẽ nhận sát thương từ bão cát, hiệu ứng (như nhiễm độc) nếu như nó nhận được trước khi chui vào miệng Dondozo, và hiệu ứng của Perish Song vẫn tiếp tục bình thường. Khi Dondozo ngất xỉu, Tatsugiri sẽ trở về vị trí ban đầu. Commander sẽ không tái kích hoạt nếu Tatsugiri ngất xỉu và được thay thế bởi một con Tatsugiri khác có Commander; tuy nhiên, Commander vẫn có thể tái kích hoạt nếu Dondozo được hồi phục sau khi ngất xỉu. Chiêu thức Order Up sẽ tăng chỉ số cho Dondozo khi được dùng, dựa trên hình thái của con Tatsugiri trong miệng nó: - Tatsugiri Hình Thái Curly tăng chỉ số Attack 1 bậc. - Tatsugiri Hình Thái Droopy tăng chỉ số Defense 1 bậc. - Tatsugiri Hình Thái Stretchy tăng chỉ số Speed 1 bậc. Commander sẽ không kích hoạt trong Multi Battles và Tera Raid Battles. Vì Đặc Tính này là bản chất của Tatsugiri nên không thể bị sao chép, thay đổi hay vô hiệu hoá. | IX     | Tatsugiri                                                     |
| 280 | Electromorphosis | Sạc Điện               | Khi Pokémon có Đặc Tính này bị đánh trúng bởi một chiêu thức, chiêu thức hệ Điện tiếp theo của nó sẽ được tăng sát thương. Nếu bị tấn công bởi chiêu thức đánh nhiều lần trong lượt, Đặc tính này sẽ kích hoạt ứng với từng lần đánh, nhưng lượng sát thương được sạc sẽ không cộng dồn. | IX     | Bellibolt                                                     |
| 281 | Protosynthesis   | Quang Hợp Lượng Tử     | Khi có nắng gắt hay khi đang giữ vật phẩm Booster Energy, chỉ số cao nhất (không phải HP, bao gồm cả bậc thay đổi chỉ số) của Pokémon có Đặc tính này sẽ tăng 30%, hay 50% nếu Speed là chỉ số cao nhất. Nếu các chỉ số bằng nhau, Protosynthesis sẽ ưu tiên chỉ số Attack, sau đó đến Defense, Special Attack, Special Defense, và cuối cùng là Speed. Vì Đặc Tính này là bản chất của các Paradox Pokémon nên không thể bị sao chép, thay đổi hay vô hiệu hoá. | IX     | Các Pokémon Paradox dạng cổ đại (trừ Koraidon)                |
| 282 | Quark Drive      | Xung Nạp Lượng Tử      | Khi hiệu ứng của chiêu thức Electric Terrain đang kích hoạt trên sân hay khi đang giữ vật phẩm Booster Energy, chỉ số cao nhất (không phải HP, bao gồm cả bậc thay đổi chỉ số) của Pokémon có Đặc tính này sẽ tăng 30%, hay 50% nếu Speed là chỉ số cao nhất. Nếu các chỉ số bằng nhau, Quark Drive sẽ ưu tiên chỉ số Attack, sau đó đến Defense, Special Attack, Special Defense, và cuối cùng là Speed. Vì Đặc Tính này là bản chất của các Paradox Pokémon nên không thể bị sao chép, thay đổi hay vô hiệu hoá. | IX     | Các Pokémon Paradox dạng tương lai (trừ Miraidon)             |
| 283 | Good as Gold     | Chất Như Vàng          | Pokémon có Đặc Tính này không bị ảnh hưởng bởi các chiêu thức trạng thái của các Pokémon khác. | IX     | Gholdengo                                                     |
| 284 | Vessel of Ruin   | Vạc Gai Tàn Tích       | Chỉ số Special Attack của các Pokémon khác trên sân bị giảm 25%. Hiệu ứng này không cộng dồn nếu có nhiều Pokémon có Đặc Tính này trên sân. Pokémon có Đặc Tính này miễn nhiễm với Pokémon khác có Vessel of Ruin. | IX     | Ting-Lu                                                       |
| 285 | Sword of Ruin    | Thanh Gươm Tàn Tích    | Chỉ số Defense của các Pokémon khác trên sân bị giảm 25%. Hiệu ứng này không cộng dồn nếu có nhiều Pokémon có Đặc Tính này trên sân. Nếu chiêu thức Wonder Room đang có hiệu lực, chỉ số Special Defense sẽ bị giảm thay vì Defense. Pokémon có Đặc Tính này miễn nhiễm với Pokémon khác có Sword of Ruin. | IX     | Chien-Pao                                                     |
| 286 | Tablets of Ruin  | Phiến Đá Tàn Tích      | Chỉ số Attack của các Pokémon khác trên sân bị giảm 25%. Hiệu ứng này không cộng dồn nếu có nhiều Pokémon có Đặc Tính này trên sân. Pokémon có Đặc Tính này miễn nhiễm với Pokémon khác có Tablets of Ruin. | IX     | Wo-Chien                                                      |
| 287 | Beads of Ruin    | Chuỗi Hạt Tàn Tích     | Chỉ số Special Defense của các Pokémon khác trên sân bị giảm 25%. Hiệu ứng này không cộng dồn nếu có nhiều Pokémon có Đặc Tính này trên sân. Nếu chiêu thức Wonder Room đang có hiệu lực, chỉ số Defense sẽ bị giảm thay vì Special Defense. Pokémon có Đặc Tính này miễn nhiễm với Pokémon khác có Beads of Ruin. | IX     | Chi-Yu                                                        |
| 288 | Orichalcum Pulse | Hợp Kim Lượng Tử       | Khi Pokémon có Đặc tính này vào trận, nó sẽ tạo ra hiệu ứng của chiêu thức Sunny Day trong 5 lượt, hay 8 lượt nếu đang giữ Heat Rock. Đồng thời, chỉ số Attack của Pokémon có Đặc Tính này cũng được tăng 33% trong môi trường nắng gắt. Vì Đặc Tính này là bản chất của Koraidon nên không thể bị sao chép, thay đổi hay vô hiệu hoá. | IX     | Koraidon                                                      |
| 289 | Hardon Engine    | Động Cơ Lượng Tử       | Khi Pokémon có Đặc tính này vào trận, nó sẽ tạo ra hiệu ứng của chiêu thức Electric Terrain trong 5 lượt, hay 8 lượt nếu đang giữ Terrain Extender. Đồng thời, chỉ số Special Attack của Pokémon có Đặc Tính này cũng được tăng 33% khi đang có tác dụng của Electric Terrain. Vì Đặc Tính này là bản chất của Miraidon nên không thể bị sao chép, thay đổi hay vô hiệu hoá. | IX     | Miraidon                                                      |
| 290 | Opportunist      | Bậc Thầy Cơ Hội        | Khi Pokémon của đối phương tăng bậc chỉ số, Pokémon có Đặc Tính này cũng sẽ tăng bậc chỉ số giống với đối phương. Nếu nhiều bậc chỉ số được tăng đồng thời (ví dụ Pokémon dùng Torch Song khi đang giữ Throat Spray), Opportunist sẽ cộng dồn chúng và tăng tổng bậc chỉ số cho Pokémon có Đặc Tính này. Đặc Tính này không kích hoạt khi Pokémon của đồng đội tăng bậc chỉ số, hay khi Pokémon của đối phương được tăng bậc chỉ số bởi hiệu ứng của Opportunist. | IX     | Esphathra                                                     |
| 291 | Cud Chew         | Nhai Lại               | Nếu một Pokémon có Cud Chew ăn Quả Mọng của nó hoặc Quả Mọng của chiêu thức Fling, hiệu ứng của Quả Mọng đó sẽ được kích hoạt lại vào cuối lượt tiếp theo. | IX     |                                                               |
| 292 | Sharpness        | Sắc Bén                | Các chiêu thức dạng cắt hay chém của Pokémon có Đặc Tính này được tăng 50% sức mạnh. | IX     |                                                               |
| 293 | Supreme Overlord | Lãnh Chúa Tối Cao      | Khi Pokémon có Đặc Tính này vào trận, các chiêu thức của nó sẽ được tăng 10% sức mạnh cho mỗi Pokémon đồng đội đã ngất xỉu trong đội hình. | IX     | Kingambit                                                     |
| 294 | Costar           | Bạn Diễn               | Khi Pokémon có Đặc Tính này vào trận, nó sẽ sao chép các thay đổi chỉ số của đồng đội. | IX     | Flamingo                                                      |
| 295 | Toxic Debris     | Mảnh Vỡ Độc            | Khi Pokémon có Đặc Tính này bị đánh trúng bởi một chiêu thức vật lý, nó sẽ làm rơi một lớp Toxic Spikes lên phía sân đối phương (tối đa 2 lớp). Nếu bị tấn công bởi chiêu thức đánh nhiều lần trong lượt, Đặc tính này sẽ kích hoạt ứng với từng lần đánh. | IX     | Glimmet Glimmora                                              |
| 296 | Armor Tail       | Đuôi Sắt               | Ngăn chặn Pokémon có Đặc Tính này và đồng đội bị tấn công bởi những chiêu thức ưu tiên, bao gồm những chiêu thức được tăng điểm ưu tiên bởi Prankster, Gale Wings, Triage. Những chiêu thức ảnh hưởng đến toàn bộ Pokemon trên sân (trừ Perish Song, Flower Shield và Rototiller) và những chiêu thức đặt bẫy (bao gồm Spikes, Toxic Spikes, Stealth Rock và Sticky Web) không thể bị ngăn chặn bởi Armor Tail, kể cả khi đã trở thành chiêu thức ưu tiên. Armor Tail không có tác dụng với những chiêu thức ưu tiên của đồng đội. Mold Breaker, Turboblaze và Teravolt sẽ bỏ qua Đặc Tính này. | IX     | Farigiraf                                                     |
| 297 | Earth Eater      | Ăn Đất                 | Khi Pokémon có Earth Eater bị đánh trúng bởi một chiêu thức hệ Đất, đòn tấn công đó sẽ bị vô hiệu hoá và Pokémon có Đặc Tính này sẽ hồi lại 1/4 tổng HP. Earth Eater sẽ không kích hoạt nếu Pokémon có Đặc Tính này được bảo vệ khỏi chiêu thức hệ Đất. | IX     | Orthworm                                                      |
| 298 | Mycelium Might   | Nấm Áp Đảo             | Pokémon có Đặc Tính này luôn ra đòn sau cùng khi sử dụng chiêu thức trạng thái, đồng thời các Đặc Tính có thể ngăn chặn được chiêu thức trạng thái của nó sẽ bị bỏ qua. Ví dụ, nếu một Pokémon có Mycelium Might dùng chiêu thức Screech sẽ luôn đi sau cùng, nhưng có thể bỏ qua hiệu ứng Big Pecks hay Clear Body của đối phương. | IX     | Toedscool Toedscruel                                          |
| 299 | Hospitality      |                        | Khi Pokémon có Đặc Tính này vào trận, nó sẽ hồi phục 25% tổng HP cho một đồng đội. | IX     | Poltchageist Sinistcha                                        |
| 300 | Mind's Eye       |                        | Pokémon có Đặc Tính này có thể tấn công Pokémon hệ Ma với các chiêu thức gây sát thương hệ Thường và hệ Giác Đấu. Pokémon này cũng không thể bị giảm chỉ số Accuracy và nó cũng bỏ qua chỉ số Evasion của đối phương. | IX     | Ursaluna (Blood Moon)                                         |
| 301 | Embody Aspect    |                        | Ogerpon khi tiến hóa Tera sẽ được tăng 1 bậc chỉ số Speed. | IX     | Ogerpon Dạng Teal Mask (Tiến hóa Tera)                        |
| 302 | Embody Aspect    |                        | Ogerpon khi tiến hóa Tera sẽ được tăng 1 bậc chỉ số Special Defense. | IX     | Ogerpon Dạng Wellspring Mask (Tiến hóa Tera)                  |
| 303 | Embody Aspect    |                        | Ogerpon khi tiến hóa Tera sẽ được tăng 1 bậc chỉ số Attack. | IX     | Ogerpon Dạng Hearthflame Mask (Tiến hóa Tera)                 |
| 304 | Embody Aspect    |                        | Ogerpon khi tiến hóa Tera sẽ được tăng 1 bậc chỉ số Defense. | IX     | Ogerpon Dạng Cornerstone Mask (Tiến hóa Tera)                 |
| 305 | Toxic Chain      |                        | Khi Pokémon này dùng một chiêu thức, mục tiêu sẽ có 30% khả năng bị nhiễm kịch độc Toxic. | IX     | Okidogi Munkidori Fezandipiti                                 |
| 306 | Supersweet Syrup |                        | Khi Pokémon có Đặc Tính này vào trận, chỉ số Evasion của tất cả đối phương sẽ bị giảm 1 bậc. | IX     | Dipplin                                                       |
| 307 | Tera Shift       |                        | Khi Terapagos vào trận, nó sẽ chuyển thành dạng Tera cho tới cuối trận. Tera Shift là bản chất của Terapagos nên không thể bị sao chép, thay thế hay vô hiệu hoá. | IX     | Terapagos                                                     |
| 308 | Tera Shell       |                        | Nếu Terapagos khi đang đầy HP bị đánh trúng bởi một đòn gây sát thương, đòn đánh đó sẽ luôn không hiệu quả. | IX     | Terapagos (Dạng Tera)                                         |
| 309 | Teraform Zero    |                        | Ngay khi Terapagos tiến hoá thành dạng Stellar, tất cả các hiệu ứng của thời tiết và sàn đấu đều bị vô hiệu hoá. Terform Zero là đặc trưng của Terapagos nên không thể bị sao chép, nhưng có thể bị thay thế hoặc vô hiệu hoá. | IX     | Terapagos (Dạng Stellar)                                      |
| 310 | Poison Puppeteer |                        | Khi một Pokémon khác bị nhiễm độc bởi bất kì đòn nào của Pecharunt, Pokémon đó cũng sẽ bị rối trí. Chiêu thức Toxic Spikes sẽ không kích hoạt Poison Puppeteer. Poison Puppetee sẽ không kích hoạt nếu Pokémon sở hữu không phải là Pecharunt. | IX     | Pecharunt                                                     |

## Thu phục Pokémon

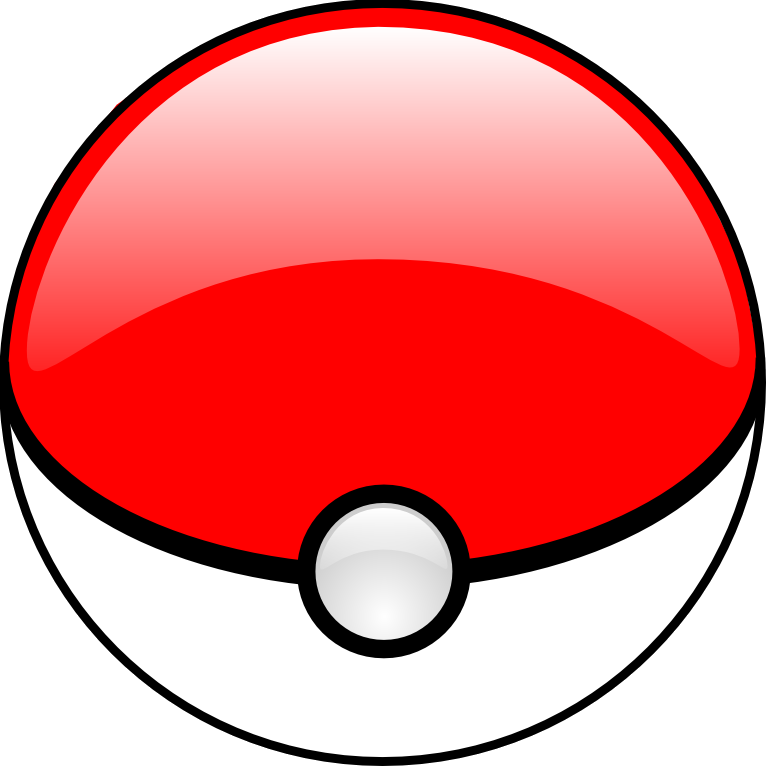
Quả Poké Ball cơ bản.

Vì mỗi người chơi bắt đầu trò chơi chỉ với một Pokémon khởi đầu, thu phục là một trong những yếu tố cơ bản nhất của trò chơi Pokémon, và là một trong những cách chính để có thêm Pokémon mới vào đội của người chơi.
Khi chiến đấu với một Pokémon hoang dã, thay vì đánh bại nó, người chơi có thể chọn cách để thu phục nó bằng cách ném một trong nhiều loại Poké Ball khác nhau. Tỉ lệ thành công có thể biến đổi, nhưng được tăng lên nếu HP của Pokémon ở mức thấp, nếu mục tiêu bị nhiễm trạng thái như ngủ hoặc tê liệt, và nếu một Poké Ball mạnh hơn hoặc phù hợp hơn được sử dụng.
Nếu thu phục thành công, thông tin của Pokémon bị thu phục sẽ được thêm vào Pokédex, người chơi có thể cho Pokémon đó một nickname, và Pokémon đó được thêm vào đội của người chơi. Tuy nhiên, nếu đội của người chơi đã đủ 6 Pokémon, Pokémon bị thu phục sẽ được gửi về PC.
Có một vài Pokémon (hầu hết là huyền thoại) chỉ có thể lấy được thông qua các sự kiện đặc biệt trong game.

### Poké Ball
Poké Ball (Monster Ball (モンスターボール Monsutābōru) trong phiên bản tiếng Nhật gốc) là một thiết bị hình cầu được dùng bởi các Trainer để thu phục Pokémon hoang dã. Khi được va chạm, quả bóng sẽ hút Pokémon vào trong và tự động đóng lại. Pokémon hoang dã có thể kháng cự và thoát ra ngoài; tuy nhiên, Pokémon bị thương và có trạng thái xấu sẽ ít có khả năng kháng cự hơn và tỉ lệ thành công sẽ cao hơn. Pokémon huyền thoại sẽ kháng cự mạnh mẽ hơn nhiều, và sẽ đòi hỏi nhiều Poké Ball hơn hoặc Poké Ball mạnh hơn để bắt chúng. Nếu người chơi cố bắt một Pokémon của NPC, đối thủ sẽ chặn quả bóng lại để tránh việc bị trộm, nói rằng bắt một Pokémon đã thuộc quyền sỡ hữu là trái luật.
Như được miêu tả trong anime và manga, Poké Ball khi không hoạt động, sẽ thu nhỏ về kích cỡ một quả bóng golf, và khi nhấn nút ở giữa, sẽ phóng to đến kích cỡ một quả bóng chày. Pokémon ra ngoài bằng cách ném quả bóng; khi lấy lại một Pokémon vào quả bóng, một luồng sáng màu đỏ bao quanh Pokémon và thu hồi lại nó. Poké Ball được miêu tả rằng cực kì thoải mái cho Pokémon, tới mức nó sẽ tự nguyện đi vào quả bóng mà không cần sự khích lệ nào. Các Pokémon như Voltorb, Electrode, Foongus, và Amoonguss thường bị nhầm lẫn với Poké Ball, vì hình dáng và màu sắc của chúng khá k giống với những quả Poké Ball.
Có nhiều loại Poké Ball khác nhau. Được giới thiệu trong Pokémon Red và Blue, sắp xếp theo sức mạnh tăng dần là Poké Ball, Great Ball (Super Ball (スーパーボール Sūpā Bōru) ở Nhật), Ultra Ball (Hyper Ball (ハイパーボール Haipā Bōru) ở Nhật), và Master Ball (マスターボール Masutā Bōru) - thứ có 100% khả năng thành công với bất kì Pokémon nào có thể bị thu phục, và chỉ tồn tại một quả trong trò chơi. Trong Pokémon Gold, Silver, Crystal, HeartGold và SoulSilver, có những quả trái cây được gọi là Apricorns, thứ khi được đưa cho Kurt ở thị trấn Azalea, sẽ được chế tạo thành một trong bảy loại Poké Ball đặc biệt, tùy vào màu sắc của Apricorn. Bảy loại Poké Ball Kurt có thể làm là Level (Đỏ), Moon (Vàng), Lure (Lam), Friend (Lục), Love (Hồng), Fast (Trắng), và Heavy (Đen). Bắt đầu từ Pokémon Ruby, Sapphire, và Emerald, nhiều loại bóng khác xuất hiện, như Timer Ball, thứ sẽ trở nên hiệu quả hơn khi số lượt trong trận đấu tăng lên, và Net Ball, thứ có cơ hội thành công cao hơn khi bắt Pokémon hệ nước hoặc bọ, và nhiều loại khác. Thêm vào đó, trong một vài game có tồn tại một nơi gọi là Safari Zone chỉ có thể dùng Safari Balls, những quả bóng này không thể dùng được ở nơi khác trong game. Một số Poké Ball khác là Heavy Ball (hữu hiệu khi bắt Pokémon có khối lượng lớn), Heal Ball (khôi phục máu và trạng thái cho Pokémon bị thu phục), Luxury Ball (giống với Friend Ball), Nest Ball (hữu hiệu khi bắt Pokémon có cấp độ thấp hơn Pokémon của người chơi), Repeat Ball (hữu hiệu khi bắt Pokémon bạn đã có trước đó), Lure Ball (hữu hiệu khi bắt Pokémon gặp được khi câu cá) và Dive Ball (hữu hiệu khi bắt Pokémon gặp được khi đang lặn). Cũng có một số loại Poké Ball đặc biệt khác (Cherish Ball và Premier Ball) chỉ có thể có được thông qua các sự kiện đặc biệt. Trong Pokémon Black Và White có thêm một loại mới là Dream Ball có 100% khả năng bắt thành công với bất kì Pokémon nào nhưng chỉ có thể hoạt động trong Entree Forest. Thêm một loại mới trong Pokémon Sun và Moon là Beast Ball có khả năng bắt cao với Ultra Beast nhưng lại cực kì thấp với những Pokemon khác được trao cho người chơi trong nhiệm vụ UB.

### Pokédex
Pokédex (ポケモン図鑑 Pokémon Zukan, lit. "Pokémon Encyclopedia". Tiếng Việt: "Bách khoa toàn thư Pokémon"), là một thiết bị điện tử được thiết kế để lập danh mục và cung cấp thông tin liên quan đến các loài Pokémon khác nhau. Cái tên Pokédex là một từ ghép của Pokémon và index. Trong các trò chơi, bất cứ khi nào Pokémon bị bắt lần đầu tiên, chiều cao, cân nặng, hệ loài và mô tả ngắn của Pokémon sẽ được thêm vào Pokédex của người chơi. Mỗi khu vực có Pokédex riêng, ngoại hình khác nhau, các loài Pokémon được phân loại và các chức năng như khả năng sắp xếp danh sách Pokémon dựa trên thứ tự chữ cái hoặc hiển thị kích thước của Pokémon so với nhân vật người chơi. "Pokédex quốc tế" cho phép Pokémon từ tất cả các khu vực được xếp vào mục lục. Ứng dụng Nintendo 3DS Pokédex 3D Pro có tất cả các Pokémon với tất cả các hình dạng của nó và mỗi hình dạng đều có hoạt hình riêng.

## Tiến hoá
Khi Pokémon phát triển và đạt đến điều kiện nhất định, chúng có thể tiến hoá (進化 shinka), giống với một kiểu biến dạng hơn là tiến hóa thông thường. Sự tiến hóa ở Pokémon có thể xảy ra vì nhiều lý do khác nhau, thông thường nhất là đạt đủ điểm kinh nghiệm (EXP). Một số kiểu tiến hóa khác là tiến hóa bằng đá tiến hóa hay bằng chỉ số hạnh phúc. Mỗi loài Pokémon đều có 1 chuỗi tiến hóa nhất định hoặc không tiến hóa. Quá trình tiến hóa được thể hiện bởi sự thay đổi hình dáng bên ngoài cũng như sức mạnh bên trong của Pokémon (Các chỉ số và Đặc tính của Pokémon), một số loài sự tiến hóa còn kèm theo thay đổi hệ. Pokémon sau khi tiến hóa hiển nhiên là mạnh hơn với dạng trước của nó.
Các Bậc Tiến hoá (Evolutionary Stage)
Tất cả các Pokémon đều thuộc một trong 4 cấp bậc tiến hoá: Baby Pokémon, Unevolved Pokémon, Stage 1 Pokémon và Stage 2 Pokémon.
Một Baby Pokémon không thể đem breed kể cả với Ditto, và khi breed Unevolved Pokémon hoặc Stage 1 Pokémon cái trong chuỗi tiến hoá của nó sẽ ra Pokémon này. Ví dụ khi breed Chansey (hoặc Blissey) sẽ ra Happiny chứ không phải là Chansey, và Happiny không thể breed, vậy chúng ta gọi Happiny là một Baby Pokémon. Cũng cần lưu ý là không một chuỗi tiến hoá Pokémon nào có cả Baby Pokémon và Stage 2 Pokémon.
Unevolved Pokémon (Pokémon chưa tiến hoá) đúng như tên gọi, là dạng cơ bản của Pokémon. Tuy nhiên nó có thể breed được, đây là đặc điểm lớn nhất để phân biệt chúng với Baby Pokémon. Unevolved Pokémon có thể tiến hoá thành Stage 1 Pokémon.
Stage 1 Pokémon (Pokémon cấp bậc 1) là dạng đã tiến hoá của Unevolved Pokémon và có thể tiến hoá thành Stage 2 Pokémon nếu nó chưa phải là tận cùng trong chuỗi tiến hoá.
Stage 2 Pokémon (Pokémon cấp bậc 2) là dạng tiến hoá của Stage 1 Pokémon, luôn luôn tận cùng trong chuỗi tiến hoá và chỉ xuất hiện trong chuỗi tiến hoá 3 bước không có Baby Pokémon.
Các Bước Tiến hoá
Bình thường, dạng tiến hoá thường gặp nhất là tiến hoá 3 bước (tất cả starter trong game đều có tiến hoá 3 bước). Ví dụ như:
Bulbasaur (lv16) ---> Ivysaur (lv32) ---> Venusaur
Khi đó Bulbasaur sẽ là Unevolved Pokémon, Ivysaur là Stage 1 và Venusaur là Stage 2. Một ví dụ khác:
Happiny (Oval Stone) ---> Chansey (Happiness ≥ 220) ---> Blissey
Happiny ở đây là Baby Pokémon, Chansey là Unevolved và Blissey là stage 1.
Dạng thứ 2 ta gặp là tiến hoá 2 bước:
Magikarp (lv20) ---> Gyarados
Khi đó Magikarp là Unevolved và Gyarados là stage 1.
Điều tương tự đối với các Pokémon khác.
Nhánh tiến hoá (Branches of Evolution)
Tuy nhiên, một số Pokémon có thể tiến hoá thành một trong hai hay nhiều loài khác nhau trong những điều kiện khác nhau. Eevee là ví dụ biết đến nhiều nhất, có thể tiến hoá thành 8 loài khác nhau. Mỗi loài đó ta gọi là một nhánh tiến hoá của Eevee. Tương tự với các Pokémon khác như Gloom, Poliwhirl...
Kiểu tiến hoá (Methods of Evolution)
Kiểu tiến hoá của một Pokémon chính là điều kiện cụ thể để nó tiến hoá.
Pokémon có nhiều kiểu tiến hóa phong phú và đa dạng. Trong game cũng như anime, Pokémon có các dạng tiến hóa sau:
- Tiến hoá bằng level (cấp): Là hình thức tiến hoá phổ biến nhất. Pokémon có giới hạn level từ 1-100. Mỗi loài tiến hoá bằng level có một giới hạn level nhất định, khi Pokémon đạt được level trên thì sẽ tự động tiến hóa. Quá trình này có thể dừng lại dễ dàng bằng cách nhấn phím B trên hệ máy điều khiển khi sự tiến hoá đang diễn ra, hoặc bằng cách hold Everstone. Một số người chơi ngăn cản sự tiến hoá nhằm cho Pokémon của họ học được chiêu mạnh sớm hơn so với cấp tiến hoá của nó. Tuy nhiên, cũng cần lưu ý là Pokémon ở level 100 sẽ không thể tiến hoá bằng level được nữa.
- Tiến hóa bằng Chỉ số hạnh phúc (Happiness): Happiness là thang đo độ tình cảm của Pokémon với trainer. Trong game, happiness có giá trị từ 0 đến 255, khi happiness đạt đến ngưỡng 220 và lên level, Pokémon bắt đầu tiến hóa. Chỉ có một số loài đặc biệt mới tiến hóa dạng này. Một số loài còn tiến hóa bằng happiness trong một khoảng thời gian nhất định.
- Tiến hóa khi lên level và đã được học một chiêu nhất định: một số loài chỉ tiến hóa khi lên level vào lúc mà nó đã được học một chiêu nào đó. Ví dụ: Piloswine ---> Mamoswine (Ancient Power) hay Mime jr. ---> Mr. Mime (Mimic)...
- Tiến hóa tại địa điểm nhất định: khi Pokémon lên level tại các địa điểm định sẵn, nó sẽ tiến hóa. Ví dụ: Eevee ---> Leafeon (lên level tại Moss Rock - Eterna Forest), Magnemite ---> Magnezone (lên lv ở Mt.Coronet)....
- Tiến hóa khi lên level kèm theo item: khi Pokémon cầm 1 item nhất định đặc trưng cho loài, nó sẽ tiến hóa nếu lên level. Hình thức này đôi khi còn kèm theo quy định về thời gian. Ví dụ: Gligar ---> Gliscor (cầm item Razor Fang, lên lv vào ban đêm).
- Tiến hóa khi lên level kèm theo quy định về chỉ số: đây là kiểu tiến hóa đặc trưng của Tyroge. Khi Tyroge đạt lv 20. Nó sẽ tiến hóa:

+ Attack > Defense: tiến hóa thành Hitmonlee
+ Attack < Defense: tiến hóa thành Hitmonchan
+ Attack = Defense: tiến hóa thành Hitmontop
- Tiến hoá khi đã đạt được điều kiện về Contest Stat:

Feebas → Milotic (khi Beauty đạt ≥ 170)
Feebas - Milotic là hai Pokémon duy nhất có chuỗi tiến hoá phụ thuộc vào Contest Stat.
- Tiến hóa khi trao đổi: một vài Pokémon chỉ tiến hóa khi được trao đổi (trade), như Kadabra ---> Alakazam chẳng hạn.
- Tiến hóa khi tra đổi kèm item: một số loài chỉ tiến hóa khi được trao đổi kèm theo loại item nhất định. Như Porygon ---> Porygon 2 (Up-grade) ---> Porygon-Z (Dubious Disc).
- Tiến hóa khi trao đổi với loại Pokémon nhất định: Karrablast và Shelmet chỉ có thể tiến hóa khi được trao đổi với nhau.
- Tiến hóa bằng chỉ số cá nhân (Personality Value): thuộc về Wurmple. Chỉ số này ẩn và không bị tác động bởi người chơi. Nếu chỉ số này <5 thì Wurmple sẽ tiến hoá thành Silcoon, ngược lại nếu ≥5 thì sẽ thành Cascoon.
- Tiến hóa khi lên level và đạt được một vài điều kiện đặc biệt: Nincada ---> Shedinja khi lên level 20, đội hình còn dư chỗ, ngoài ra ở Gen IV balô phải còn ít nhất một pokeball. Combee ---> Vespiqueen khi lên level 21 và là con cái, điều này cũng có nghĩa là Combee đực không thể nào tiến hoá. Mantyke ---> Mantine khi có một con Remoraid trong đội hình. Burmy ---> Mothim (con đực) hay Wormadam (con cái). Type và form (dạng) của con cái tùy thuộc vào dạng của Burmy. Inkay ---> Malamar khi lên level 30 và úp ngược máy Nitendo 3DS.
- Tiến hóa bằng đá (evolutionary stones - 進化の石 Shinka no ishi): Trong thế giới Pokémon có 11 item đặc biệt có sức mạnh tiềm ẩn làm cho Pokémon tiến hoá (ngoại trừ Everstone). Một đá tiến hoá là bất kì một trong mười loại đá dạng như vật phẩm toả ra một năng lượng bí ẩn làm cho vài Pokémon đặc biệt tiến hoá. Đá thứ mười một, Everstone, khác biệt trong đó toả ra một loại năng lượng ngăn chặn sự tiến hoá ở Pokémon nắm giữ bất kể loài của nó.

Đá tiến hóa có thể được sử dụng bất cứ lúc nào, và gây ra sự tiến hoá ngay lập tức trong Pokémon đối với Pokémon họ sử dụng trên, mà không thể huỷ bỏ. Ngoại trừ Oval Stone và Everstone, phải được nắm giữ để tác dụng được diễn ra, mọi đá tiến hoá được áp dụng trực tiếp cho Pokémon.
Việc sử dụng một mảnh đá được coi là một sự tiến hoá "ép buộc", đặc biệt là bởi những nhân vật chính của hoạt hình, như Pokémon không thể biến đổi bởi bản thân nó. Nhiều con Pokémon - kết quả từ một sự tiến hoá dựa trên đá cũng có mức độ học tuyệt chiêu từ tăng cấp khác hơn thể tiến hoá trước đó của chúng, một số không học được tuyệt chiêu nào sau khi tiến hoá.

### Danh sách các loại đá
| Đá lửa (Fire Stone) - Làm Vulpix (Rokon) tiến hoá thành Ninetales (Kyukon). - Làm Growlithe (Gardie) tiến hoá thành Arcanine (Windie). - Làm Eevee (Eievui) tiến hoá thành Flareon (Booster). - Làm Pansear tiến hoá thành Simisear. Đá nước (Water Stone) - Làm Poliwhirl tiến hoá thành Poliwrath. - Làm Shellder tiến hoá thành Cloyster. - Làm Staryu tiến hoá thành Starmie. - Làm Eevee (Eievui) tiến hoá thành Vaporeon (Showers). - Làm Lombre tiến hoá thành Ludicolo. - Làm Panpour tiến hoá thành Simipour. Đá sấm sét (Thunderstone) - Làm Pikachu tiến hoá thành Raichu. - Làm Eevee (Eievui) tiến hoá thành Jolteon (Thunders). - Làm Eelektrik tiến hoá thành Eelektross. Đá lá (Leaf Stone) - Làm Gloom tiến hoá thành Vileplume. - Làm Weepinbell tiến hoá thành Victreebel. - Làm Exeggcute tiến hoá thành Exeggutor. - Làm Nuzleaf tiến hoá thành Shiftry. - Làm Pansage tiến hoá thành Simisage. Đá mặt trăng (Moon Stone) - Làm Nidorina tiến hoá thành Nidoqueen. - Làm Nidorino tiến hoá thành Nidoking. - Làm Clefairy tiến hoá thành Clefable. - Làm Jigglypuff tiến hoá thành Wigglytuff. - Làm Skitty tiến hoá thành Delcatty. - Làm Munna tiến hoá thành Musharna. Đá mặt trời (Sun Stone) - Làm Gloom (Kusaihana) tiến hoá thành Bellossom (Ruffresia). - Làm Sunkern tiến hoá thành Sunflora. - Làm Cottonee tiến hoá thành Whimsicott. - Làm Petilil tiến hoá thành Lilligant. - Làm Helioptile tiến hoá thành Heliolisk. Đá ánh sáng (Shiny Stone) - Làm Togechick tiến hoá thành Togekiss. - Làm Roselia tiến hoá thành Roserade. - Làm Minccino (Chillarmi) tiến hoá thành Cinccino (Chillaccino). - Làm Floette (Furaette) tiến hoá thành Florges (Furajesu) Đá hoàng hôn (Dusk Stone) - Làm Murkrow (Yamikarasu) tiến hoá thành Honchkrow (Dongkarasu). - Làm Misdreavus (Muma) tiến hoá thành Mismagius (Mumargi). - Làm Lampent (Lampura) tiến hoá thành Chandelure (Shandera). - Làm Lampent (Nidangiru) tiến hoá thành Chandelure (Girugarudo) Đá bình minh (Dawn Stone) - Làm Kirlia con đực tiến hoá thành Gallade (Erureido). - Làm Snorunt (Yukiwarashi) con cái tiến hoá thành Froslass (Yukimenoko). Đá băng (Ice Stone) - Làm Alola Sandshrew (Alola Sand) tiến hóa thành Alola Sandslash (Alola Sandpan) - Làm Alola Vulpix (Alola Rokon) tiến hóa thành Alola Ninetales (Alola Kyukon) - Làm Eevee (Eievui) tiến hóa thành Glaceon (Glacia) - Làm Galar Darumaka (Galar Darumakka) tiến hóa thành Galar Darmanitan (Galar Hihidaruma) Oval Stone Chỉ dùng để tiến hoá Happiny ---> Chansey. Tuy nhiên nó không được sử dụng như các loại đá khác mà phải cho Happiny giữ (hold) nó và lên cấp. Everstone Everstone là một loại đá riêng biệt. Tuy được xếp vào loại Evolutionary Stone (đá tiến hoá) nhưng nó không được dùng để tiến hoá Pokémon. Ngược lại, khi Pokémon cầm trong mình thì không thể tiến hoá mặc dù đã đạt những điều kiện nhất định. |

### Bond Phenomenon
Bond Phenomenon (キズナ現象 Bond Phenomenon) (Tạm dịch Tiếng Việt là Hợp thể) là một cơ chế đã ra mắt trong phần XYZ của anime và được đưa vào các trò chơi cốt lõi trong Pokémon Sun và Moon. Pokémon duy nhất có khả năng biến đổi này là Greninja (Gekkouga) với khả năng Battle Bond. Greninja sẽ biến thành Ash-Greninja (Còn gọi là Satoshi-Gekkouga) nếu nó hạ gục Pokémon trong trận chiến, khiến nó có ngoại hình tương tự như Ash Ketchum (Satoshi), làm tăng chỉ số và Water Shuriken (Tiếng Việt: Phi Tiêu Nước) mạnh hơn. Không giống như Tiến hóa Mega, Tiến Hóa Hồi Quy Nguyên Thủy và Ultra Burst, Bond Phenomenon không yêu cầu một vật phẩm để kích hoạt.

### Tiến hóa Mega
| Phiên bản Pokémon         | Pokémon Hình dạng Mega (Tên Tiếng Anh) | Pokémon Hình dạng Mega (Tên Tiếng Anh) | Pokémon Hình dạng Mega (Tên Tiếng Anh) | Pokémon Hình dạng Mega (Tên Tiếng Anh) | Pokémon Hình dạng Mega (Tên Tiếng Anh) | Pokémon Hình dạng Mega (Tên Tiếng Anh) | Pokémon Hình dạng Mega (Tên Tiếng Anh) | Pokémon Hình dạng Mega (Tên Tiếng Anh) | Pokémon Hình dạng Mega (Tên Tiếng Anh) | Pokémon Hình dạng Mega (Tên Tiếng Anh) | Pokémon Hình dạng Mega (Tên Tiếng Anh) | Pokémon Hình dạng Mega (Tên Tiếng Anh) | Pokémon Hình dạng Mega (Tên Tiếng Anh) | Pokémon Hình dạng Mega (Tên Tiếng Anh) | Pokémon Hình dạng Mega (Tên Tiếng Anh) | Pokémon Hình dạng Mega (Tên Tiếng Anh) | Pokémon Hình dạng Mega (Tên Tiếng Anh) | Pokémon Hình dạng Mega (Tên Tiếng Anh) | Pokémon Hình dạng Mega (Tên Tiếng Anh)  | Pokémon Hình dạng Mega (Tên Tiếng Anh)  | Pokémon Hình dạng Mega (Tên Tiếng Anh)  | Pokémon Hình dạng Mega (Tên Tiếng Anh)  | Pokémon Hình dạng Mega (Tên Tiếng Anh)  | Pokémon Hình dạng Mega (Tên Tiếng Anh)  | Pokémon Hình dạng Mega (Tên Tiếng Anh)  | Pokémon Hình dạng Mega (Tên Tiếng Anh)  | Pokémon Hình dạng Mega (Tên Tiếng Anh)  | Pokémon Hình dạng Mega (Tên Tiếng Anh)  | Pokémon Hình dạng Mega (Tên Tiếng Anh)  | Pokémon Hình dạng Mega (Tên Tiếng Anh)  |
| ------------------------- | -------------------------------------- | -------------------------------------- | -------------------------------------- | -------------------------------------- | -------------------------------------- | -------------------------------------- | -------------------------------------- | -------------------------------------- | -------------------------------------- | -------------------------------------- | -------------------------------------- | -------------------------------------- | -------------------------------------- | -------------------------------------- | -------------------------------------- | -------------------------------------- | -------------------------------------- | -------------------------------------- | --------------------------------------- | --------------------------------------- | --------------------------------------- | --------------------------------------- | --------------------------------------- | --------------------------------------- | --------------------------------------- | --------------------------------------- | --------------------------------------- | --------------------------------------- | --------------------------------------- | --------------------------------------- |
| X/Y                       | Mega Venusaur                          | Mega Charizard X                       | Mega Charizard Y                       | Mega Blastoise                         | Mega Alakazam                          | Mega Gengar                            | Mega Kangaskhan                        | Mega Pinsir                            | Mega Gyarados                          | Mega Aerodactyl                        | Mega Mewtwo X                          | Mega Mewtwo Y                          | Mega Ampharos                          | Mega Scizor                            | Mega Heracross                         | Mega Houndoom                          | Mega Tyranitar                         | Mega Blaziken                          | Mega Gardevoir                          | Mega Mawile                             | Mega Aggron                             | Mega Medicham                           | Mega Manectric                          | Mega Banette                            | Mega Absol                              | Mega Latias                             | Mega Latios                             | Mega Garchomp                           | Mega Lucario                            | Mega Abomasnow                          |
| Omega Ruby/Alpha Sapphire | Mega Beedrill                          | Mega Pidgeot                           | Mega Slowbro                           | Mega Steelix                           | Mega Sceptile                          | Mega Swampert                          | Mega Sableye                           | Mega Sharpedo                          | Mega Camerupt                          | Mega Altaria                           | Mega Glalie                            | Mega Salamence                         | Mega Metagross                         | Mega Rayquaza                          | Mega Lopunny                           | Mega Gallade                           | Mega Audino                            | Mega Diancie                           | Không có Pokémon Hình dạng Mega bổ sung | Không có Pokémon Hình dạng Mega bổ sung | Không có Pokémon Hình dạng Mega bổ sung | Không có Pokémon Hình dạng Mega bổ sung | Không có Pokémon Hình dạng Mega bổ sung | Không có Pokémon Hình dạng Mega bổ sung | Không có Pokémon Hình dạng Mega bổ sung | Không có Pokémon Hình dạng Mega bổ sung | Không có Pokémon Hình dạng Mega bổ sung | Không có Pokémon Hình dạng Mega bổ sung | Không có Pokémon Hình dạng Mega bổ sung | Không có Pokémon Hình dạng Mega bổ sung |

Tiến hóa Mega (メガシンカ Mega Shinka) là một cơ chế mới được giới thiệu trong Pokémon X và Y, thứ tăng thêm sức mạnh cho một số Pokémon lên tầm cao hơn nữa. Nếu người chơi sở hữu một item gọi là Key Stone (キーストーン Kī Suton) và một Pokémon giữ một Mega Stone (メガストーン Mega Sutōn), Pokémon đó sẽ tiến hóa Mega tới dạng cuối cùng, đôi khi sở hữu hệ khác hoặc khả năng khác. Hiệu ứng này chỉ xảy ra trong trận đấu mà người chơi kích hoạt item. Mewtwo là ví dụ đầu tiên cho một Pokémon có khả năng tiến hóa Mega, với Mega Mewtwo xuất hiện trong một tập đặc biệt của dòng phim truyền hình và phim Pokémon: Genesect và Mewtwo thức tỉnh. Những kiểu tiến hóa Mega khác nhau sẽ xuất hiện trong hai phiên bản game khác nhau. Mega Mewtwo được thấy trong anime được biết là Mega Mewtwo Y, độc quyền với Pokémon Y, và Mega Mewtwo X sau đó cũng lộ diện. Một con Charizard xuất hiện trong dòng phim truyền hình đặc biệt Pokémon Origins được biết là Mega Charizard X, hoàn toàn khác với Mega Charizard Y được thấy trong những bước tiến đầu tiên của dòng video game.

### Primal Reversion
Hình dạng nguyên thủy (ゲンシカイキ Primal Regression) là một cơ chế mới được giới thiệu trong Pokémon Omega Ruby và Alpha Sapphire, thứ tăng sức mạnh về chỉ số và thay đổi khả năng của một số Pokémon. Nó được biết đến là hình thức đảo ngược của tiến hóa Mega, khi Pokémon trở về hình dạng ban đầu của nó. Hai Pokémon có thể dùng Primal Reversion (Kyogre và Groudon) được tăng chỉ số và có một khả năng khác. Để Pokémon có thể kích hoạt Primal Reversion, nó phải giữ những quả cầu riêng của nó. Không giống Mega Evolution, khi người chơi có thể lựa chọn để tiến hóa Mega hay không trong quá trình chọn chiêu thức, Primal Reversion được kích hoạt ngay lập tức khi Pokémon bắt đầu chiến đầu. Không có giới hạn về số Pokémon có thể dùng Primal Reversion trong một trận đấu, khác với giới hạn người chơi chỉ có thể tiến hóa Mega một lần mỗi trận.

### Ultra Burst
Ultra Burst (ウルトラバースト Ultra Burst) là một cơ chế xuất hiện trong Pokémon Ultra Sun và Ultra Moon, chỉ có cho Pokémon huyền thoại Necrozma. Necrozma có thể trải qua Ultra Burst nếu nó ở dạng Dusk Mane hoặc Dawn Wings và giữ Viên đá Z Ultranecrozium Z, thứ sẽ cho phép nó biến thành Ultra Necrozma. Giống như Tiến Hóa Mega, Bond Phenomenon và Primal Reversion, Ultra Burst làm tăng chỉ số của Necrozma và là một sự biến đổi tạm thời.